# 复兴号CR400BF型电力动车组
复兴号CR400BF型电力动车组，是中国铁路复兴号的车型之一，是中国国家铁路集团有限公司向中车长春轨道客车及中车唐山机车车辆订购的高速铁路动车组。

## 发展历程
2012年开始，中国铁路总公司集合中国有关企业、高等院校、科研单位等展开研制工作。2013年6月，“中国标准”动车组项目正式启动。2013年12月，总体技术条件制定完成；2014年9月方案设计完成。
2015年6月30日，CR400BF样车正式下线，并于当天一同在中国铁道科学研究院环形试验基地正式展开试验工作。同年11月18日，CR400AF和CR400BF在大西客运专线进行了整车冲高试验，在大西客运专线阳曲西-原平西段达到385km/h的最高速度。
2016年7月起，CR400AF样车和CR400BF样车一起进行综合试验，在郑徐客运专线从时速200公里逐级提速至时速420公里。于7月15日，中国标准动车组成功实现了时速420公里两车交会及重联运行的目标。这是世界上首次实现拟运营高铁动车组列车时速420公里交会和重联运行。
2016年8月15日6时10分，由中国标准动车组承运的G8041次列车，车型为CR400AF-0207和CR400BF-0503重联（当时编号CRH-0207+CRH-0503），从大连北站出发，沿哈大高铁开往沈阳站，这是中国标准动车组首次载客试运行。
2017年1月3日，国家铁路局向中车长春轨道客车股份有限公司颁发了中国标准动车组型号合格证和制造许可证。型号定为：CR400BF。
2017年6月25日，中国铁路总公司总经理陆东福在北京动车段宣布中国标准动车组定名为“复兴号”，并于6月26日上午从北京南站和上海虹桥站同时对开首发。
2017年7月27日，根据中国铁路总公司安排，复兴号CR400AF、CR400BF动车组在京沪高铁开展了时速350公里实车、实重和实速检验检测、可行性研究和运营安全评估，并组织两院院士、铁路专家进行了评审咨询。此次试验活动共计300余人参加。通过全面系统的科学论证和综合评估，京沪高铁满足设计时速每小时350公里的运营要求。待2017年9月21日京沪高铁实施新的列车运行图后，复兴号动车组将按时速350公里正式上线运营。
2018年3月9日，中车唐山公司研制的CR400BF-A长编组动车组开始在位于北京东郊的铁科院环形试验线上开展试验工作。根据计划，CR400BF-A长编组复兴号于2018年6月29日起，在京沪高铁首次投入运行。

## 車輛構造

### 外觀
CR400BF的外观由澳大利亚Industrial Design Alliance设计公司设计。车体涂装大致使用白色底色搭配前窗周围，及車窗黑色塗裝侧窗下方两条一粗一细的金色线条的涂装，在头车侧面两端的驾驶室观察窗有金色点缀，与和谐号CRH3A型电力动车组涂装有相似之处。另外，两头车正面会设中国铁路路徽，侧面均会设CR标志以及魏碑字“复兴号”的标识。
在CR400BF型头尾两端均设有重联控制系统和自动开闭式车钩盖供列车重联。为实现统一标准而降低成本，本系列车型均采用外懸式塞拉门。另外，转向架部分不完全覆盖而下面露出。在車体連結部分的外风挡采用了压缩式的风挡结构，不过样板车0503、0305的风挡为风琴式，与后期制造样板车及量产车的不同。
值得一提的是，CR400BF前期1列样板车（0503）采用全白色底色，头车处搭配前窗两侧金色色块的设计。后期的2列样板车（0305和0507）则额外在侧窗上方增加金色线条的涂装，在命名为复兴号之前贴有“和谐号”的标识，因此该涂装被铁路迷昵称为“金凤凰”。而从5001起则采用量产车使用的涂装。而在量产车涂装定型以及定名后，2列样板车并未改变成量产车的涂装，而是在原有涂装上在头车正面加上中国铁路路徽以及在头车侧面加上“复兴号”和“CR”标志。直至2019年1月，样板车0305、0503、0507已改为量产车一样的涂装。
2020年之后新造的CR400BF系列列车在出厂时增设司机室侧门，以增加司機輪值乘降效率，也提高商務座旅客的私密性。
CR400BF-C、BF-Z系列及BF-J的头型采用扁平化造型，由英国Tangerine公司进行工业设计，与其它型号的CR400BF系列不同。其中京張專用自駕型BF-C车体采用“金凤凰”涂装（5144、5145）以及“瑞雪迎春”特別主題涂装（5162），全國通用型BF-Z系列车体采用“龙凤呈祥”特別主題涂装作為專屬外觀標準塗裝，灵感来源于中国传统文化的“龙凤图腾”以及“舞龙”、“飞凤”等意象，該塗裝也應用在CRH3A-A（貴陽市域快鐵版本）作為車身塗裝並以「貴水」意象形成紅黃藍三色的蜿蜒飄帶塗裝。另外，CR400BF-C、CR400BF-Z系列所使用的魏碑字“复兴号”的标识將使用金色以做區別。
另外，CR400BF-C-5162使用“瑞雪迎春”特別主題涂装，灵感来源于奧運精神的“百年京張”以及“冬季運動”、“雪花”等意象，於各車廂的瑞雪迎春圖案及冬季運動圖案設計冬季運動項目剪影，頭車圖案鑲嵌24朵雪花點綴。而專為2022杭州亞運會量身訂製的CR400BF-Z-0524使用杭州亞運會主視覺色系「虹韻紫」，塗裝命名為「潤澤江南」特別主題涂装作為專屬外觀標準塗裝，與其它CR400BF-Z不同的是：車門未使用黑色色塊點綴組成，而是純銀色作為車門圖樣設計。
2021年12月制造的CR400BF-J-0001（原車號：CR400BF-J-0511）「全球领先的高速综合检测列车」也采用了CR400BF-C的头型且不设司机室侧门，1車、8車窗戶上方及下方分別增加魏碑字“复兴号”、“高速综合检测列车”的标识以做識別，車窗上方採用與后期样板车（0305、0507）相同的侧窗上方增加金色线条的涂装，車體下方則採用黃色色塊“警戒黃”以供識別，該車作為「時速400km/h復興號動車組開發-CR450科技創新工程專案」試驗專用之用途，用於開發CR450型復興號動車組之研究，因此轉向架外觀採用抗風壓全包覆式裙版設計以因應時速400km/h行駛，2023年4月下旬05車、06車更換為CR450型試驗車廂用以比較350km/h～400km/h風壓測試用途，也因此05車、06車的車高比其他車廂較矮。
2023年5月製造CR400BF-J-0003「高速综合检测列车」也采用了CR400BF-C的头型且设有司机室侧门，1車、8車窗戶上方及下方分別增加金色魏碑字“复兴号”、“高速综合检测列车”的标识以做識別，採用與CR400BF-Z相同的“龙凤呈祥”涂装，唯一不同的是主要色調由原先「中國紅」改為金色系的「警戒黃」以及輔助飄帶色系「祥龍金」、「故宮紅」對調以供識別，該車與「CR450專案」試驗專用之用途的0001不同的是：0003作為一般型「高速综合检测列车」，用於一般日常平時檢測用途。
2024年2月上線的CR400BF-0031以及CR400BF-G-0051，皆為前时速400公里跨国互联互通高速动车组樣車，分別採用中車唐山自行設計以仿生九色鹿的鹿頭流線造型搭配類似CRH5型車頭燈點綴以及CR400BF-C「旗魚」動力學車頭造型方案，於試驗時期中車唐山塗裝採用「華夏紅」、「伏羲黃」、「珍珠白」、「端墨黑」搭配波浪式雲紋音符以及鮮花和如意的形態呈現，作為中國提倡「一帶一路」外交意象塗裝。中车长客塗裝則採用與中俄外交意象塗裝，車廂前後端以抽象風格設計，後於試驗結束後採用“金凤凰”涂装與CR400BF-C標準塗裝大同小異，两组列车现用于京雄城際鐵路與津兴城际铁路。
- 编号为0503的CR400BF的样板车
- 编号为0305的CR400BF的样板车
- CR400BF-C“瑞雪迎春”涂装头车模型，該塗裝后来用於CR400BF-C-5162
- CR400BF-C“龙凤呈祥”涂装头车模型，該塗裝后来成为CR400BF-Z系列專屬標準塗裝
- CR400BF-C-5143京张智能动车组樣車，头型与其他CR400BF不同，此车涂装已从量产金凤凰改为龍鳳呈祥，並改為CR400BF-GZ-5143及加裝司机室侧门
- 设有司机室侧门的CR400BF-C-5162在京雄城际铁路试车，此车涂装已从量产金凤凰改为瑞雪迎春
- CR400BF-G-0051（原可变轨距动车组样车）行驶在手帕口桥
- CR400BF-0031（原可变轨距动车组样车）行驶在京津城际铁路
- CR400BF-J-0001（原CR400BF-J-0511）停放在铁科院东郊分院，該車使用之頭車由原CR400BF-C-5143之無司机室侧门頭車編入而來
- 采用“龙凤呈祥”涂装的CR400BF-GZ-5143，该车由CR400BF-C改造而來，並留意此车已加装司机室侧门
- CR400BF-S系列车头部分两侧头灯细节较BF-Z有所区别
- 采用“瑞雪迎春”涂装的CR400BF-C-5162行驶在八达岭镇程家窑村
- 采用“潤澤江南”涂装的CR400BF-Z-0524接近南京南站

### 动力配置
CR400BF系列继承了CRH3C型和CRH380B系列动车组的动力分布，采用4M4T（8节）和8M8T（16节）的设计，在8节编组下，带受电弓或者带驾驶室的车辆均为拖车。16节编组则在列车中部第8、9号车厢为拖车，17节编组则会在另一端的驾驶室车辆附近另外设置一辆拖车。
CR400BF系列可通过不同动力单元的组合，实现灵活编组，满足不同的客流需要，现时CR400BF系列拥有8节、16节以及17节编组配置：
- BF、BF-C、BF-G、BF-Z、BF-GZ、BF-J、BF-S、BF-GS：采用8辆编组，4动4拖的统一动力配置形式，由2个基本动力单元组成。
- BF-A、BF-AZ：采用16辆编组，8动8拖的统一动力配置形式，由4个基本动力单元组成。
- BF-B、BF-BZ、BF-BS：采用17辆编组，8动9拖的统一动力配置形式，由4个基本动力单元组成。

根据车型适应性及后续改进，CR400BF系列动车组登场后亦衍生了不同类别的型号，其中BF-G、BF-GZ、BF-GS为CR400BF型的高寒型号，BF-C、BF-Z、BF-AZ、BF-BZ、BF-GZ为CR400BF型的智能型号，BF-S、BF-AS、BF-BS、BF-GS为CR400BF型的技術提升型号，其中BF-C為京張高鐵專用自駕智能型，其餘智能子型號為中國高鐵網絡智能型。

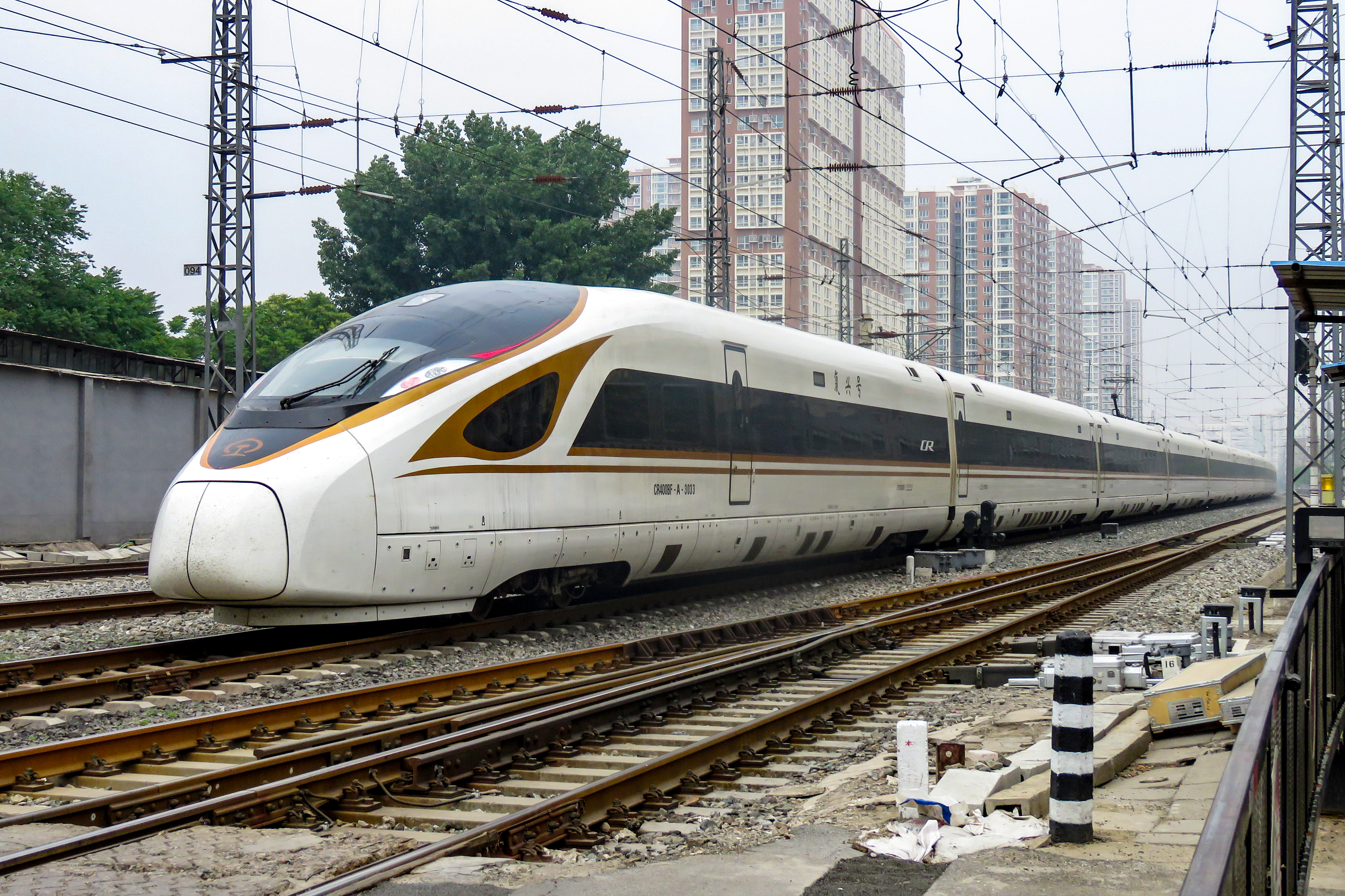
采用16节编组的CR400BF-A
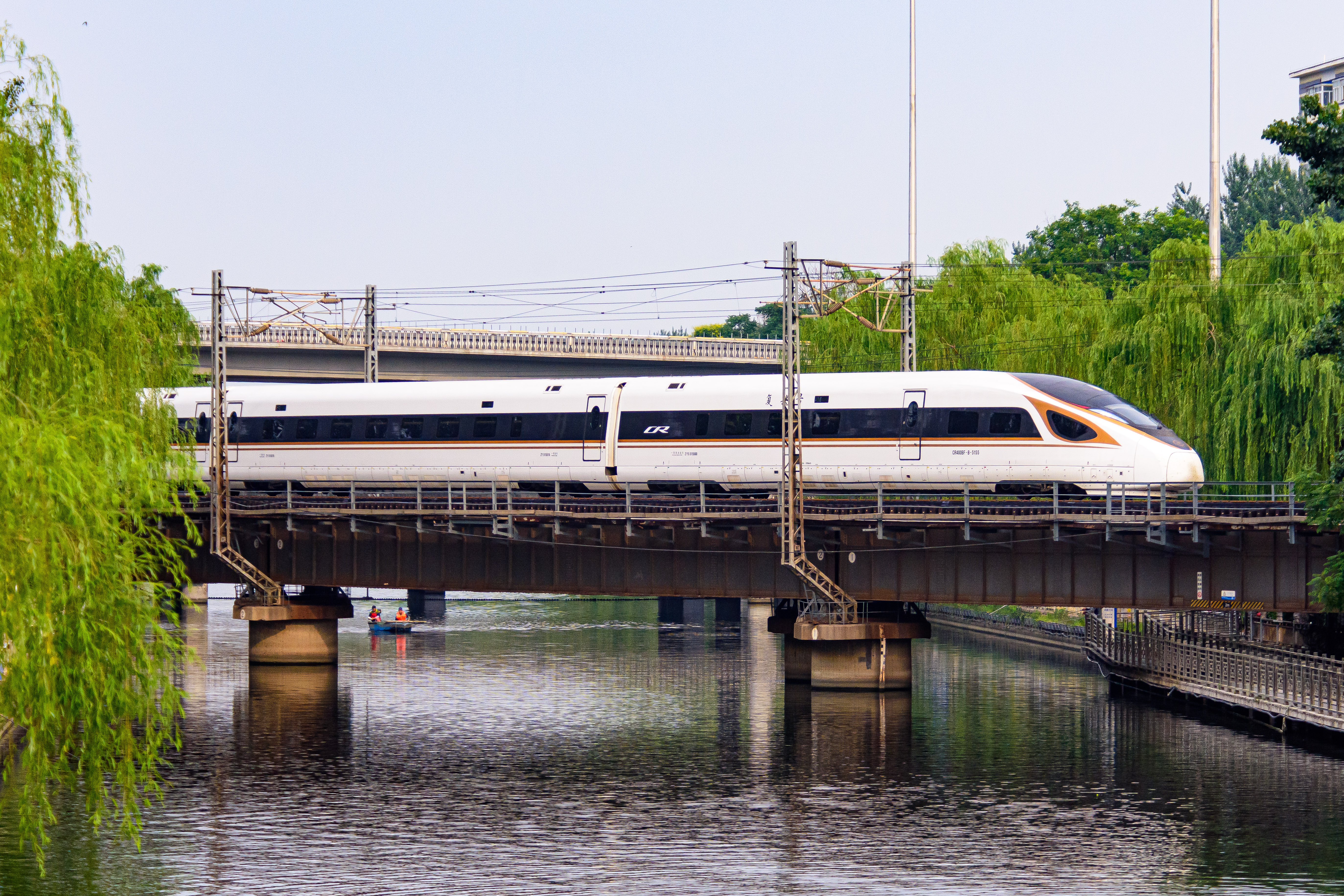
采用17节编组的CR400BF-B；图中的5155车组配备中车永济电机生产的牵引变流器及辅助变流器
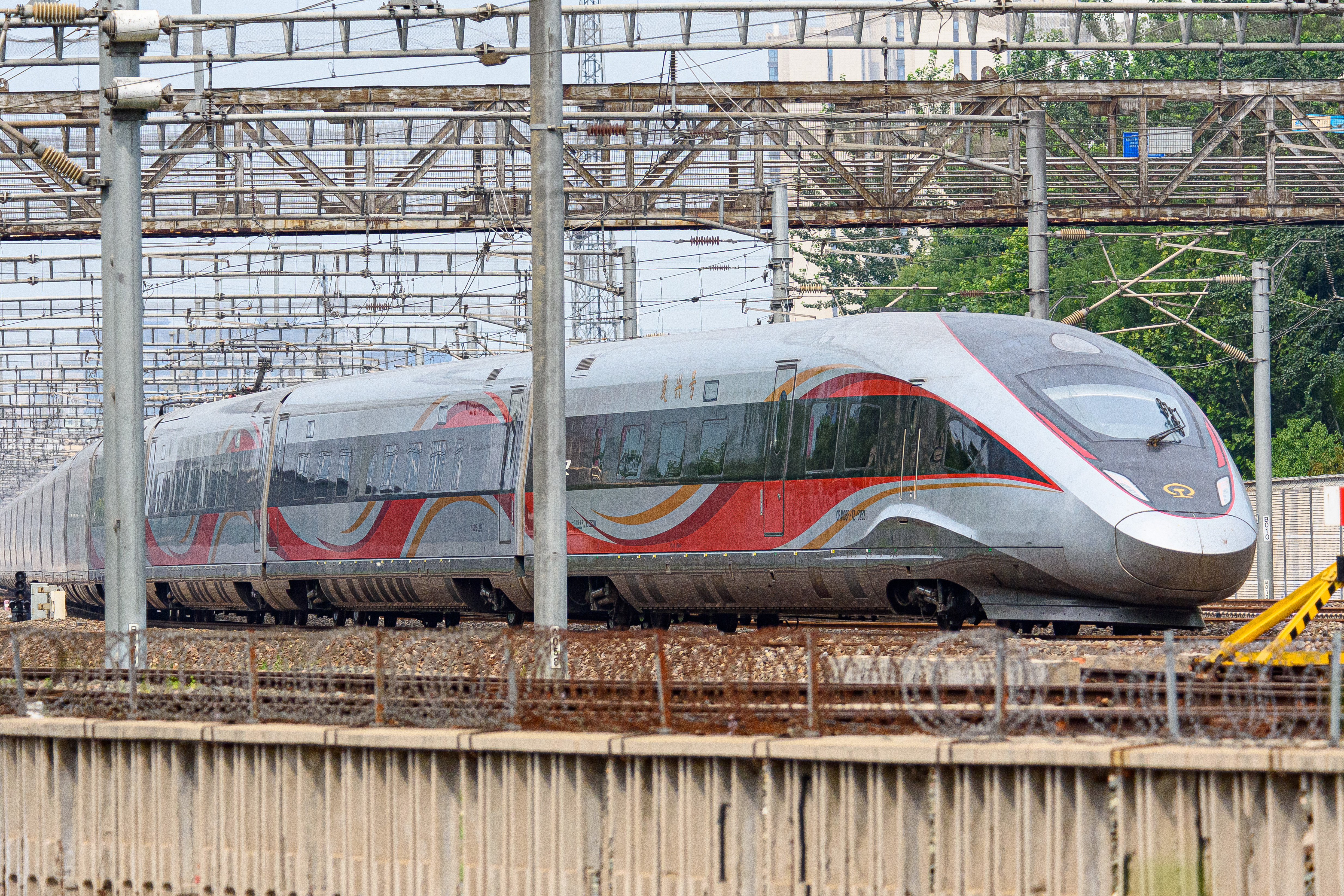
采用16节编组的CR400BF-AZ
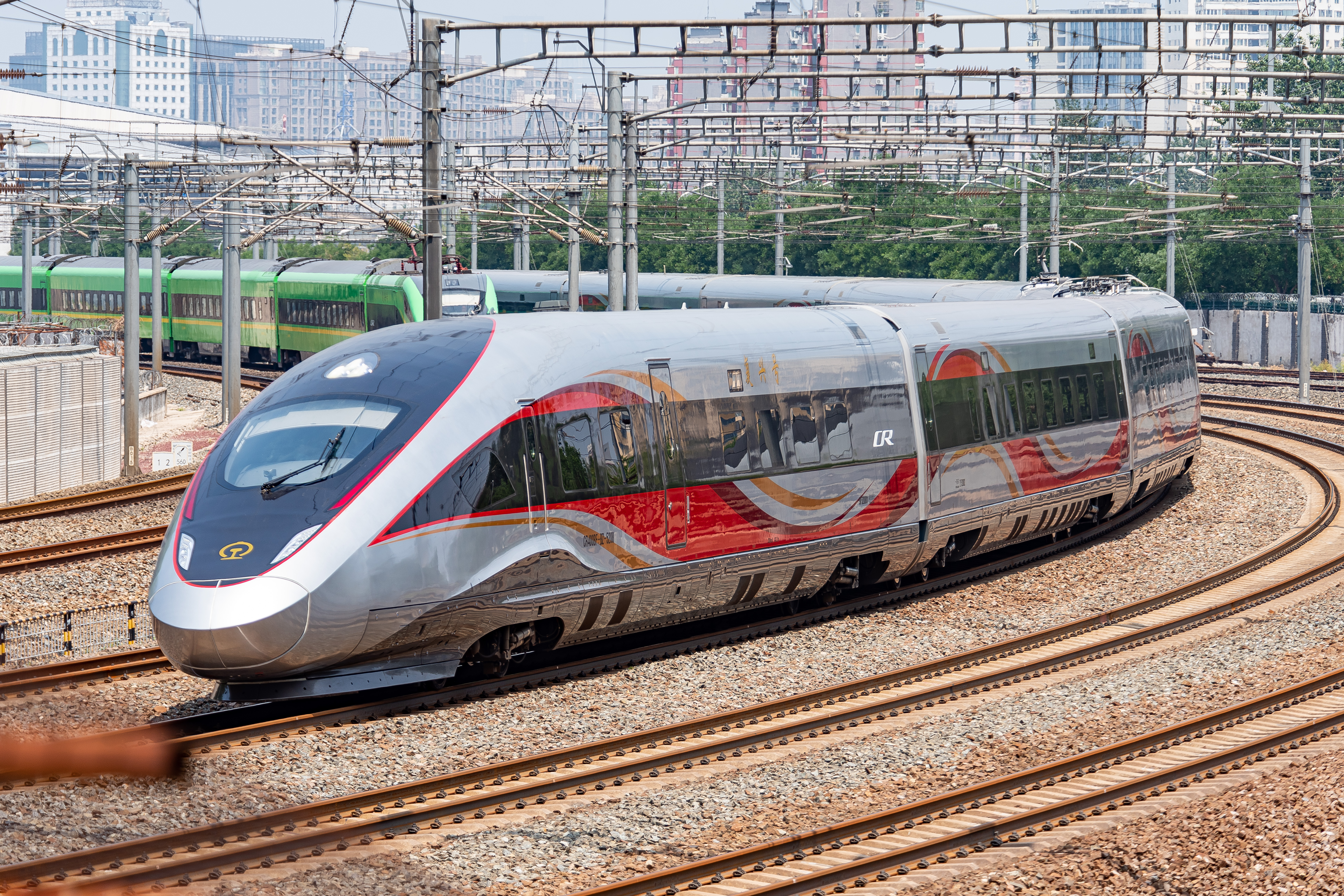
采用17节编组的CR400BF-BZ
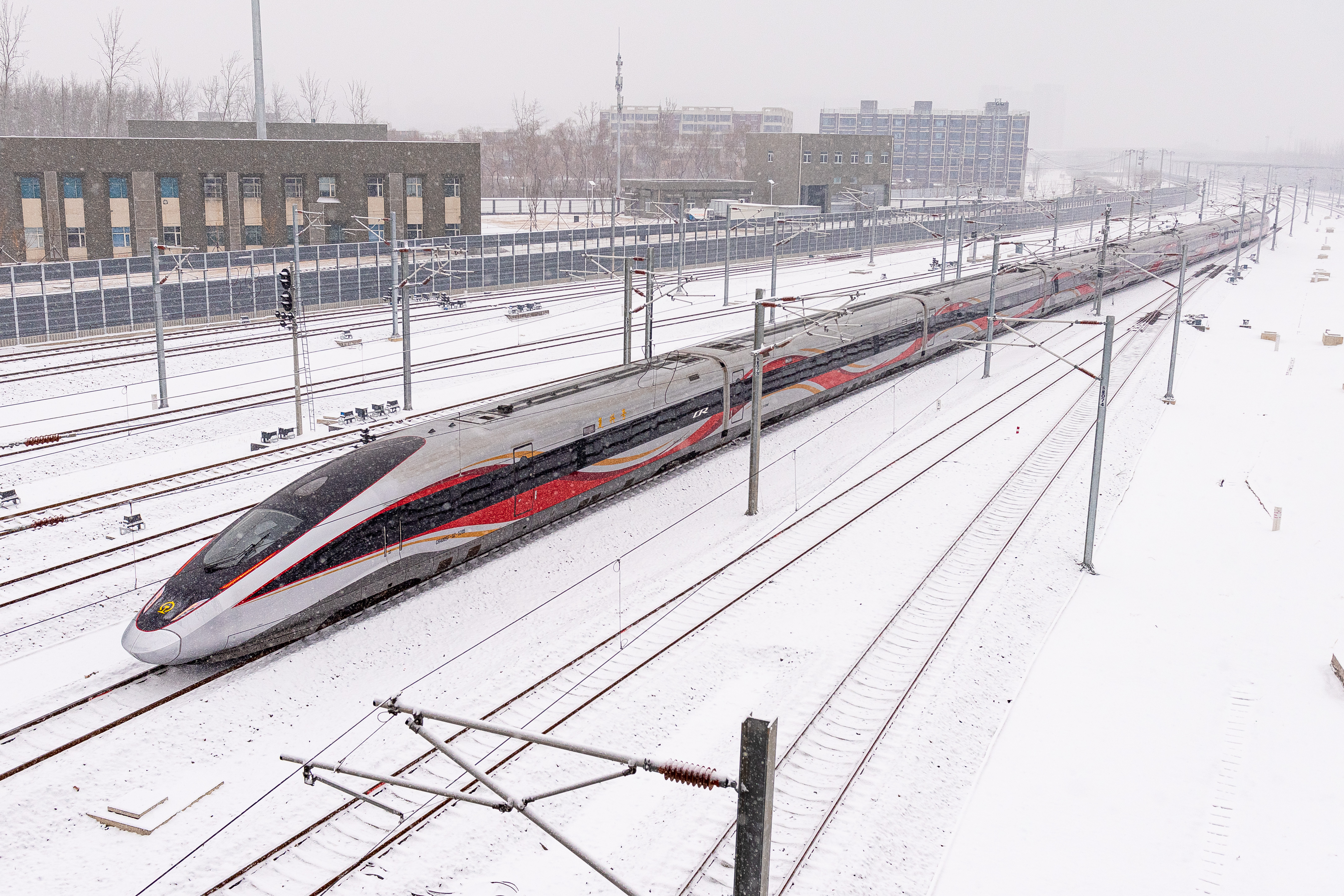
耐高寒型號的CR400BF-GZ，外觀與CR400BF-Z型相同

### 主要设备

#### 牵引系统
多数CR400BF的牽引電動機由中車永濟電機進行生產，牵引变流器为纵横机电生产的TKD502系列产品，整流及逆变环节采用大功率IGBT元器件构成的交直交传动牵引系统，通过提高中间直流环节电压，提高效率，降低损耗，改善电动机控制特性，提升单位质量下的牵引输出功率。充分利用元器件性能，在牵引功率基础上显著提高电制动功率。利用移相技术有效控制谐波，保证再生能量的回收质量，降低总能耗。因此，本型動車組在起動及剎車的磁勵音較上一代列車為少。
而BF-0031、BF-G-0051、BF-C、BF-Z系列（除BF-AZ、BF-J-0003）以及技術提升版BF-S系列牵引变流器則採用北京縱橫機電制的新系列，起步初期之磁励音較普通版CR400BF量產车更高，载波频率自150Hz升高至220Hz。
另外，样板车0305与0507的牵引系统与量产车不同，二者的磁励音较量产车有区别。
- 0305 的牽引電動機与 CR400AF 系列一样，为中車株洲電機製 YQ-625 型，牵引变流器为时代电气制 t Power-TI3。
- 0507、3106、3107、5155（17節編組） 的牵引电机仍为永济电机的产品，但牵引变流器为永济电机制 YGZN2Q256。

#### 制动系统
CR400BF系列动车组采用微机控制的直通式电空制动系统及大容量基础制动装置，具备以整列车进行空电复合控制的能力，可按模式曲线精确控制列车减速或停车。由制动系统实施列车制动力的管理、计算和分配，优化防滑控制逻辑，充分利用黏着及电制动，缩短制动距离，减少盘片磨损。

#### 网络控制系统

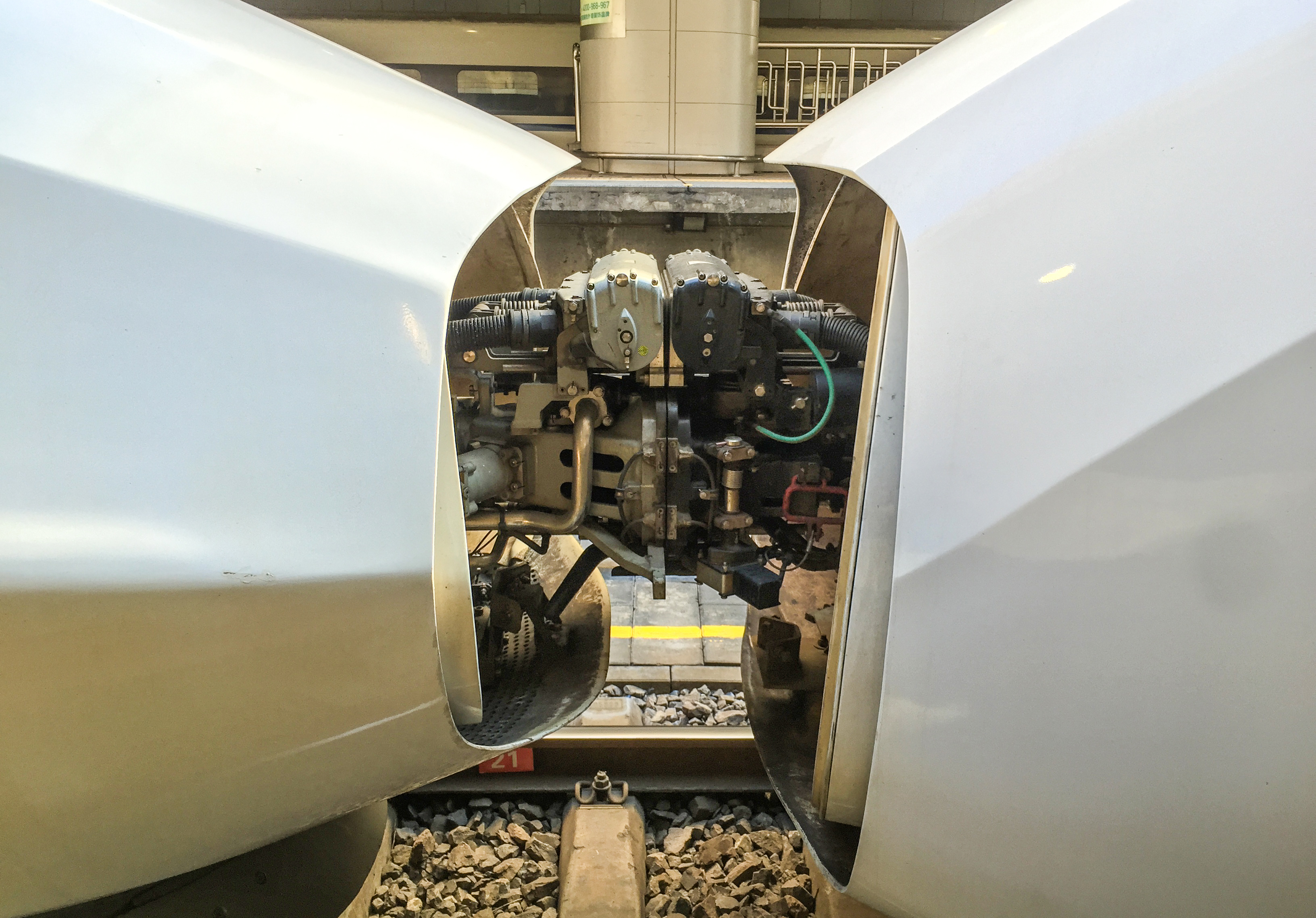
四方制CR400AF-0207（左）与长客制CR400BF-0503（右）重联状态下的车钩，摄于北京西站

CR400BF系列动车组与CR400AF系列动车组一样，均采用了自主开发列车网络控制系统。列车增设诊断以太网加强故障诊断和监测数据的传输，因此可实现不同厂家生产的相同速度等级动车组重联运营，不同速度等级的动车组互相救援，但自复兴号动车组开行至今，除CR400AF样板车以及CR400BF样板车以外，其餘量产车均類似所有和谐号动车组列车一样，仍然维持单一型号动车组重联运营。
另外，CR400BF-C的列車自動運行裝置的運行等級為GoA 2-半自動運行（Semi-automatic Train Operation， STO），可实现列車自動運行及停止，但需要駕駛員開關車門和處理突發事件。然而，由於高鐵自駕技術受限因素，ATO系統等自駕功能與輔助自駕系統等相關自駕配備僅於CR400BF-C搭載，並僅限於京張高鐵應用，後續生產如CR400BF-Z系列則取消該設計，因此於CR400BF-Z系列執行車次之駕駛需要全程手動駕駛。

#### 转向架
CR400BF系列动车组采用模块化设计的H形构架无摇枕转向架，强化结构及性能的安全冗余设计。统一采用920 mm的大轮径及磨耗型踏面，改善轮轨匹配关系，优化转向架两系悬挂参数，降低簧下质量，减轻轮轨动力作用，提高运行稳定性、舒适性及结构安全性。实现轮对等主要部件的统型互换。此外，综合检测车CR400BF-J-0001的3号、6号车厢转向架装有涡流制动装置。

#### 集电装置及供电系统
CR400BF系列中，BF、BF-C、BF-G、BF-Z、BF-GZ在3号和6号车厢设置受电弓，而较长编组的BF-A、BF-B、BF-BZ、BF-E在3号、6号、11号、14号车厢设置受电弓，在正常运行时，短编组运行时则使用一个受电弓，长编组或短编组重联运行则使用两个受电弓。
CR400BF系列动车组采用此前曾装备CRH380B/BL系列的CX-PG型主动控制受电弓，由青岛四方法维莱轨道制动有限公司生产，高压设备外绝缘的雷电冲击耐受电压提升至185 kv，采用整体密闭的高压箱结构，除受电弓外，其余高压部件不暴露于运行环境中，以改善高压系统部件的工作环境，提高系统在不同网高和不同环境下的工作可靠性，实现日常运用的免维护。
辅助供电系统则采用中国标准制式的AC380 V/50 Hz辅助供电系统，具有自动平衡负载和冗余供电功能，辅助变流器由牵引变流器中间直流环节供电，实现过分相不断电、无动力回送/救援工况时自发电功能。研发锂电池直流供电系统，提升单位质量供电能力。

### 内部
CR400BF系列列车均设有商务车，一等座车以及二等座车。其中二等座椅间距为1020mm，座位设于左右3+2排中间为过道。一等座椅间距为1160mm，座位设于左右2+2排中间为过道。BF普通型列车均会在头车两端驾驶室后部设有5个蛋壳式商务座椅，而在长编组系列中则会设有一个全部为商务座席的车厢。BF-C-5162、BF-BZ、2023年12月前制造的BF-Z、BF-GZ商務座椅採用飛機商務艙交錯式配置，座位设于左右1+1排中间为过道，2023年12月起制造的BF-Z和BF-GZ将01车商务座改回5个蛋壳式座椅，08车保留交错布局。BF-G、BF-Z、BF-GZ在5号车厢设置吧台，BF-A、BF-B、BF-BZ型则在9号车厢设置吧台。
另外，BF、BF-C、BF-G、BF-Z、BF-GZ动车组在4号车厢、BF-A、BF-B、BF-BZ动车组在8号车厢设有储物间，以配合承担高铁快运业务；上述车厢均会设有供轮椅人士使用的無障礙座位，以及无障碍洗手间。
本系列在所有座席均设有220V-50Hz的电源插座，其中量产车的一等座席和二等座席席位还加设USB插座。所有车厢均会设置16:9显示屏提供铁路资讯及旅客信息。为了能夠提醒旅客到站，在通道门上方设置发光二极体（LED）旅客列车资讯显示板，可显示列车沿途停靠站、铁路宣传资讯、列車到站提示、抵站的室外温度以及列车的时速等资讯。另外，所有列车车厢均会设置监控摄像头以加强保安。
另外，样板车0503的车厢设计与量产车不同。
BF-E采用与CRH2E-2463~2465相同的纵向卧铺的布局，头尾取消座车，除了8号车厢为横向布局之软卧/餐车合造车，其余皆为纵向布局。

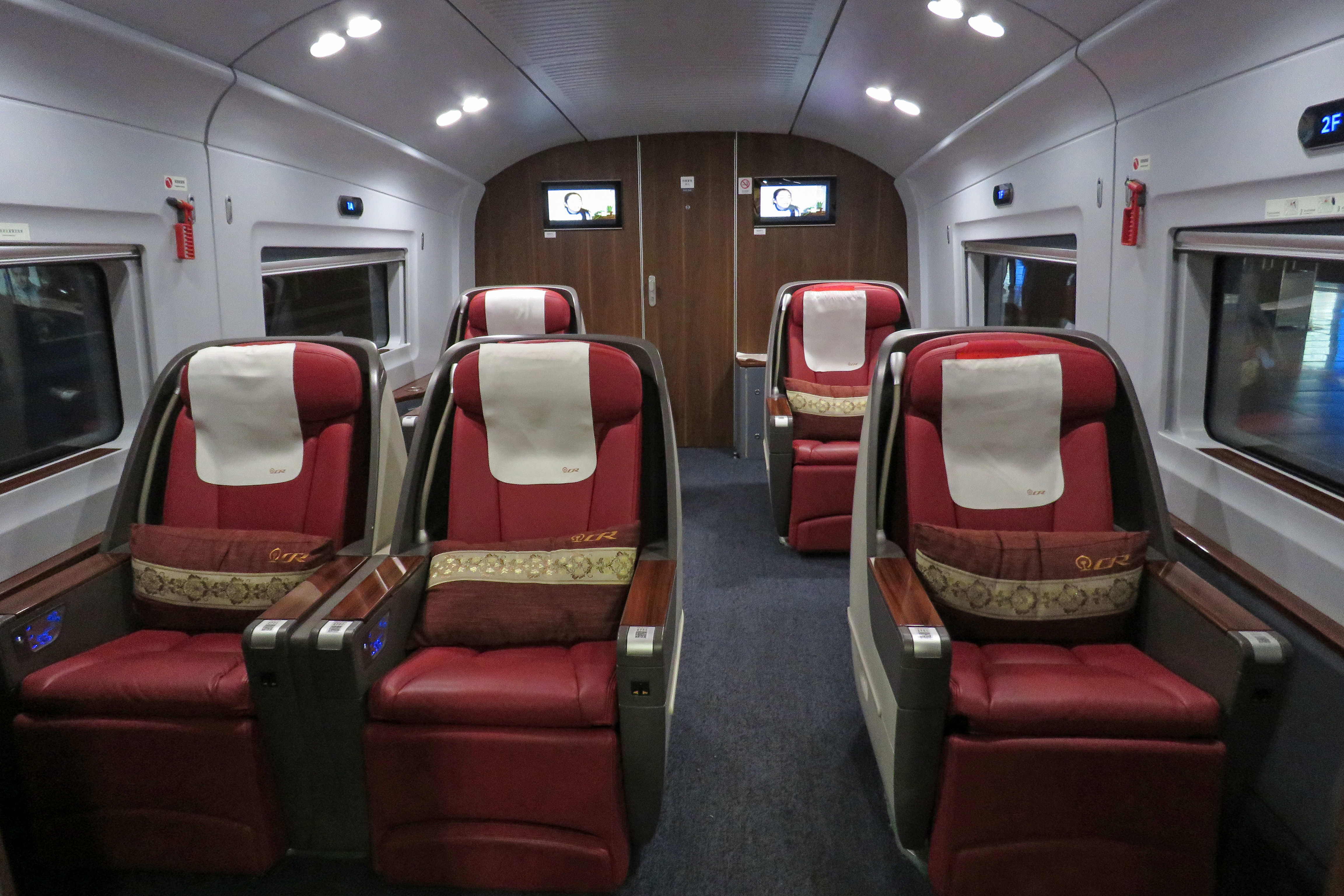
CR400BF的商务座
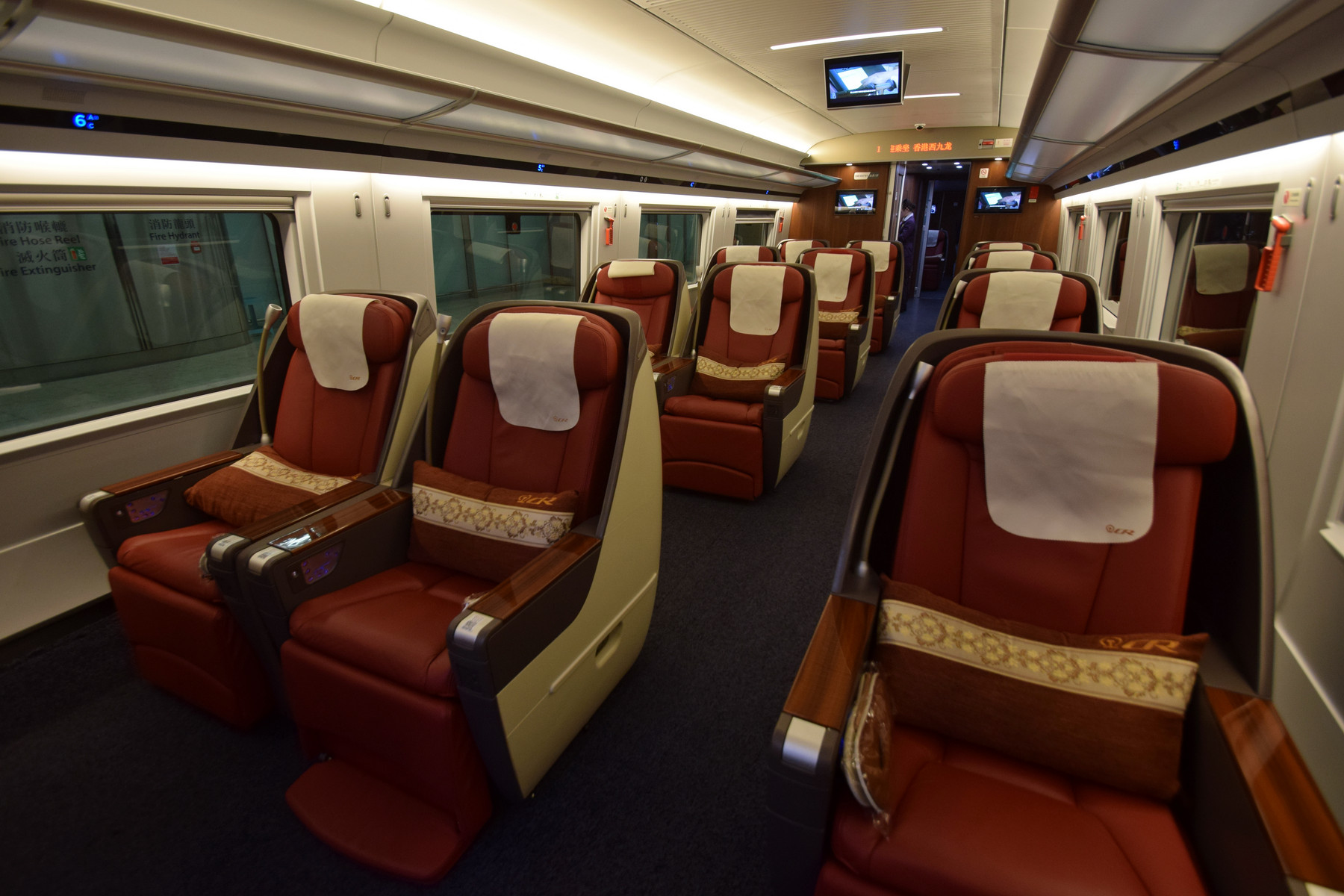
CR400BF-A設有一個全部為商務座席的車廂
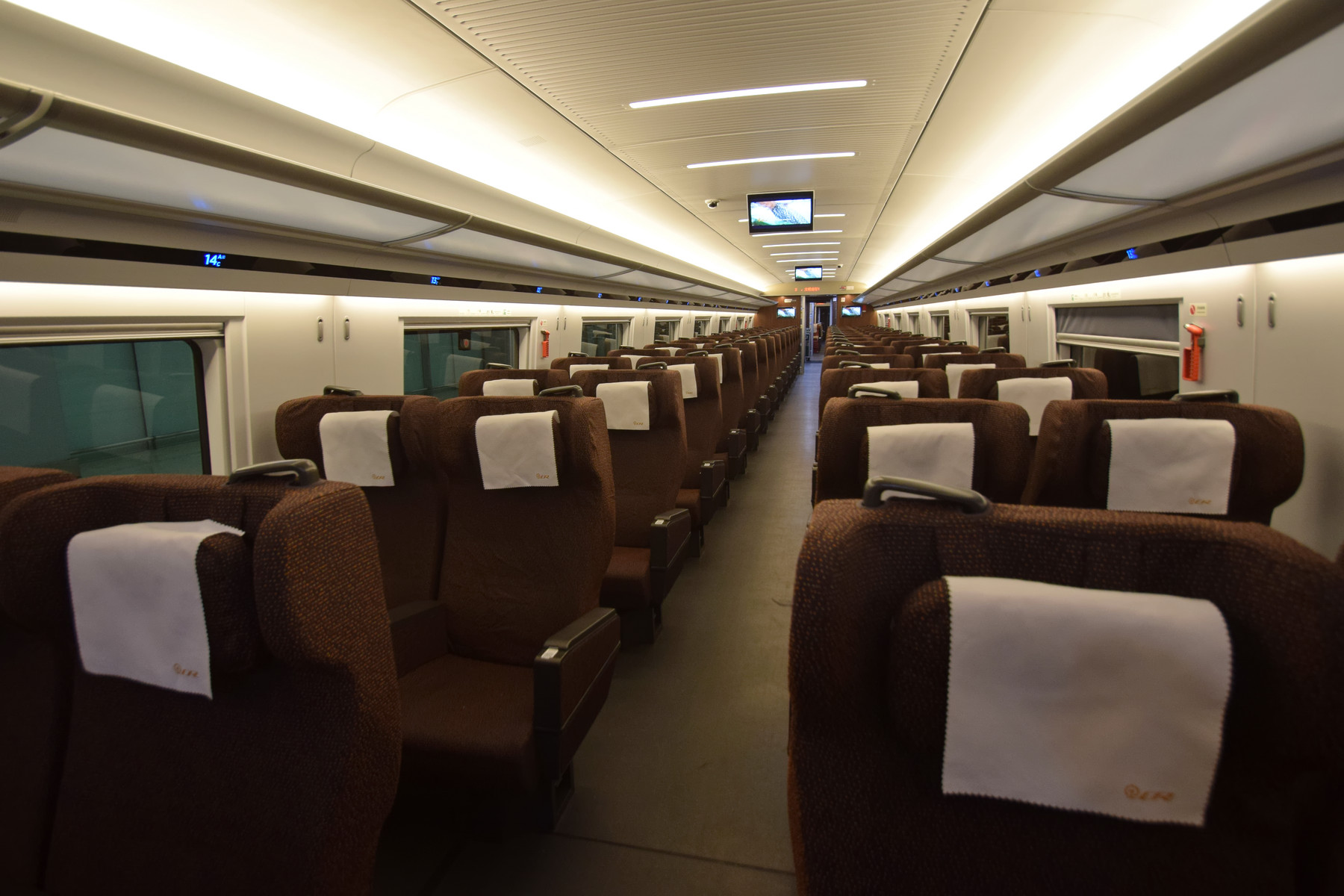
CR400BF-A的一等座
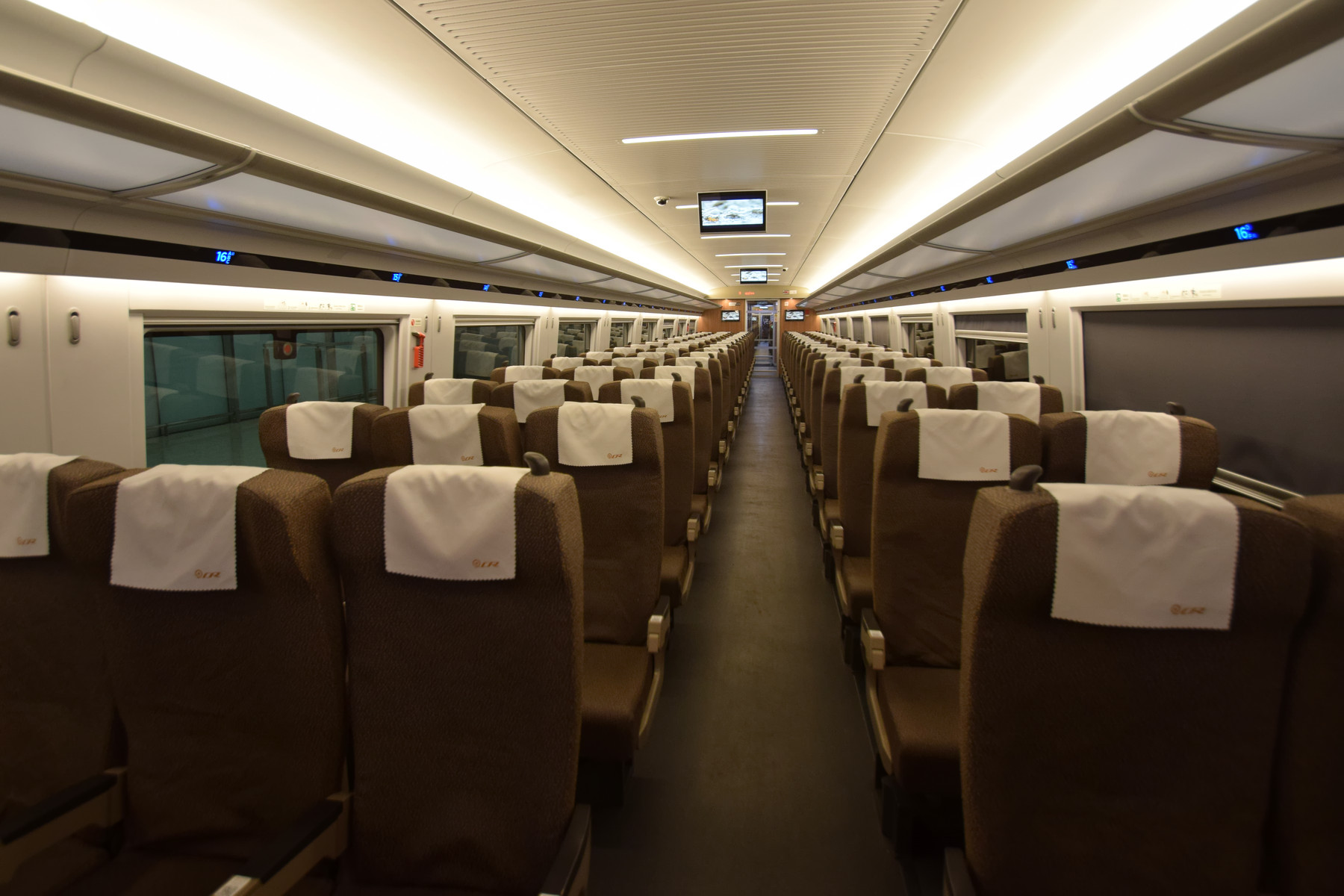
CR400BF-A的二等座
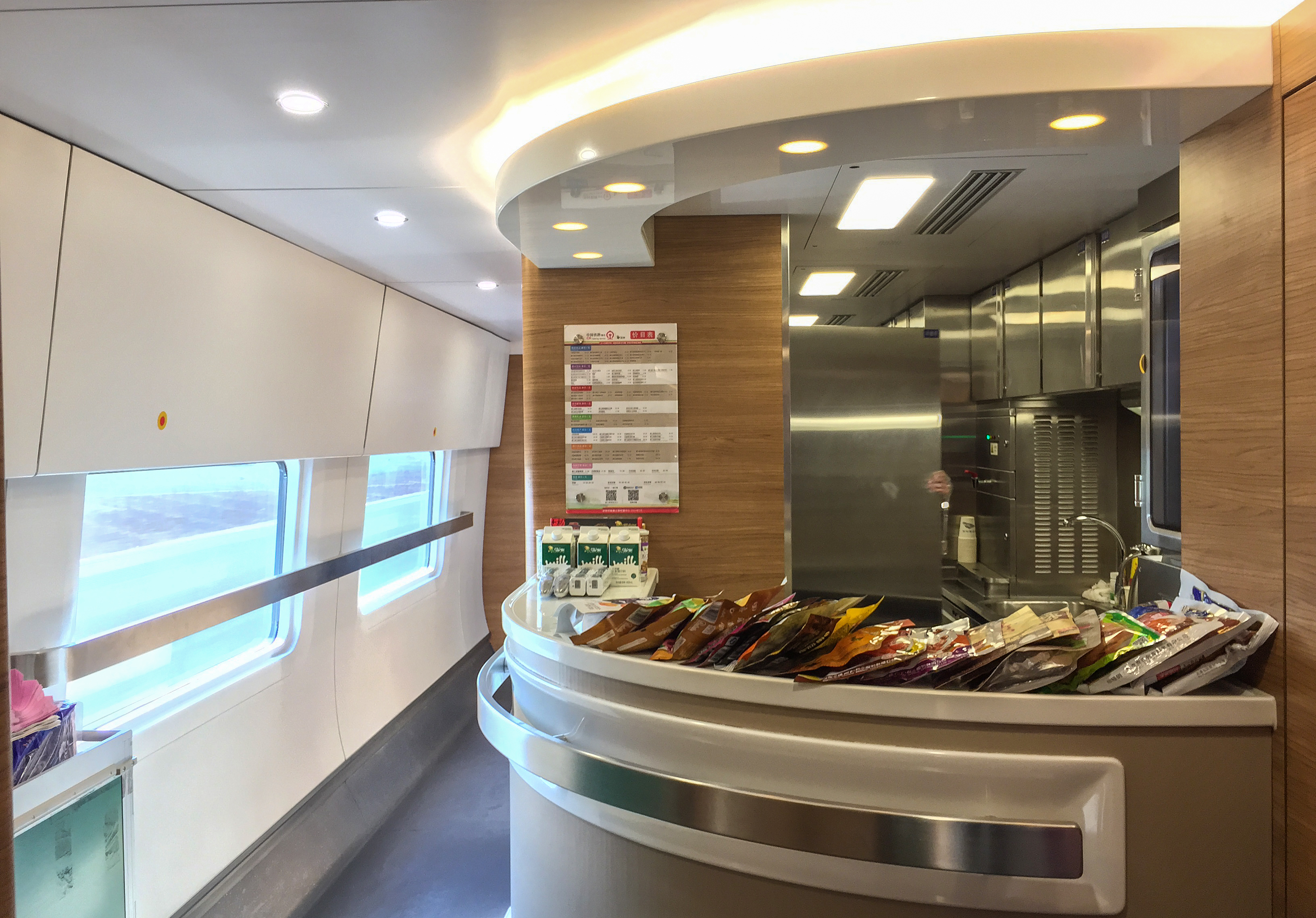
CR400BF的吧台（0503）
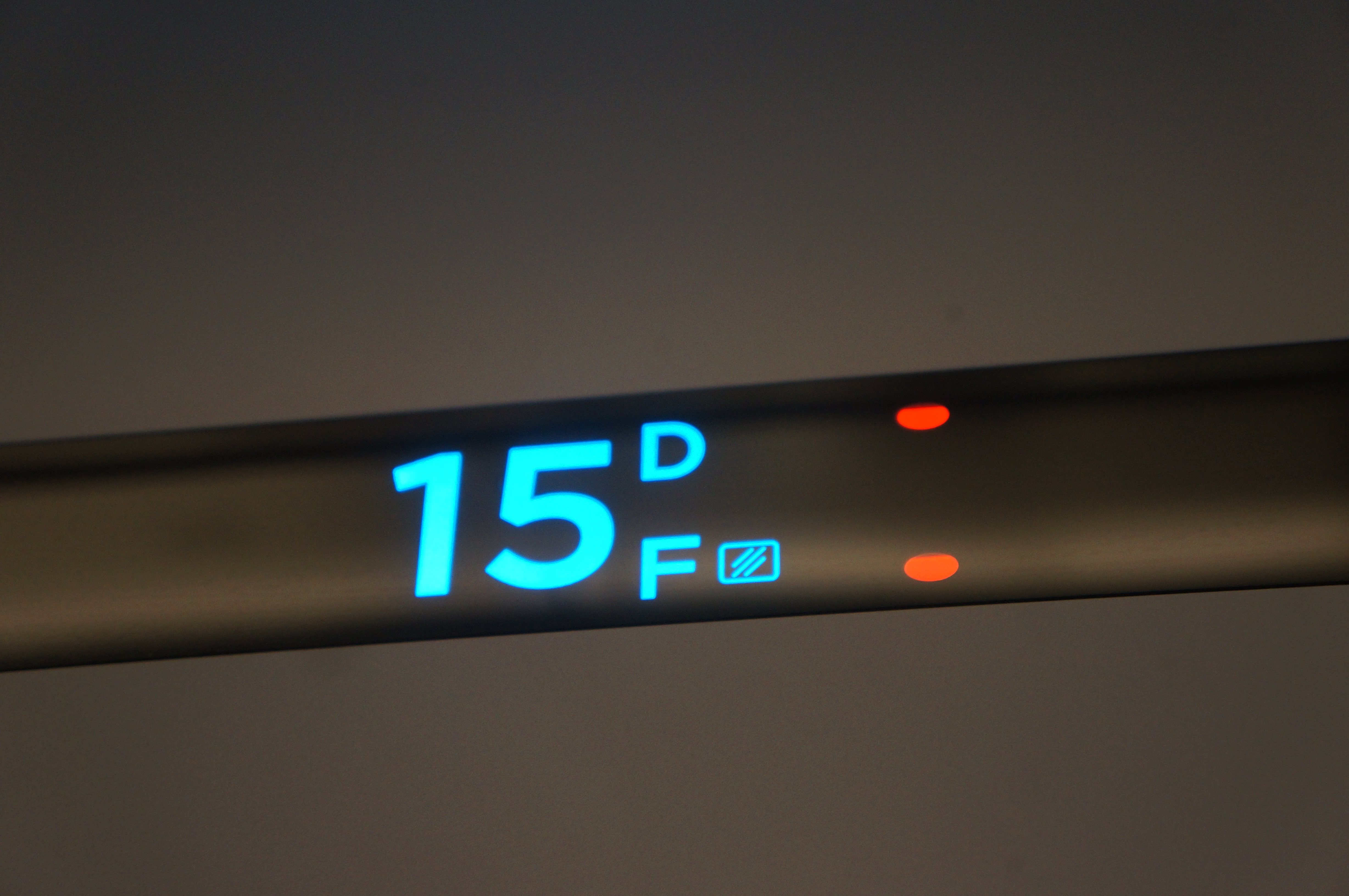
CR400BF的座位指示，可显示坐席预定状态
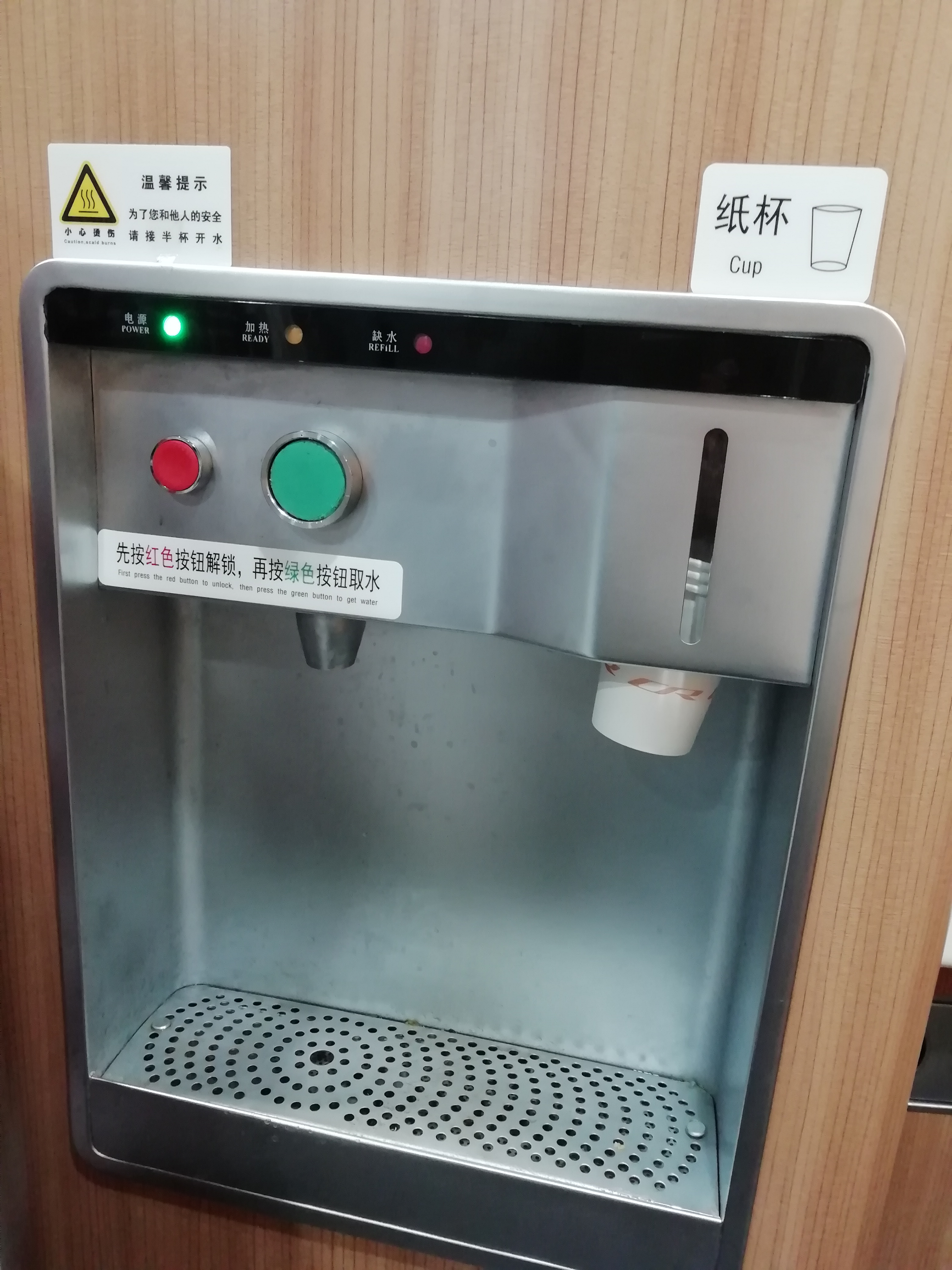
CR400BF的饮水机
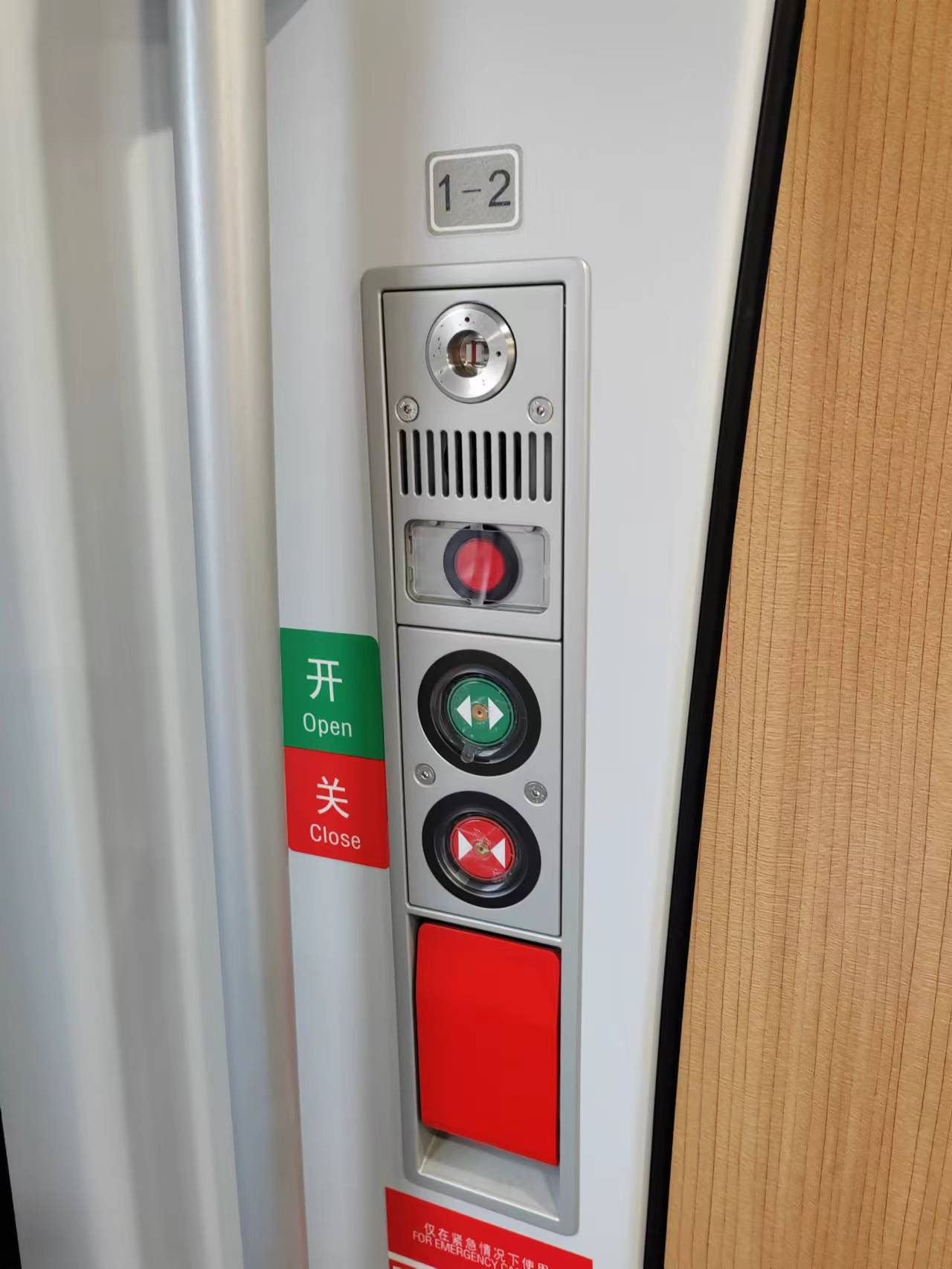
CR400BF-G的开关门按钮和紧急制动掣

#### CR400BF-C
BF-C作为计划服务于2022年北京冬奥会的车型，在内饰上进行了诸多针对性改进。其中5145及5162的5号车厢提供“多功能座”席位，设有最大可拉伸至80厘米的推拉桌，桌下配有大功率多功能插座，可供传媒人士进行报道编辑和赛事转播；车内灯光设计融入冰雪元素，采用蓝色氛围灯提供多层次照明（5162則採用與CR400BF-Z系列同款暖色燈光設計）；列车亦配备高清电子水牌和车内状态显示屏、商务座无线充电板和可变色车窗等设备，5162的商務座採用交錯式配置（隨後CR400BF-Z系列比照辦理），5144、5145的一等座座椅設計以一般型號為改良，頭枕加大並符合人體工學設計，而5162的一等座座椅設計則是以5144、5145的一等座座椅為藍本做大幅改良，採用輕薄型座椅，并在列车连接处设置滑雪板存放区和兴奋剂尿检样品存放区等空间。多功能座於冬奧開幕前開放給旅客使用，票價約為二等座與一等座之平均值。
然而根据部分滑雪爱好者的实际乘坐体验，BF-C的专用的雪板柜只能放下4-5块雪板，当雪板柜被装满后只能使用车厢内其他的空闲空间。2020年11月17日起，铁路部门规定旅客随身携带雪具的长宽高之和不得超过130厘米，同时提供收费的雪具快运服务。此举引发部分滑雪爱好者的不满，认为跟当初列车下线时的宣传不符。
CR400BF-C-5162的8号车厢被中央廣播電視總台、国铁集团、北京局集团和中国联通、中国移动等多个单位改造为高铁5G超高清演播室，供2022年冬季奥林匹克运动会实时采访、即时报道使用，列车内部也安装了5G数据模块、5G机柜，车顶亦配有5G信号发射装置，以便在车厢内进行4K画质的现场采访。

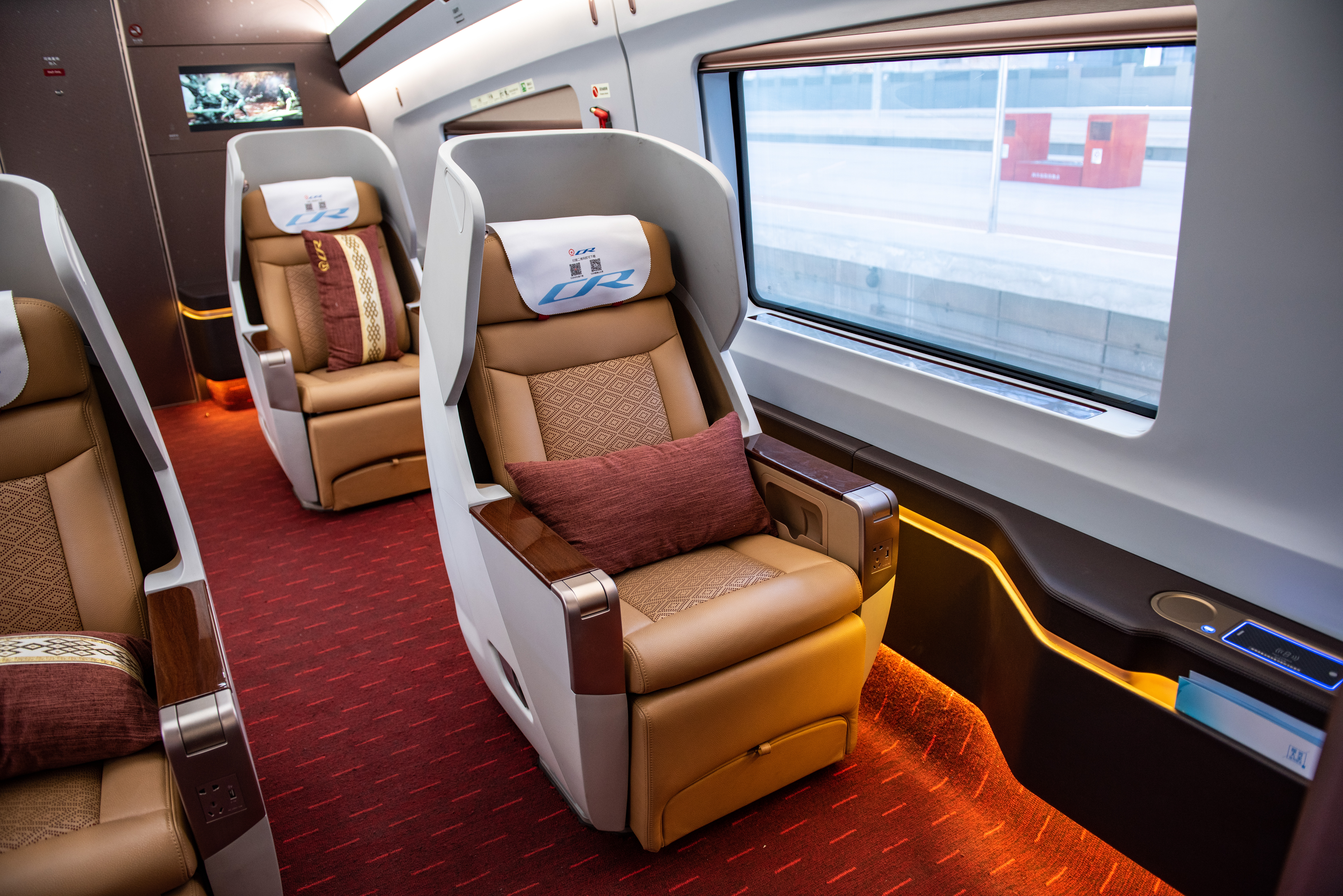
CR400BF-C-5145的商务座
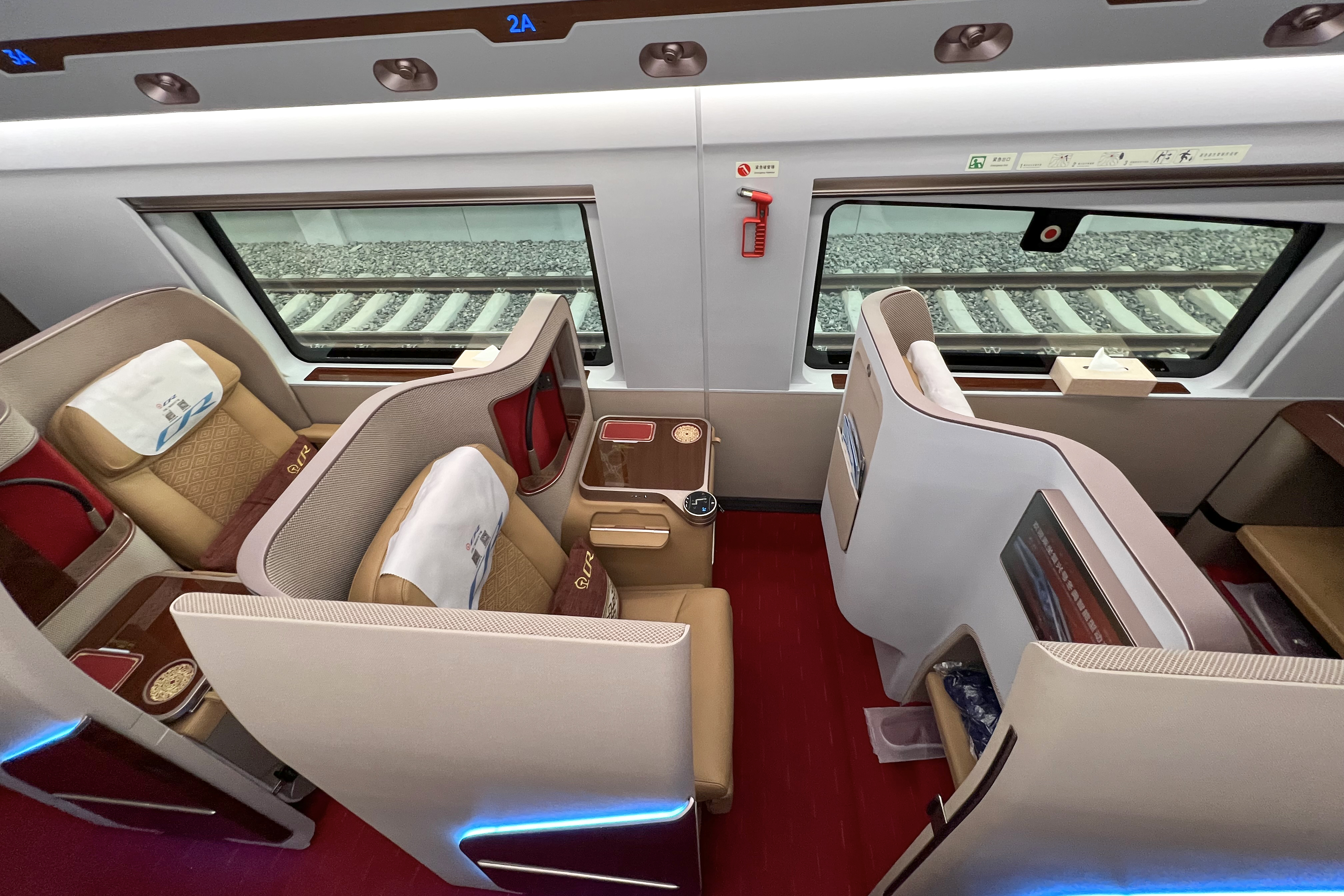
CR400BF-C-5162的商务座
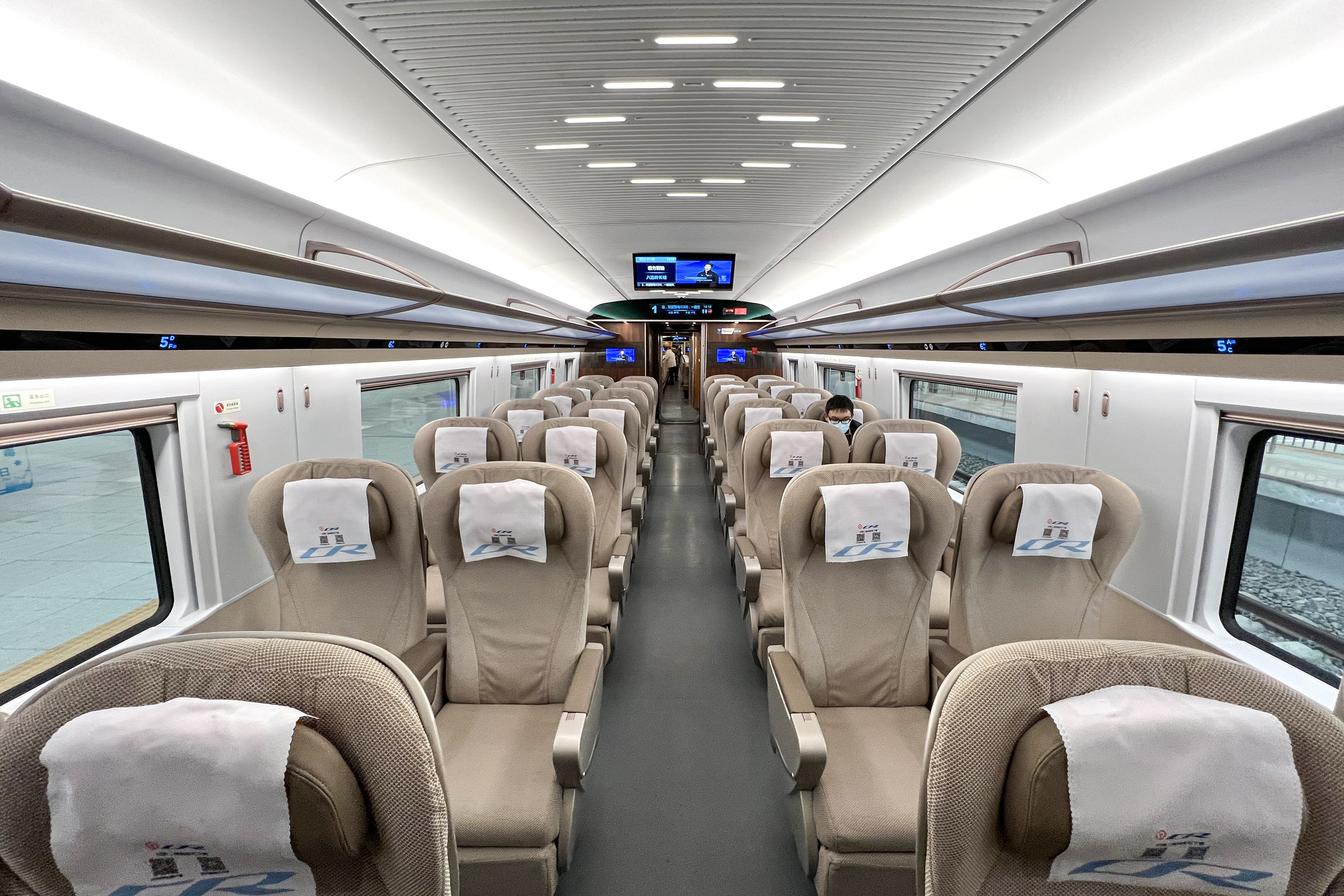
CR400BF-C-5162的一等座
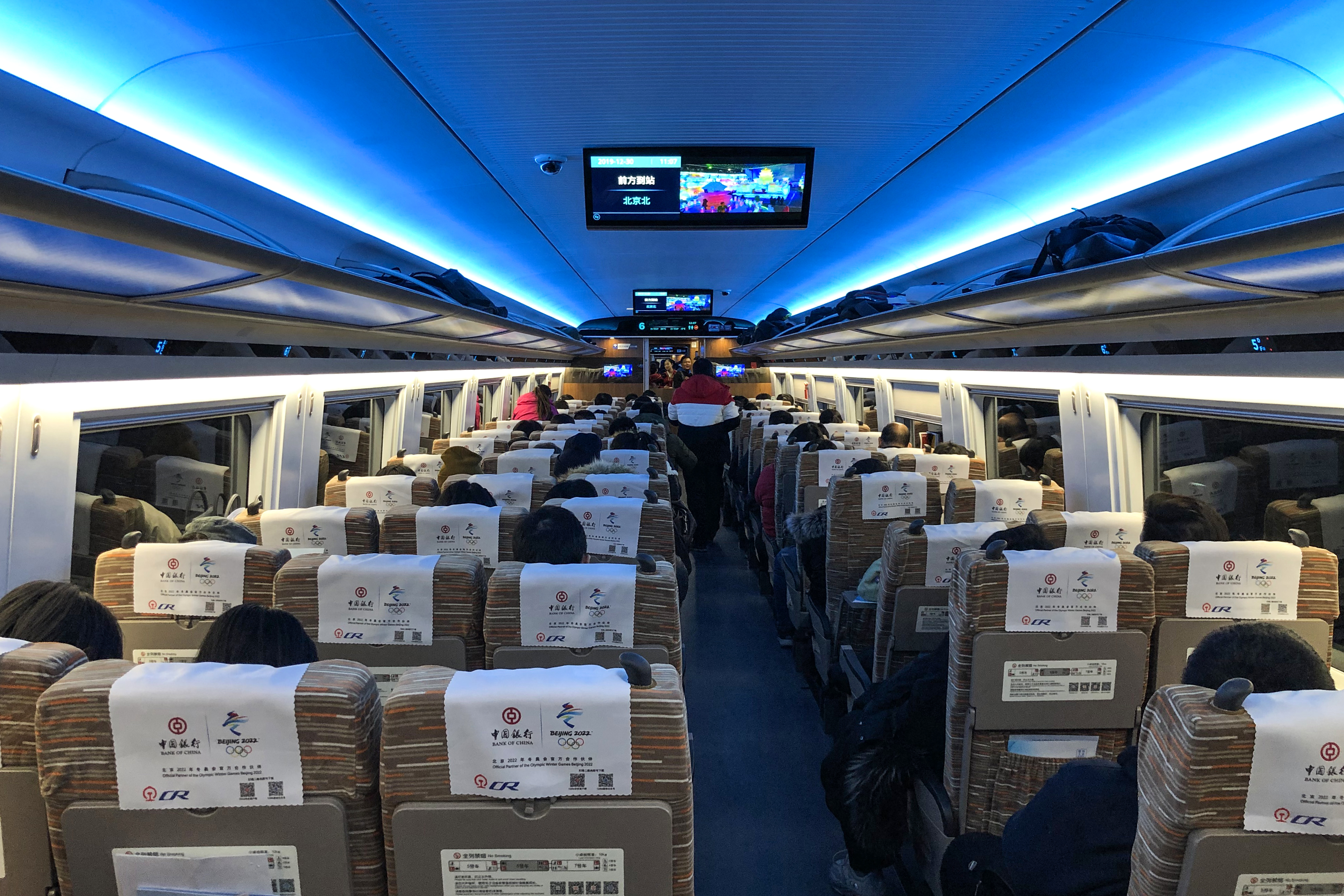
CR400BF-C-5145的二等座
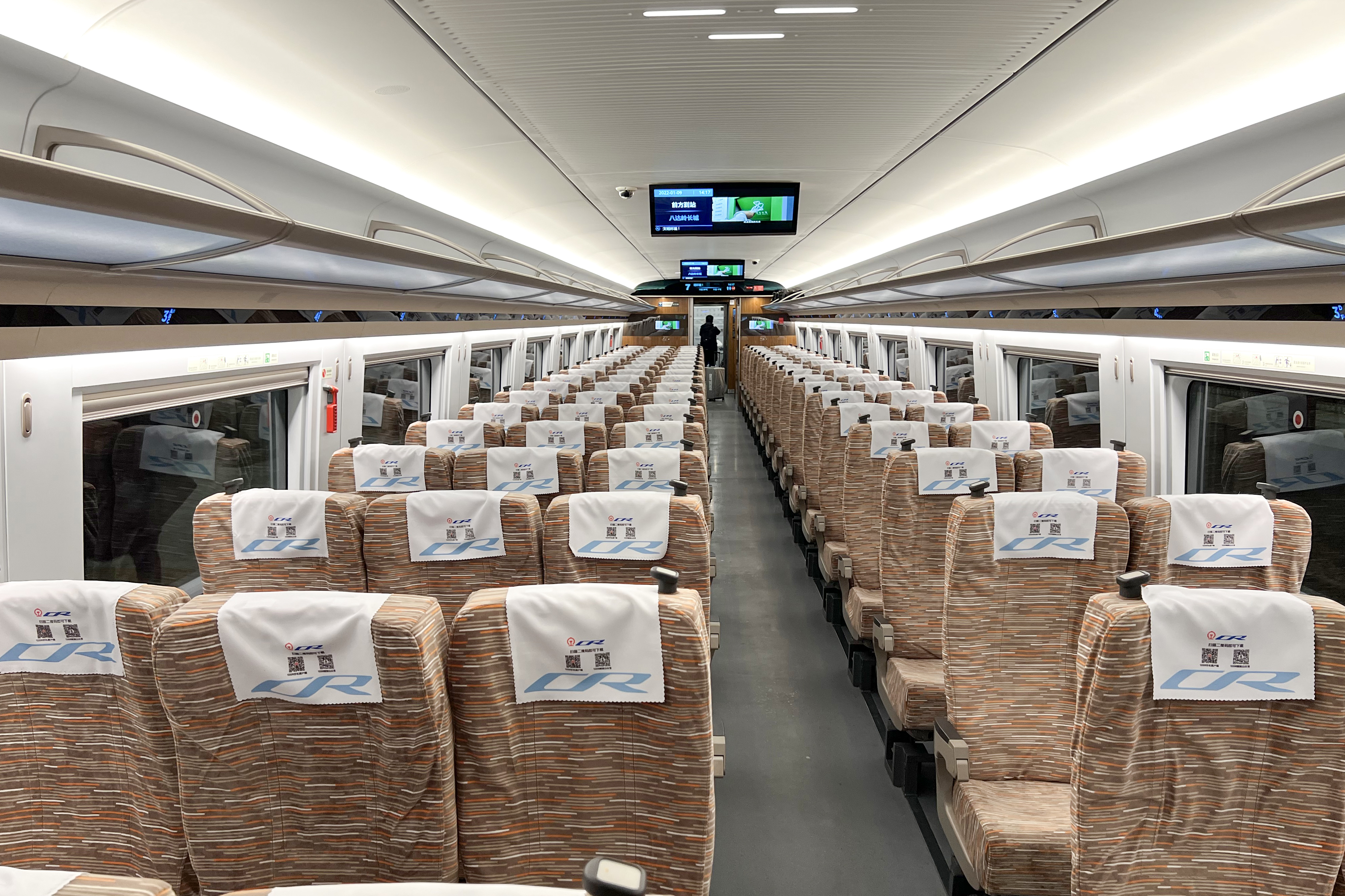
CR400BF-C-5162的二等座
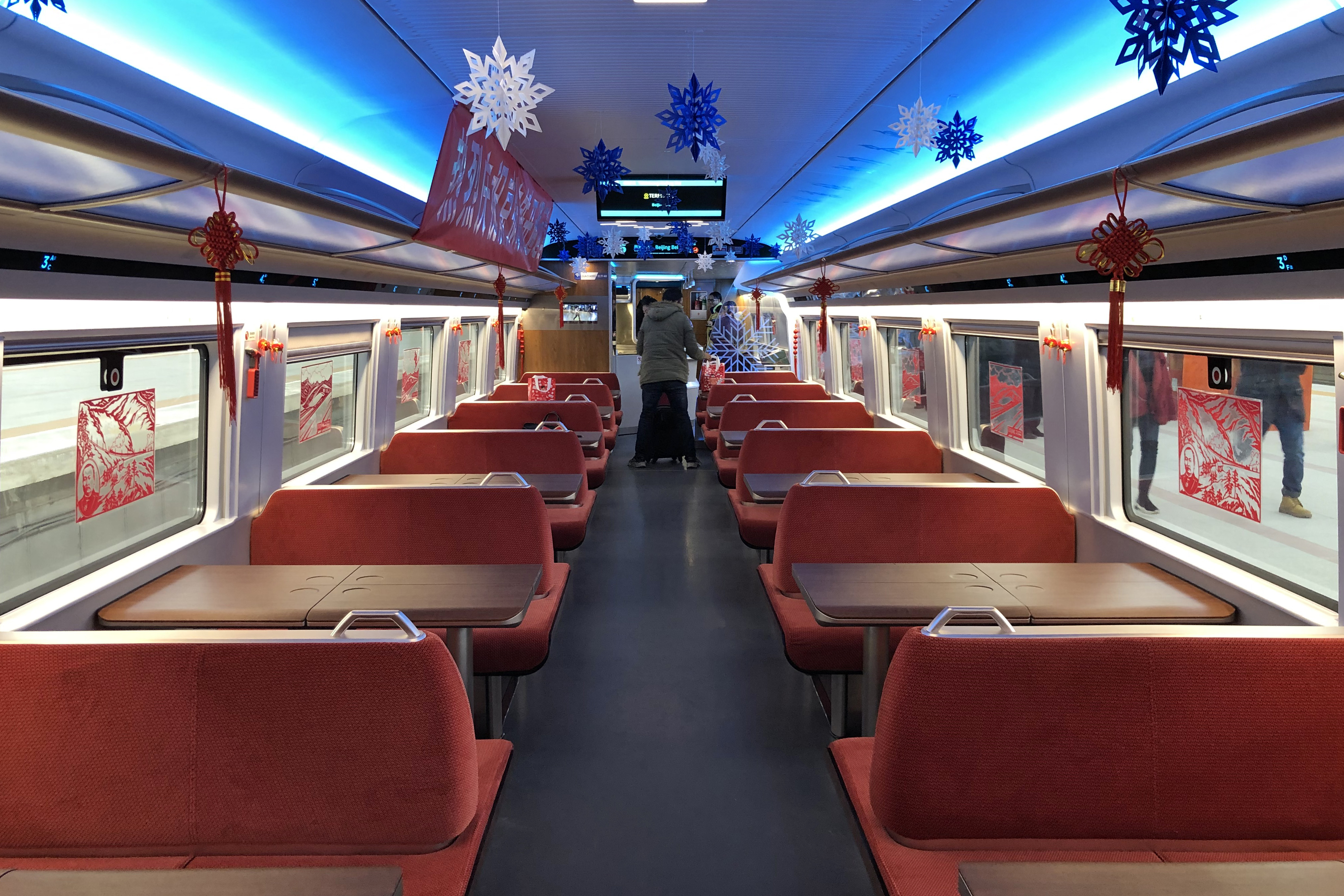
CR400BF-C-5145的多功能座
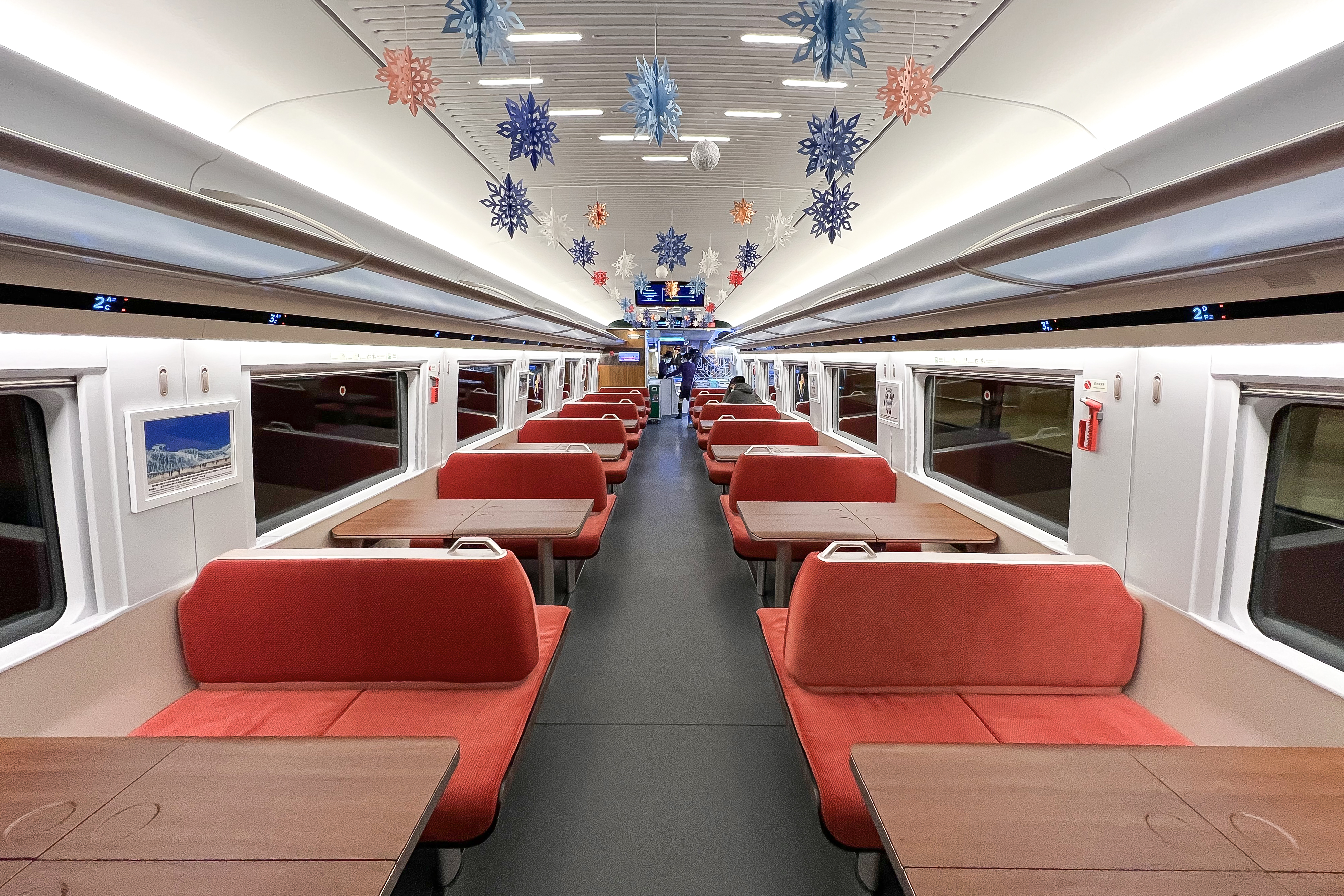
CR400BF-C-5162的多功能座
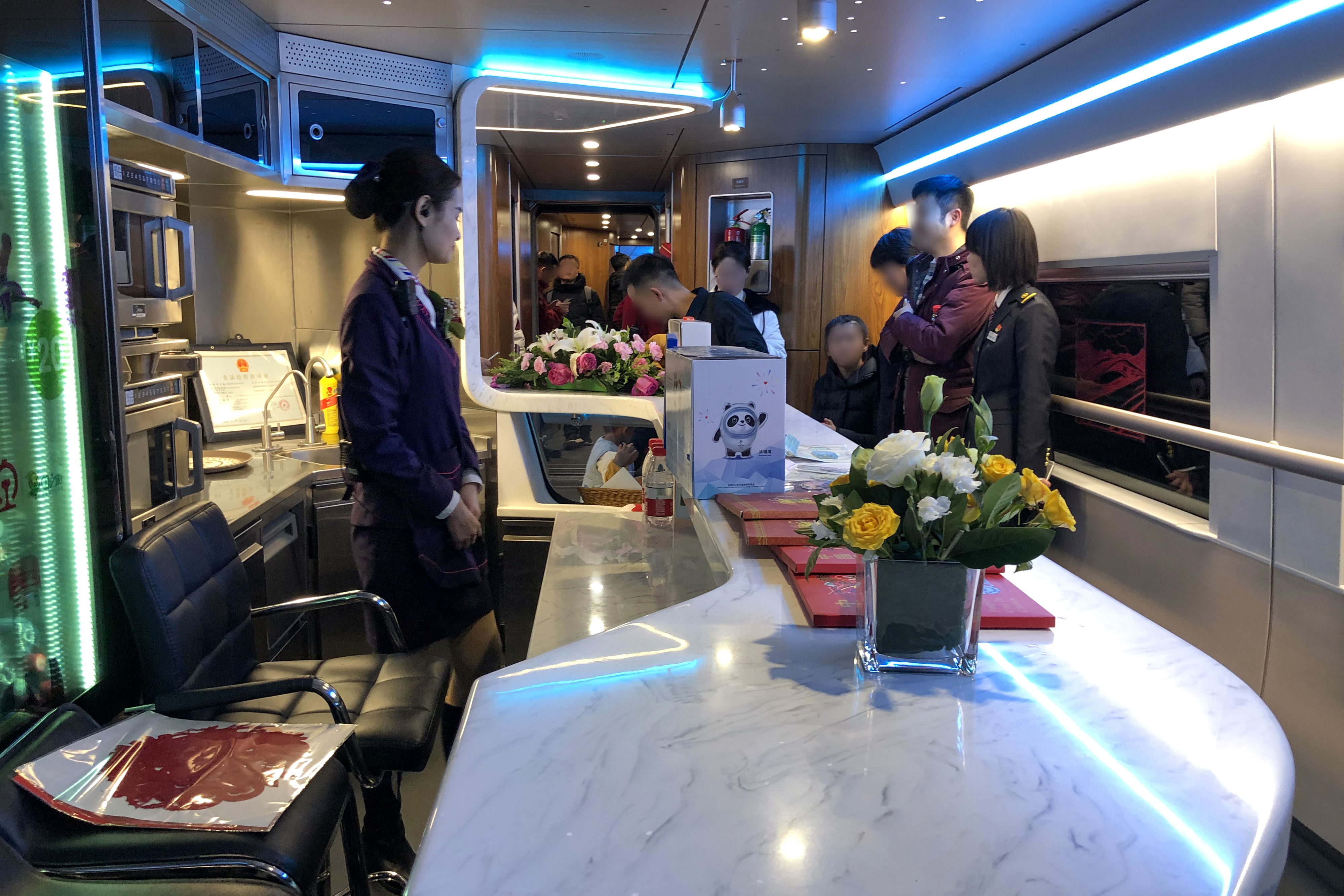
CR400BF-C-5145的开放式吧台
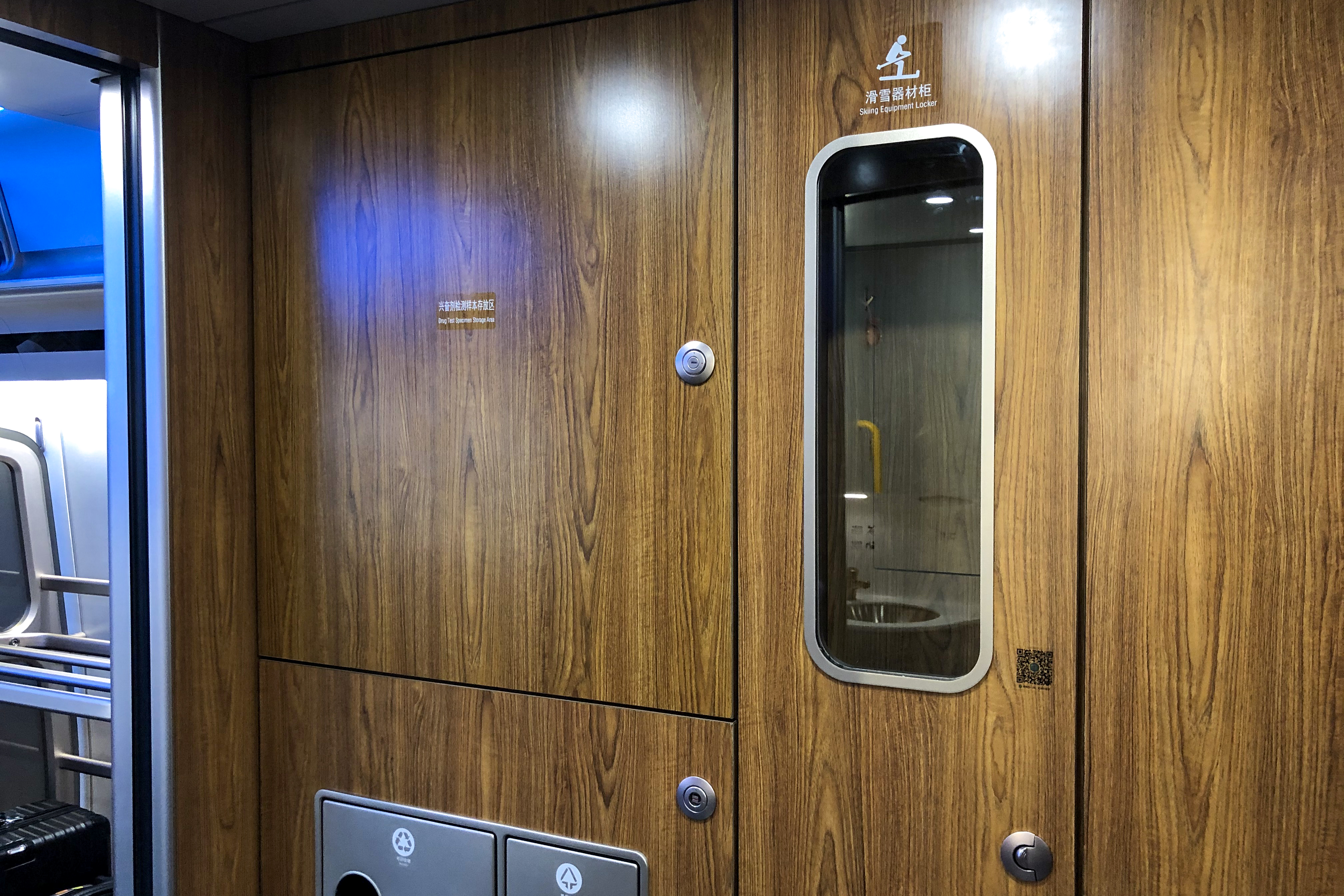
CR400BF-C的滑雪器材柜
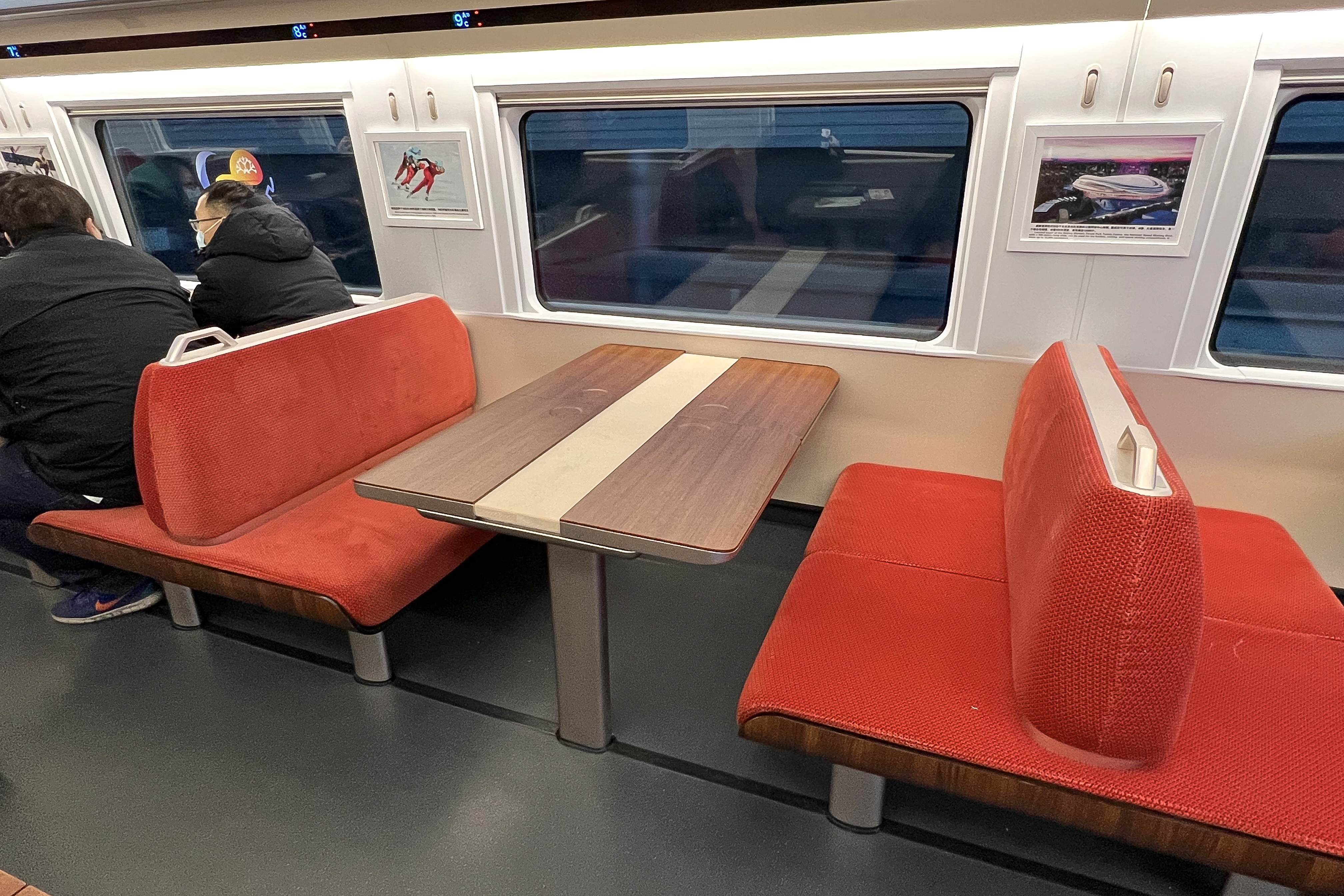
CR400BF-C-5162多功能座展开后的桌面
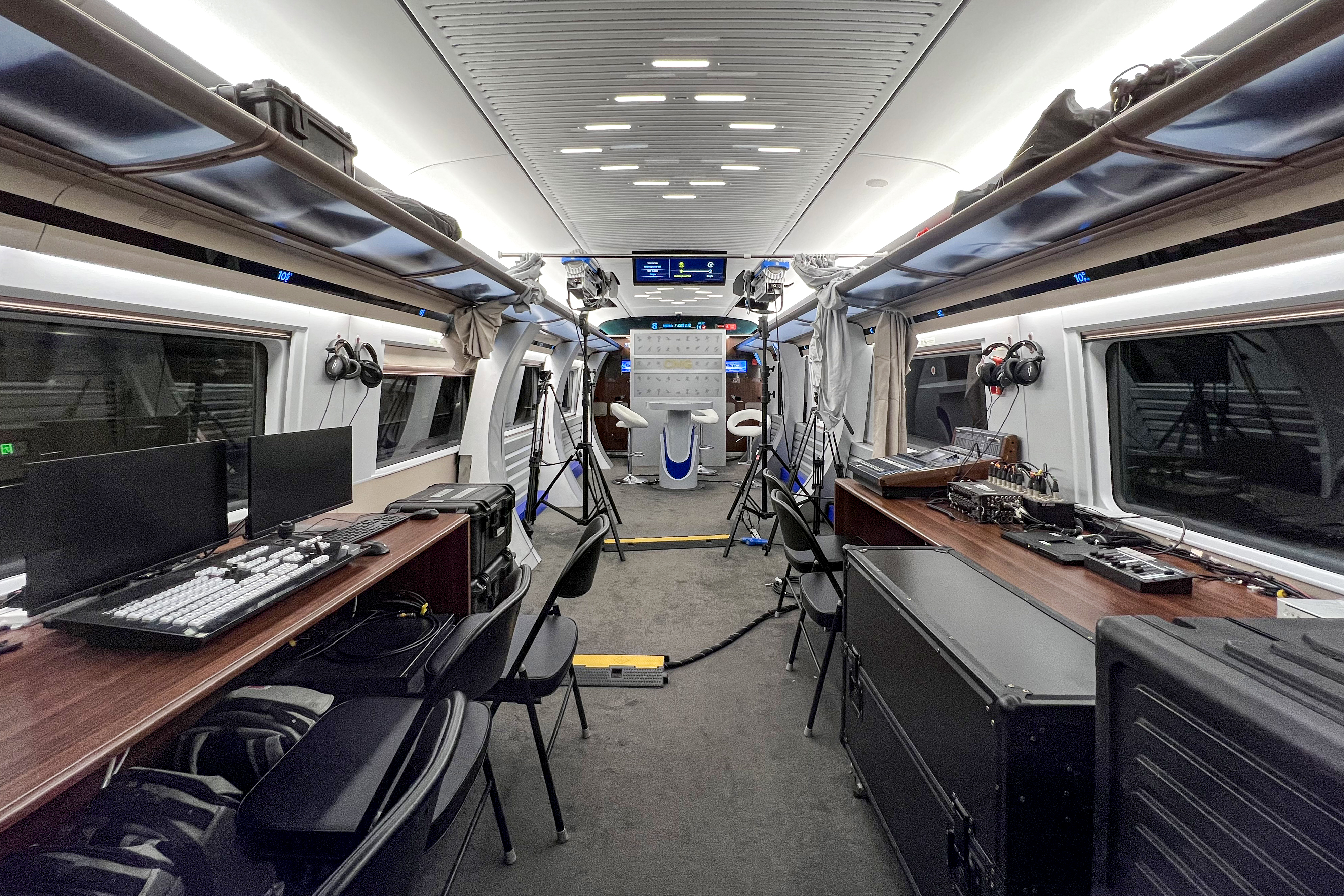
CR400BF-C-5162位于8号车厢的演播室
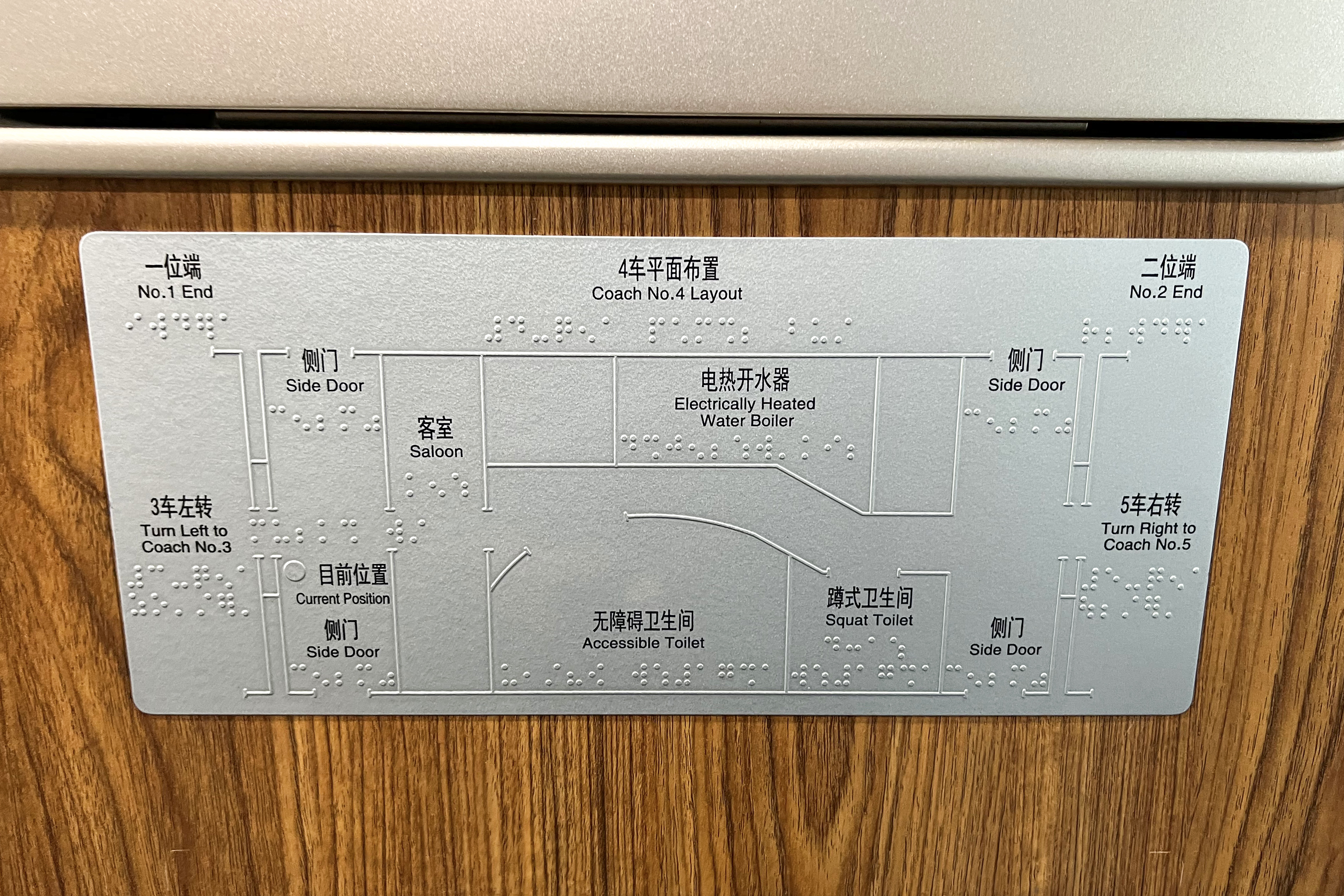
CR400BF-C-5162的车厢布局盲文示意图

#### CR400BF-Z、CR400BF-S系列
BF-Z系列作为智能配置型于中國高鐵網絡擴大營運範圍的车型，內飾由BF-C為藍本提高客艙優化。车内灯光设计採用暖色設計，採用暖色調氛圍燈提供多層次照明設備，列车亦配备與BF-C同款高清电子水牌和车内状态显示屏。商务座改為與BF-C-5162同款交錯式配置、並設有獨立式拉門以提高商務座旅客隱私，於商務座專屬無線充電座以及置杯座圖案設計為龍鳳圖騰設計，以配合「龍鳳呈祥」車身外觀塗裝，一等座沿用一般版本的一等座座椅，並增設靠腳設計及椅背餐桌，二等座USB充電座改為椅背設計，餐車吧台與BF-C-5145、5162同款開放式設計、並增設車內自動販賣機。
於BF-C獨有配備的多功能車、列车连接处的滑雪板存放区和兴奋剂尿检样品存放区等空间之配備，於BF-Z系列沒有配備，另外，於BF-C獨有的商务座可变色车窗以及全車廂之冰雪元素車內燈光設計的藍色氛圍燈提供多層次照明設計，於BF-Z系列取消該設計。
2022年6月20日，鄭州局集團因應京廣高鐵（北京西～武漢段）實施營運時速350km/h的達速目標而投入的4列CR400BF-Z以及6列CR400BF-AZ，以下客艙設備有所變動：
1. 取消車內自動販賣機，更改為置物櫃。
2. 商務座觀光區走廊寬度增加。
3. 端部一等座椅扶手增加餐桌、靠腳設計進行改良。
4. 商務座椅增設行李綁帶。
5. 無障礙車廂盲文貼紙增加高度。

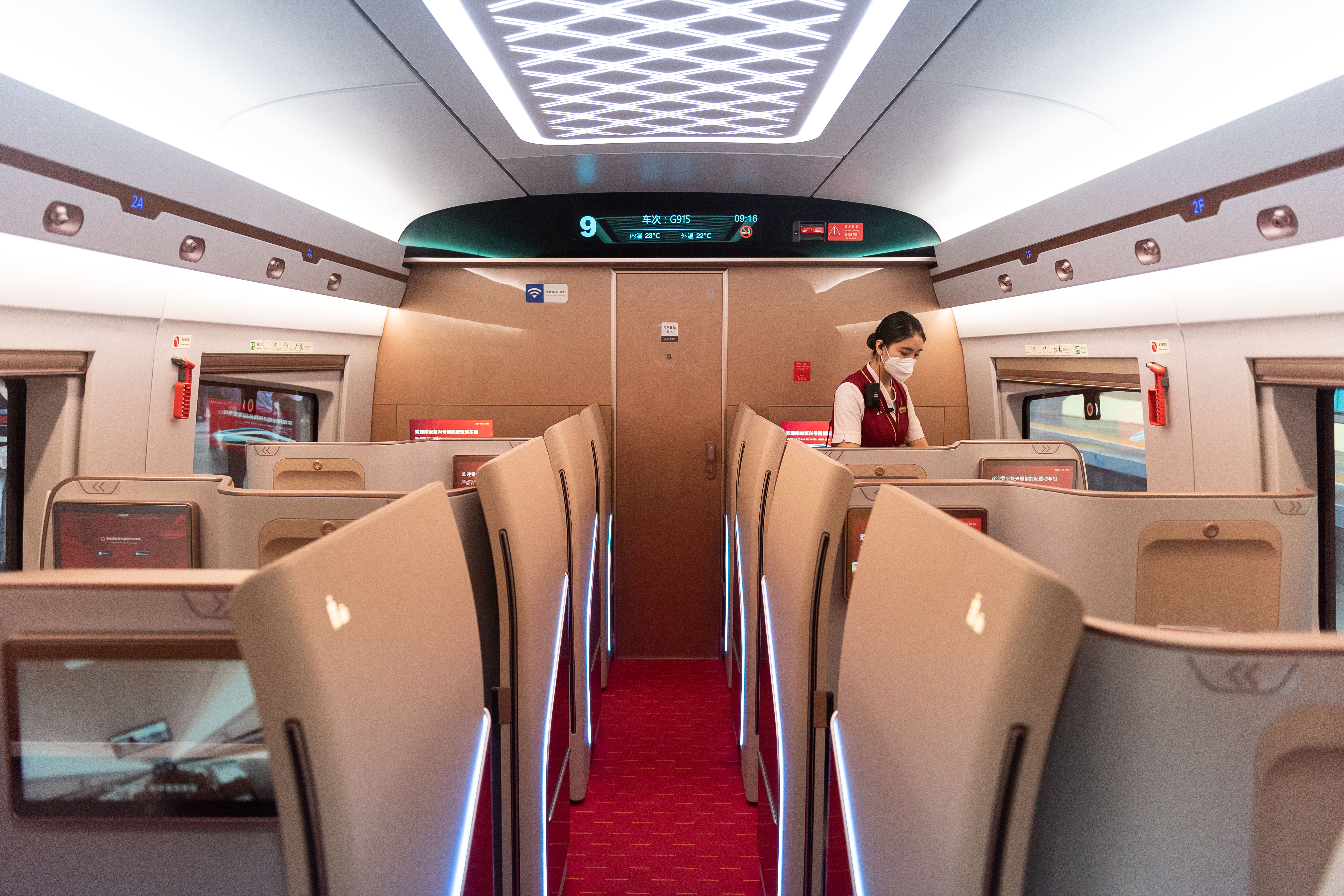
CR400BF-GZ的商务座客室
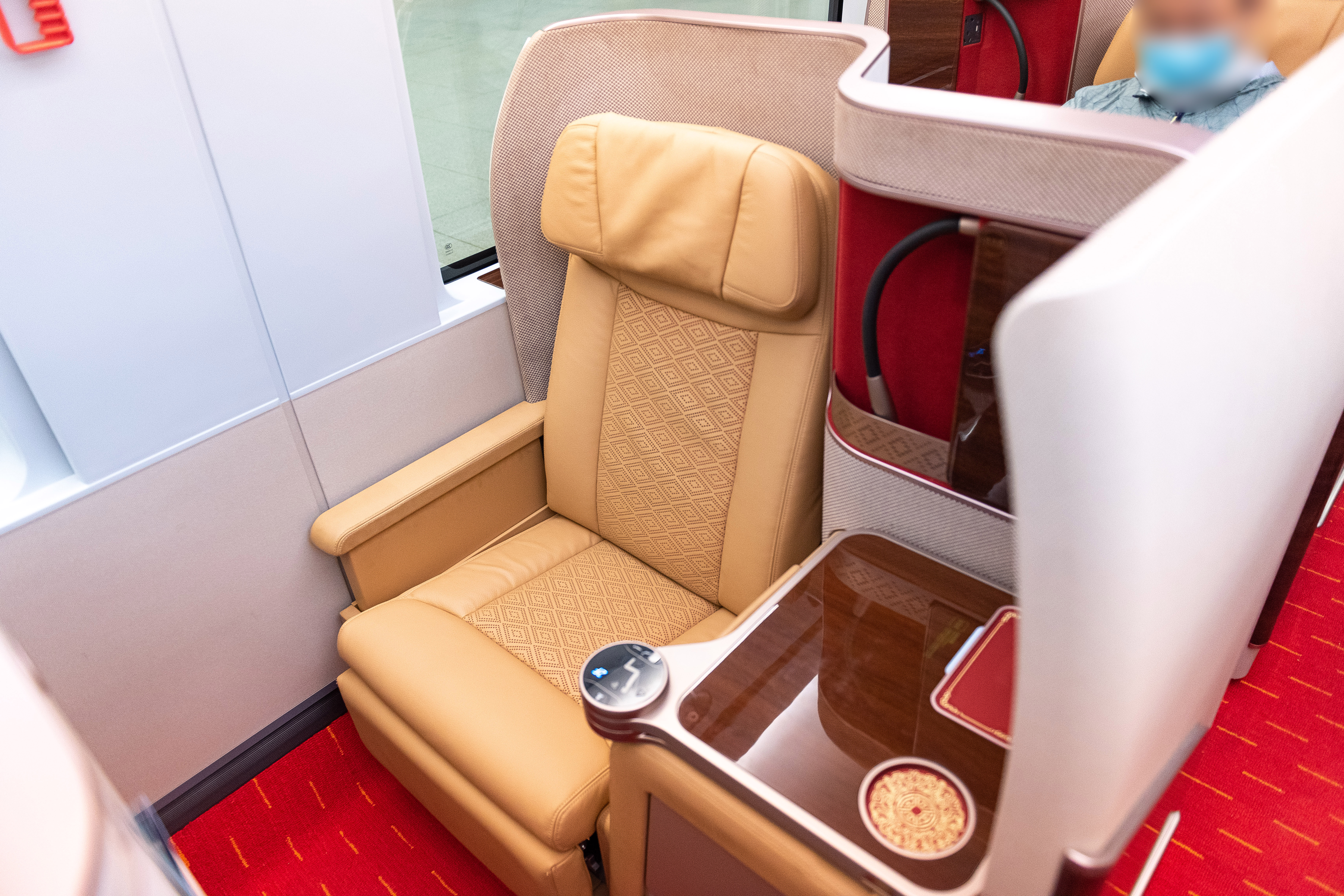
CR400BF-GZ的商务座
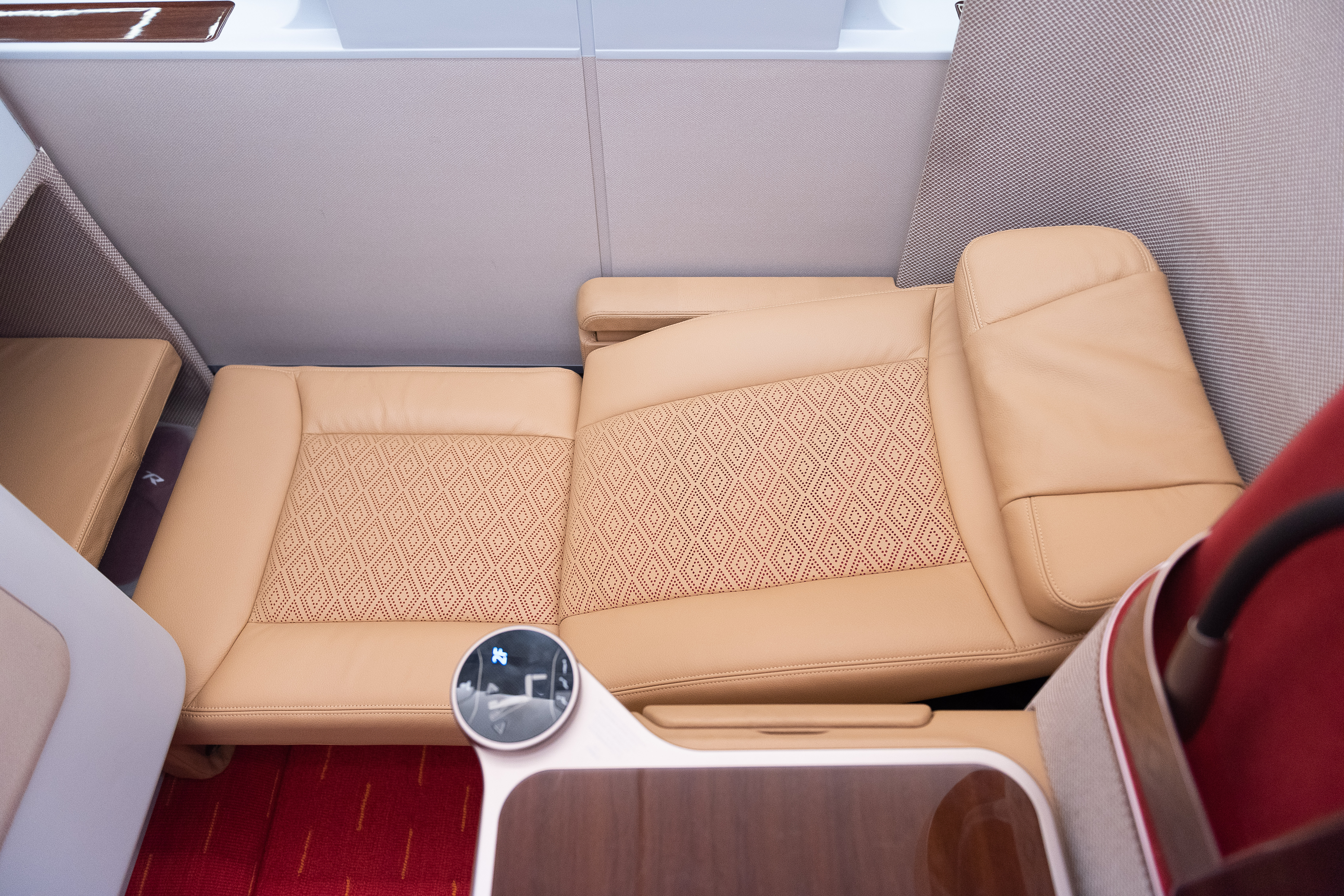
CR400BF-GZ商务座平躺状态下的座椅
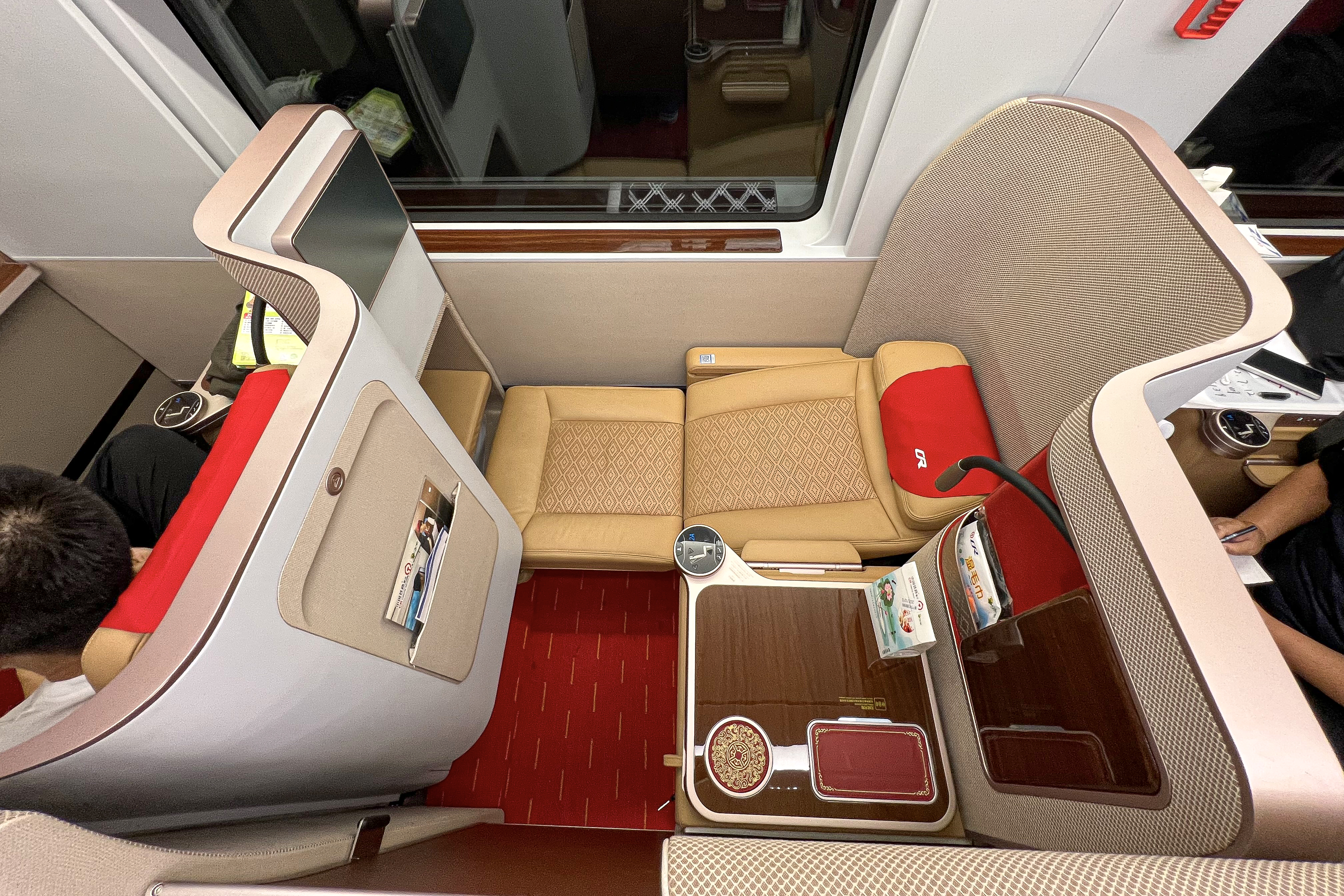
CR400BF-GZ商务座包厢全景
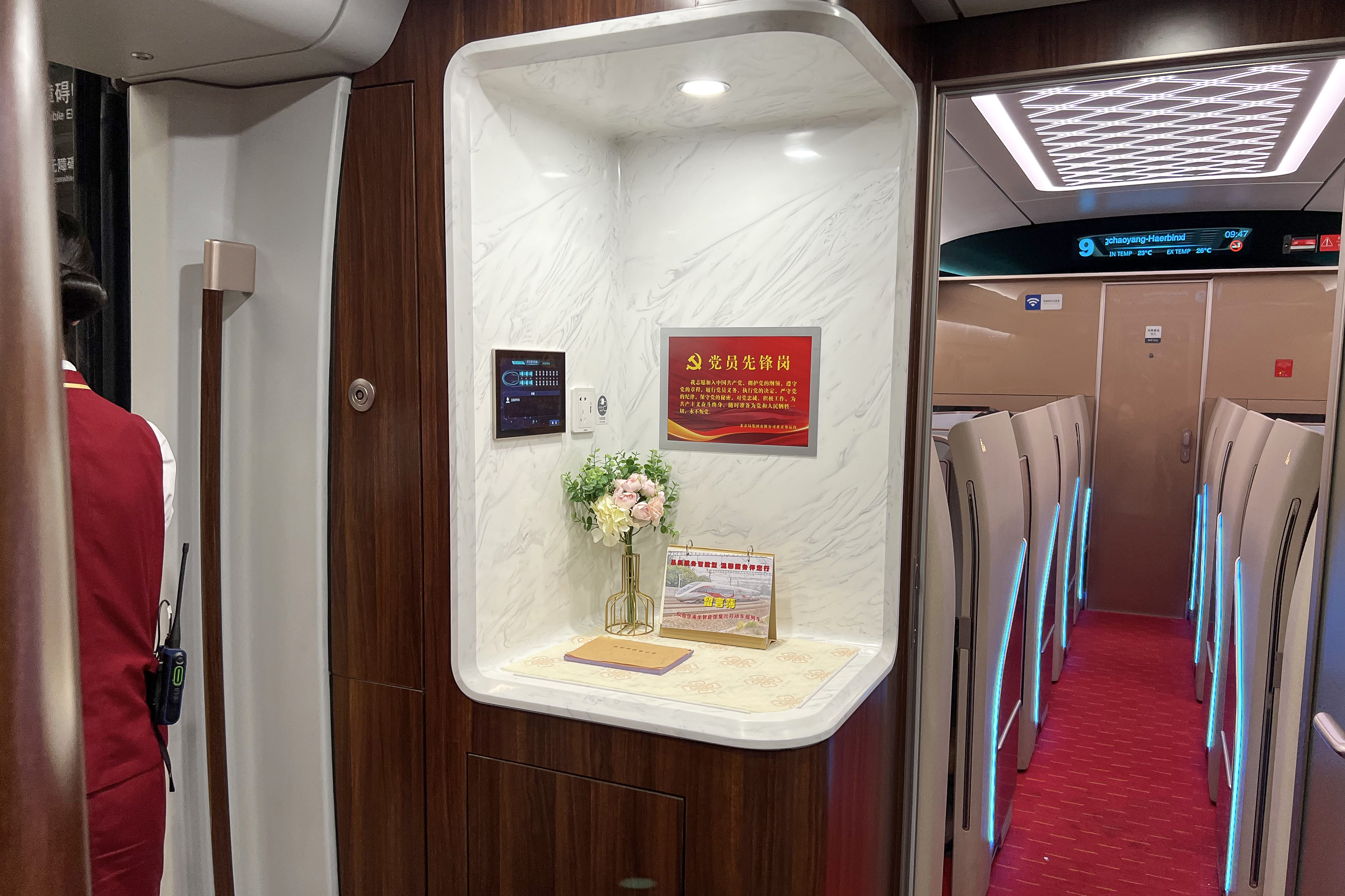
CR400BF-GZ商务座综合服务面板
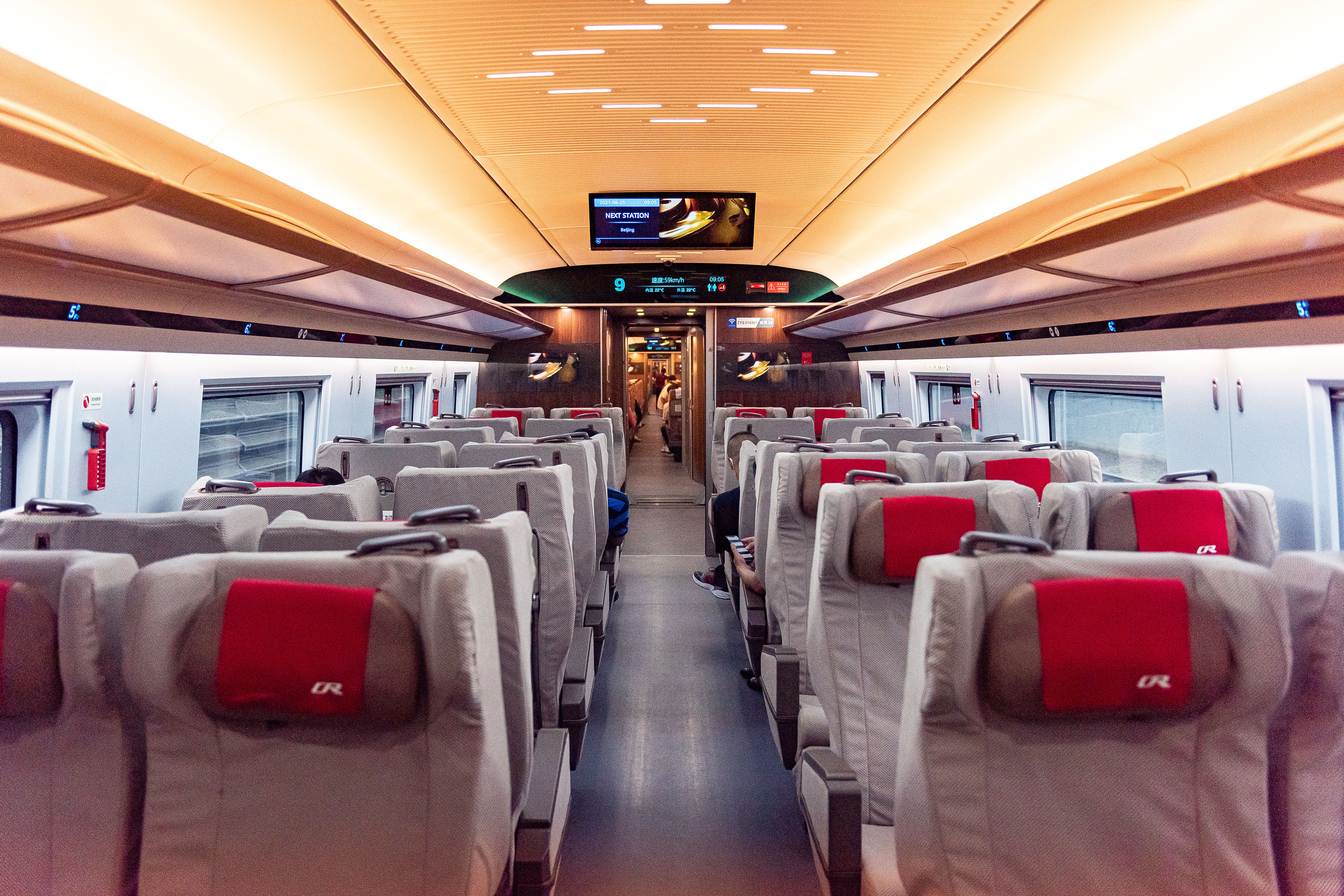
CR400BF-GZ一等座车
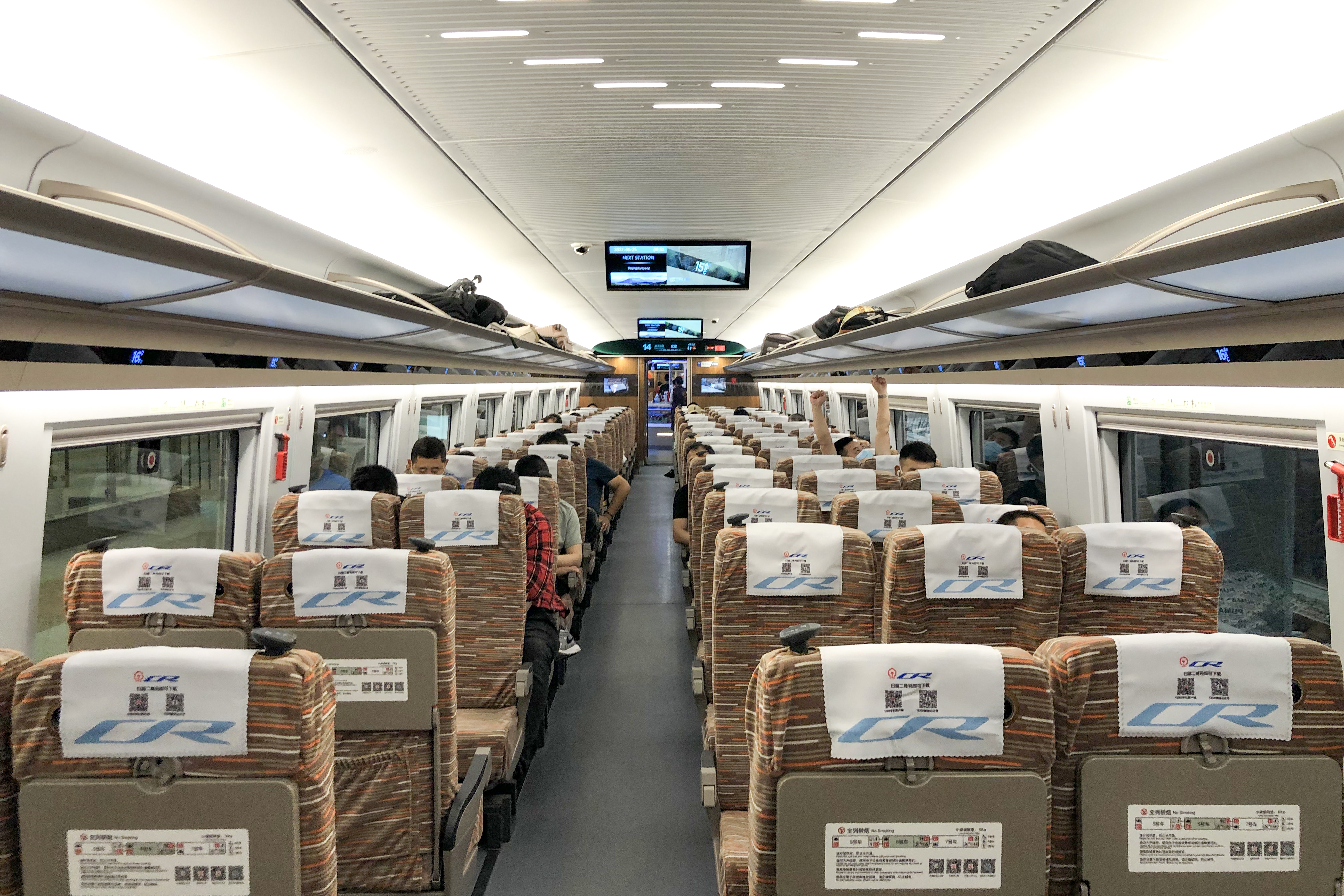
CR400BF-GZ二等座车
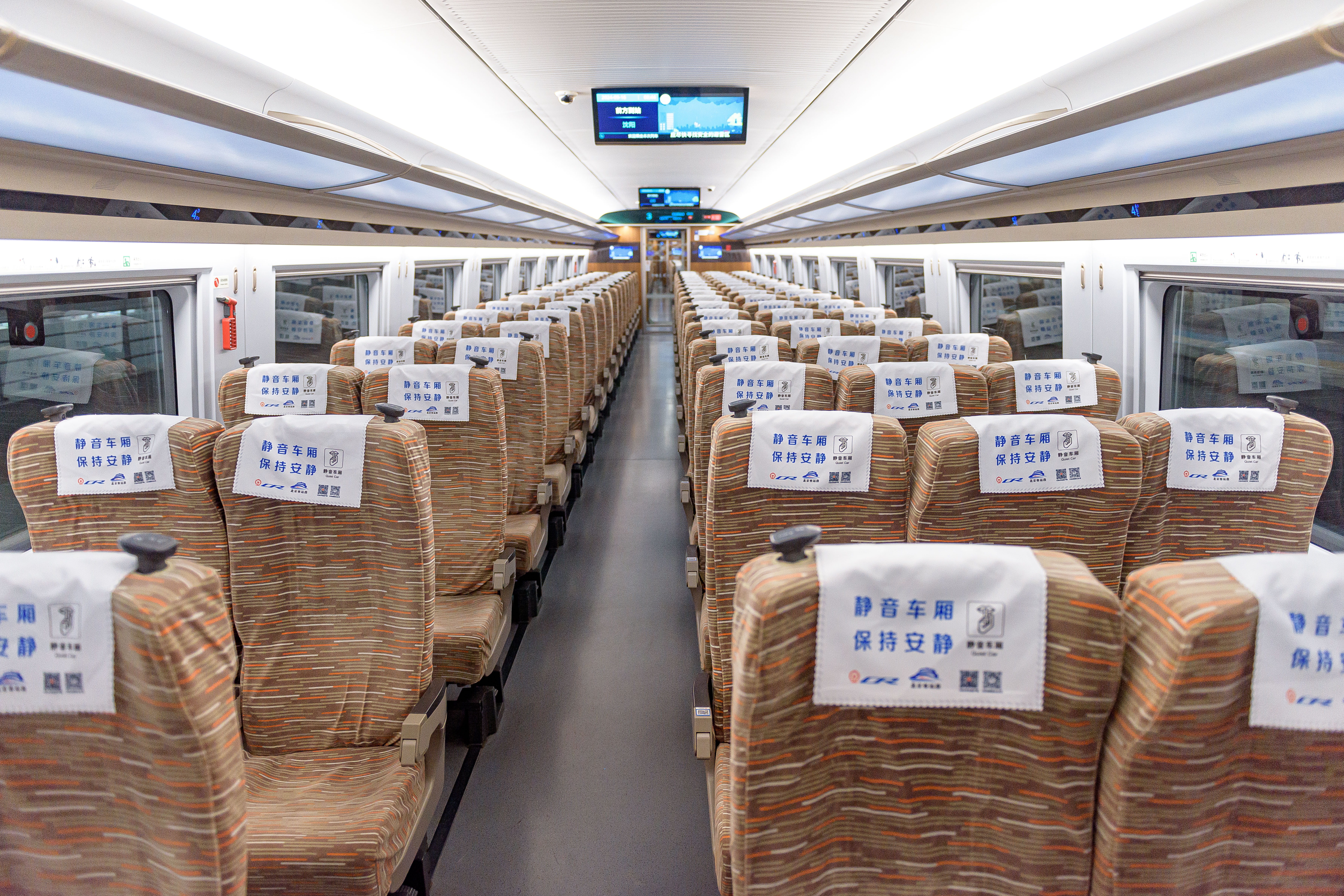
CR400BF-GZ二等座车，部分车厢为静音车厢
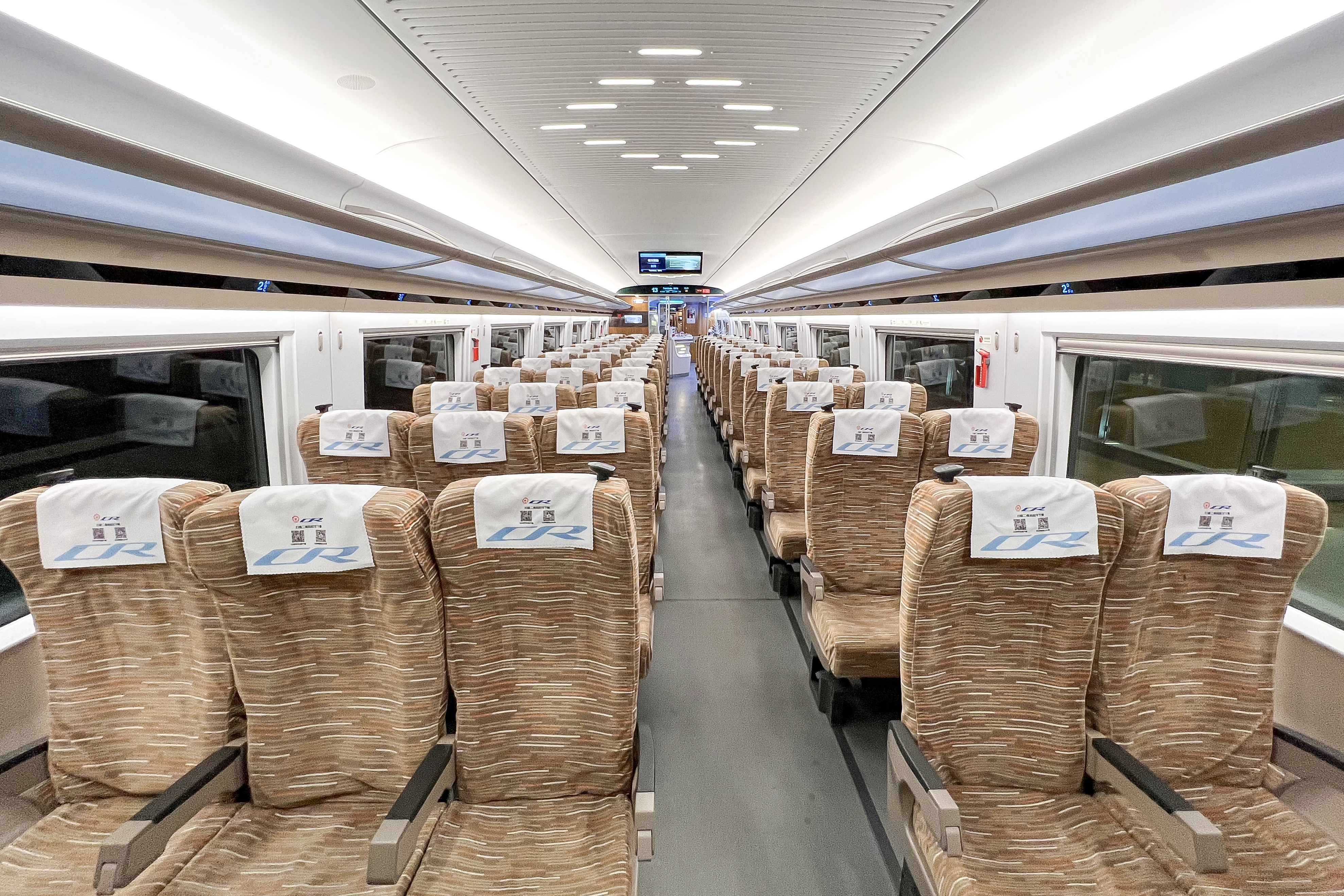
CR400BF-GZ餐座合造车的二等座区域
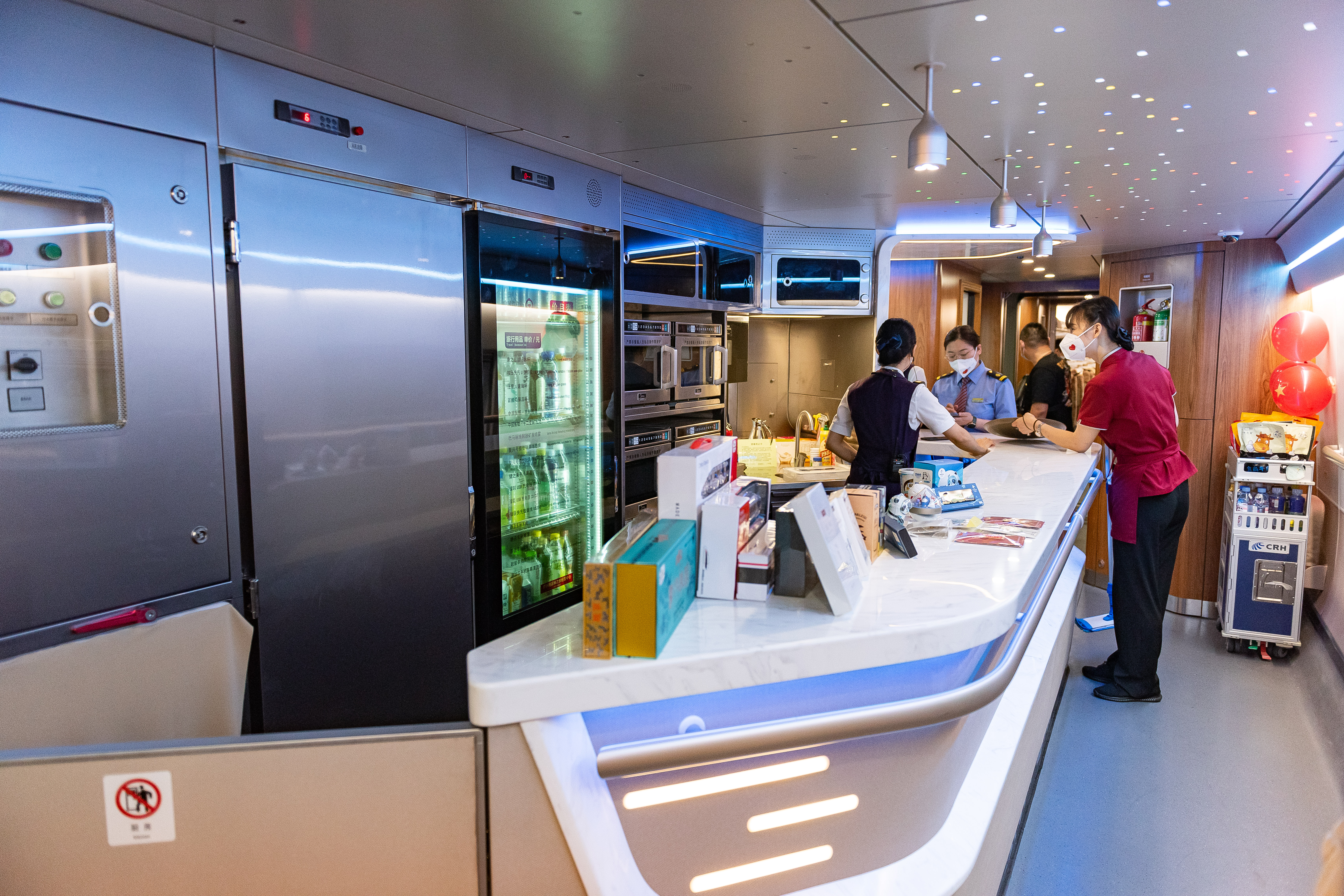
CR400BF-GZ吧台
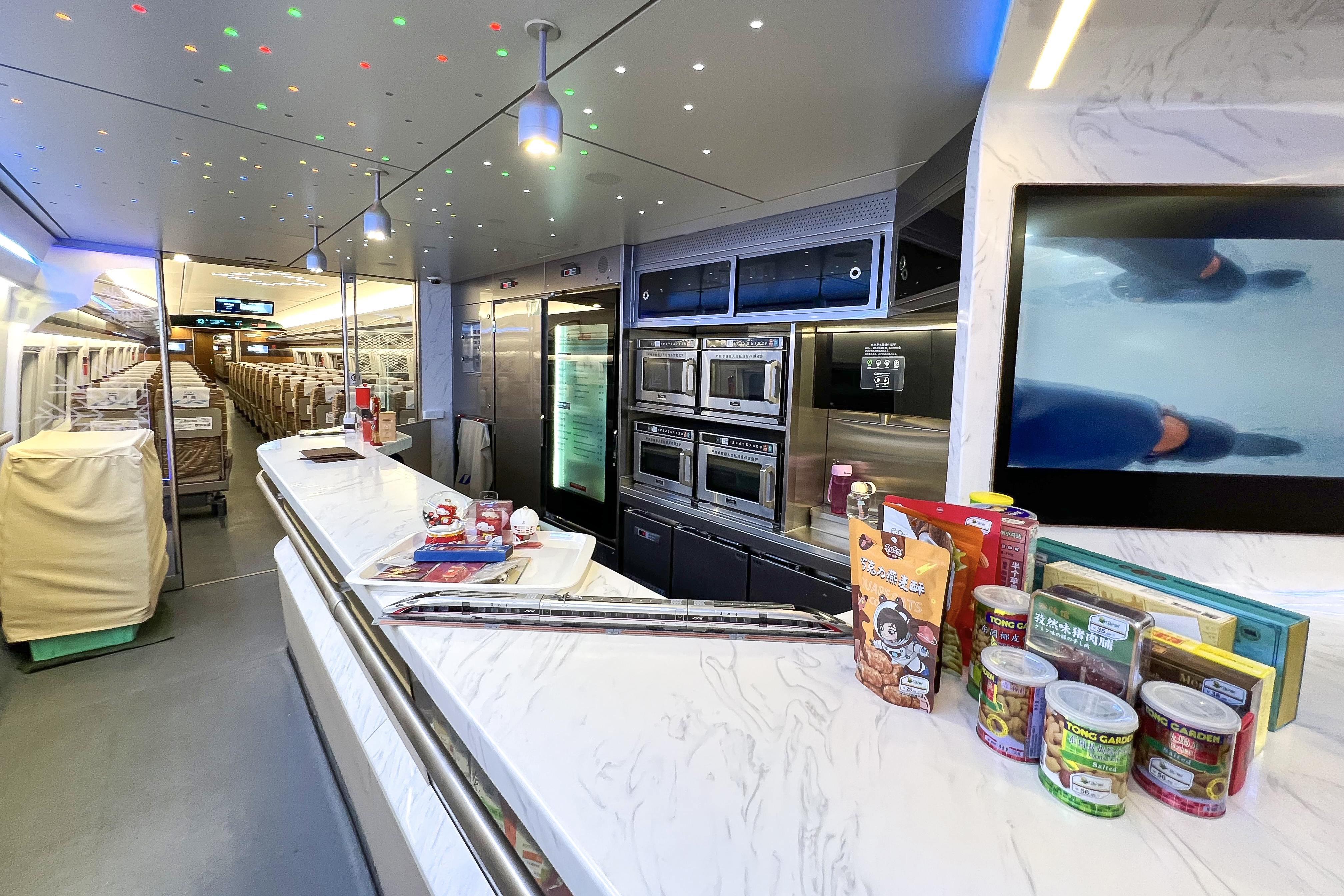
CR400BF-GZ吧台
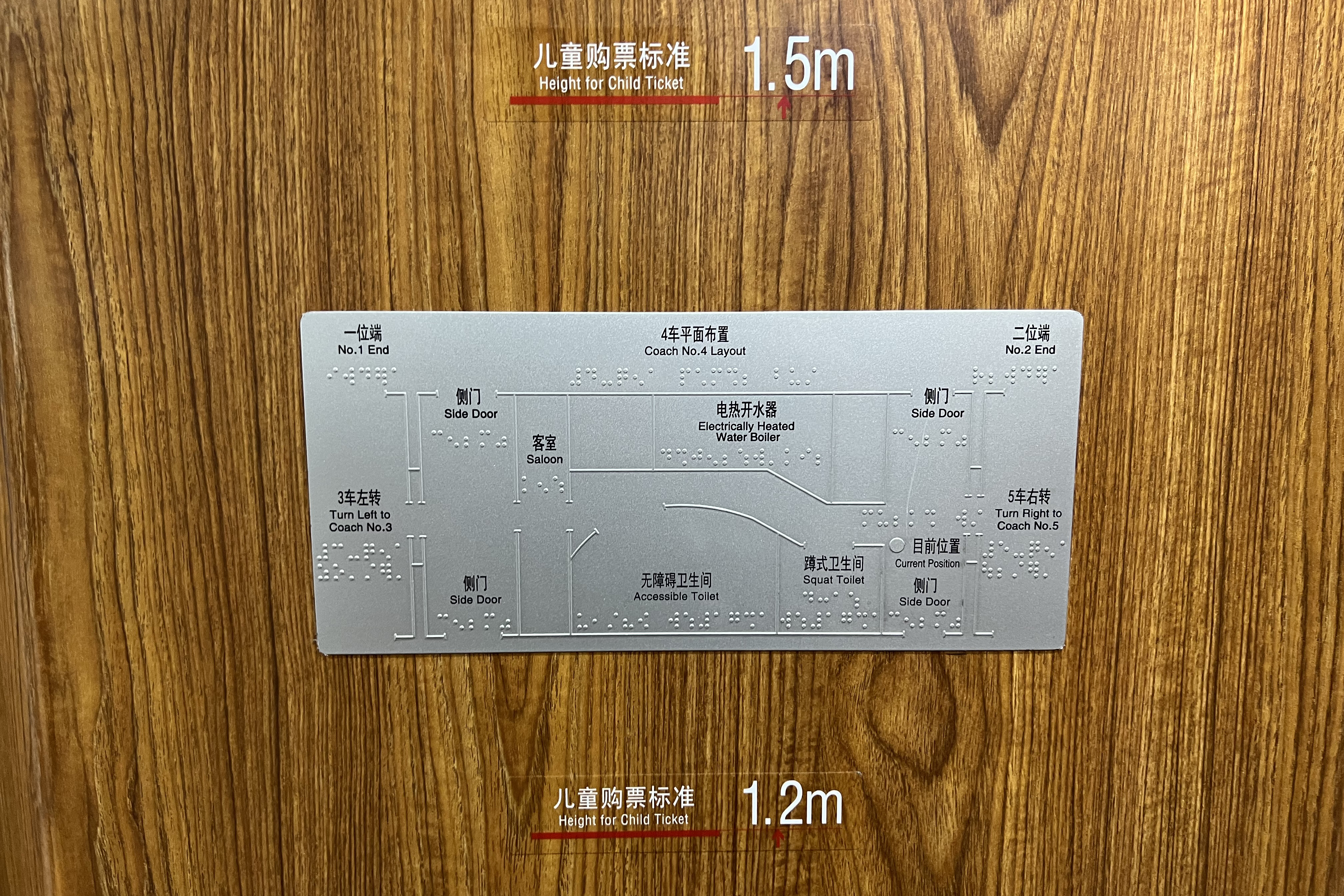
CR400BF-GZ的车厢布局盲文示意图
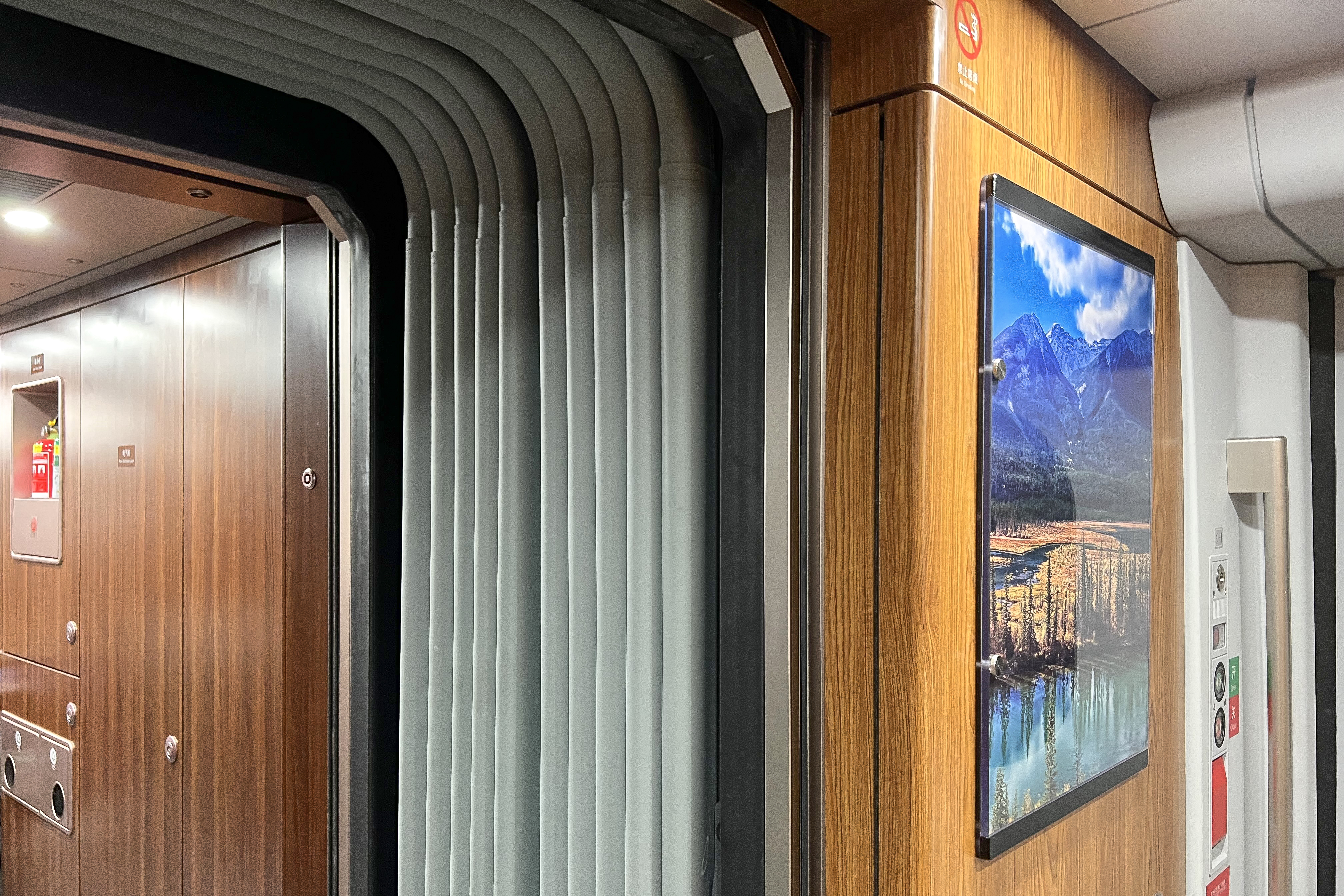
CR400BF-GZ一等、二等座车之间的折棚风挡（英语：Gangway connection），可见两车壁板颜色不同

2024年6月15日起，新一批技术提升型动车组CR400BF-BS投入服务，担当京沪高铁动车组列车。与原有列车相比，新款技术提升型动车组优化电气柜等车内设备布局，将空余出来的空间用来增加载客量和设置更多的大件行李存放处，BF-S的全列定员因此增至619人，BF-BS的全列定员更达到1347人。而17編列車更增加了優選一等座這一種新的席位，位於17號車廂（車體編號為00），計6排4列共24人，並設有5組（10張）可收納的會客桌板。而8編列車的8號車廂以及17編列車的1號車廂維持天玄型交错布局商務座，分別定員6人以及20人；8編列車的1號車廂以及17編列車的17號車廂則改為舊式開放型蛋殼式商務座，定員5人。

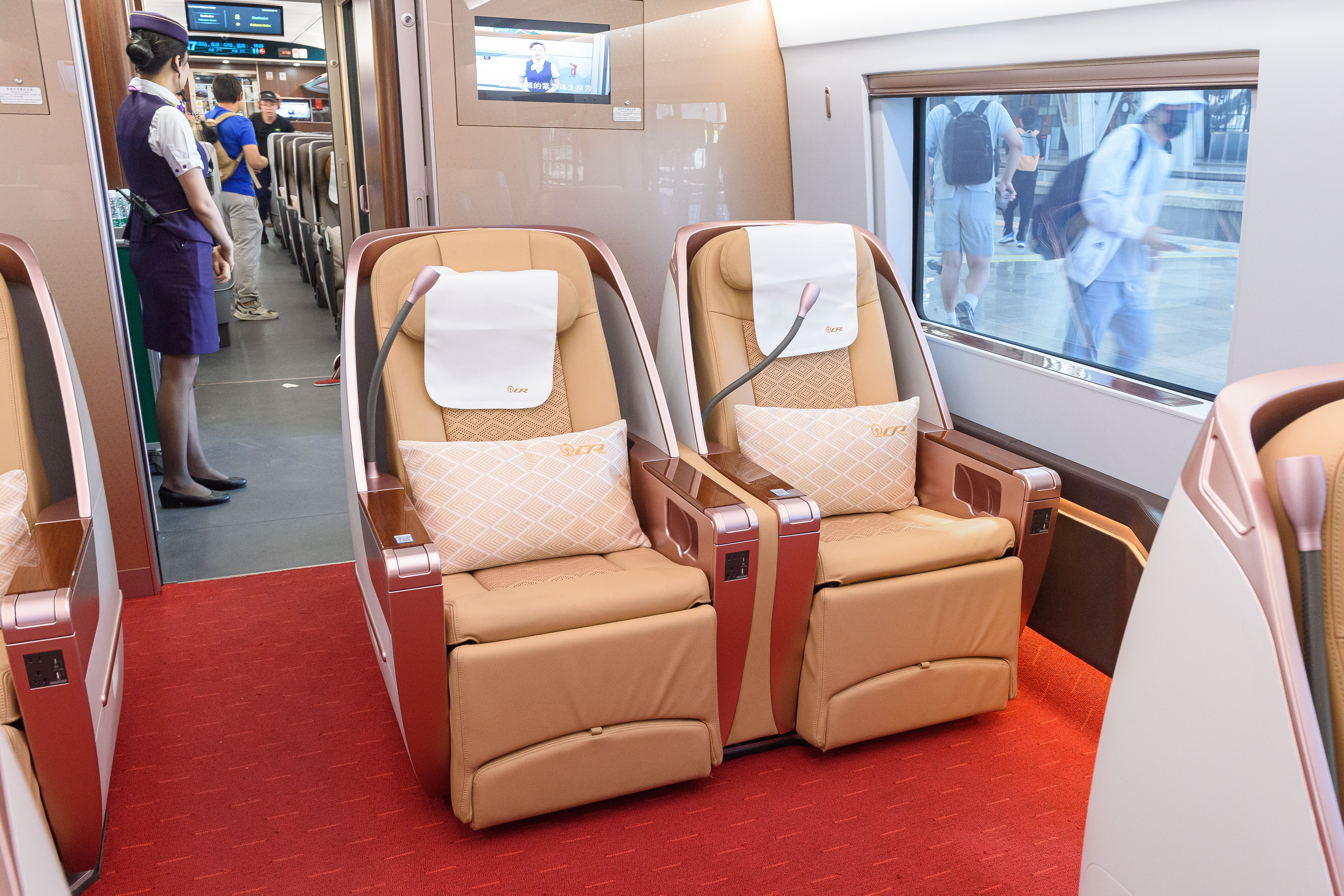
CR400BF-BS第17车厢前部的旧版商务座，与后期BF-Z的1车前端配置类似
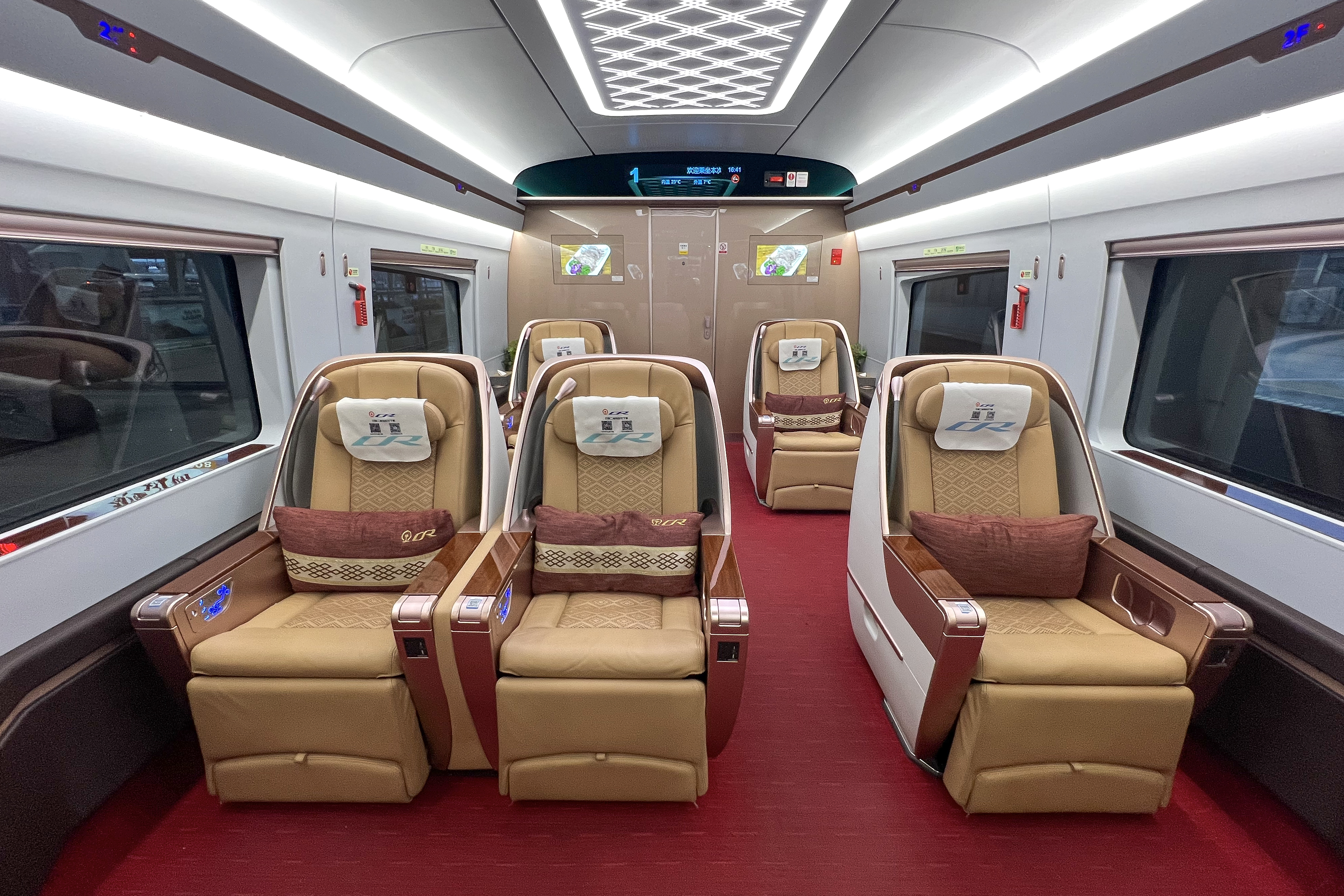
CR400BF-S第1车厢前部的旧版商务座，与后期BF-Z的1车前端配置类似
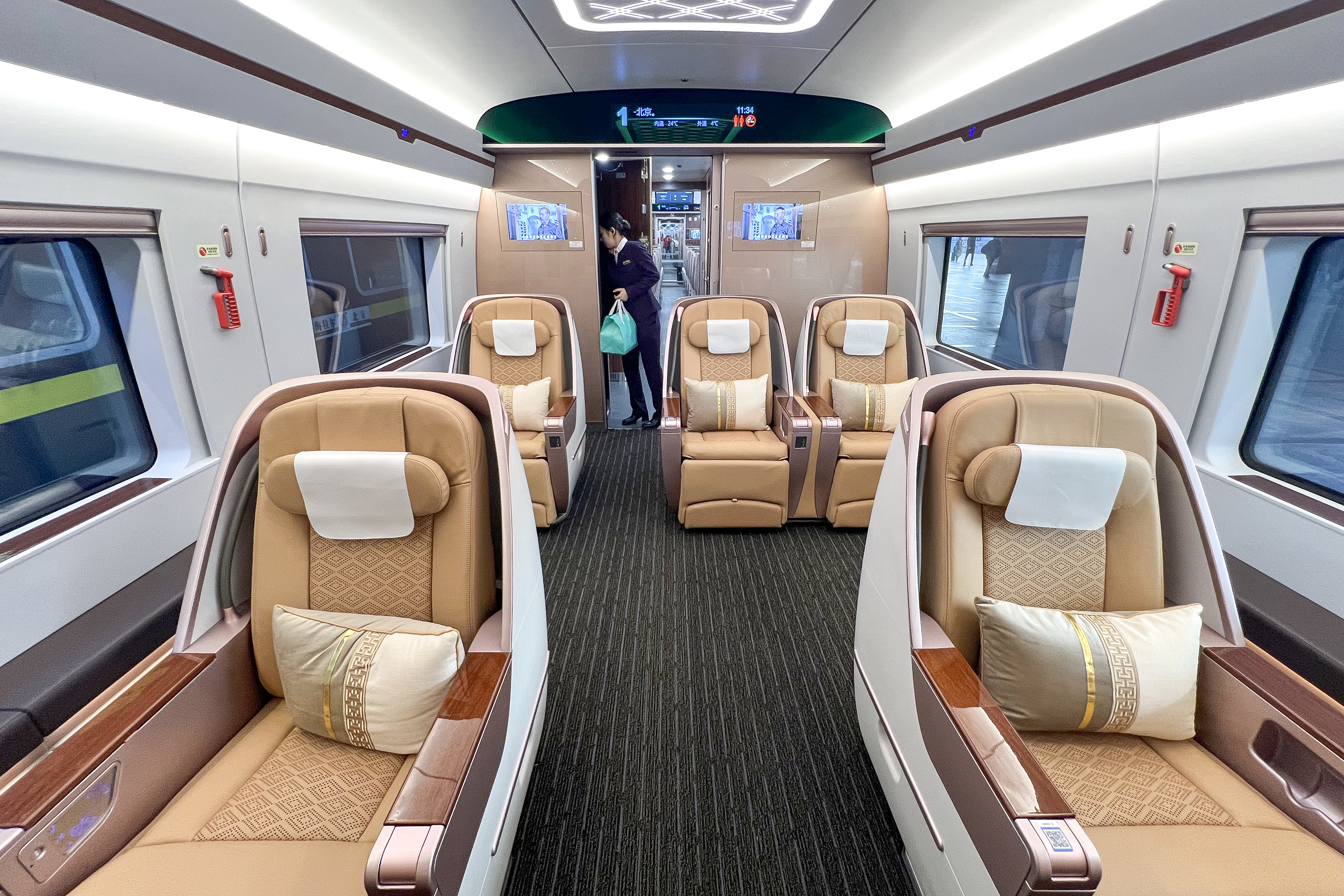
CR400BF-GS第1车厢前部的旧版商务座，与后期BF-Z的1车前端配置类似
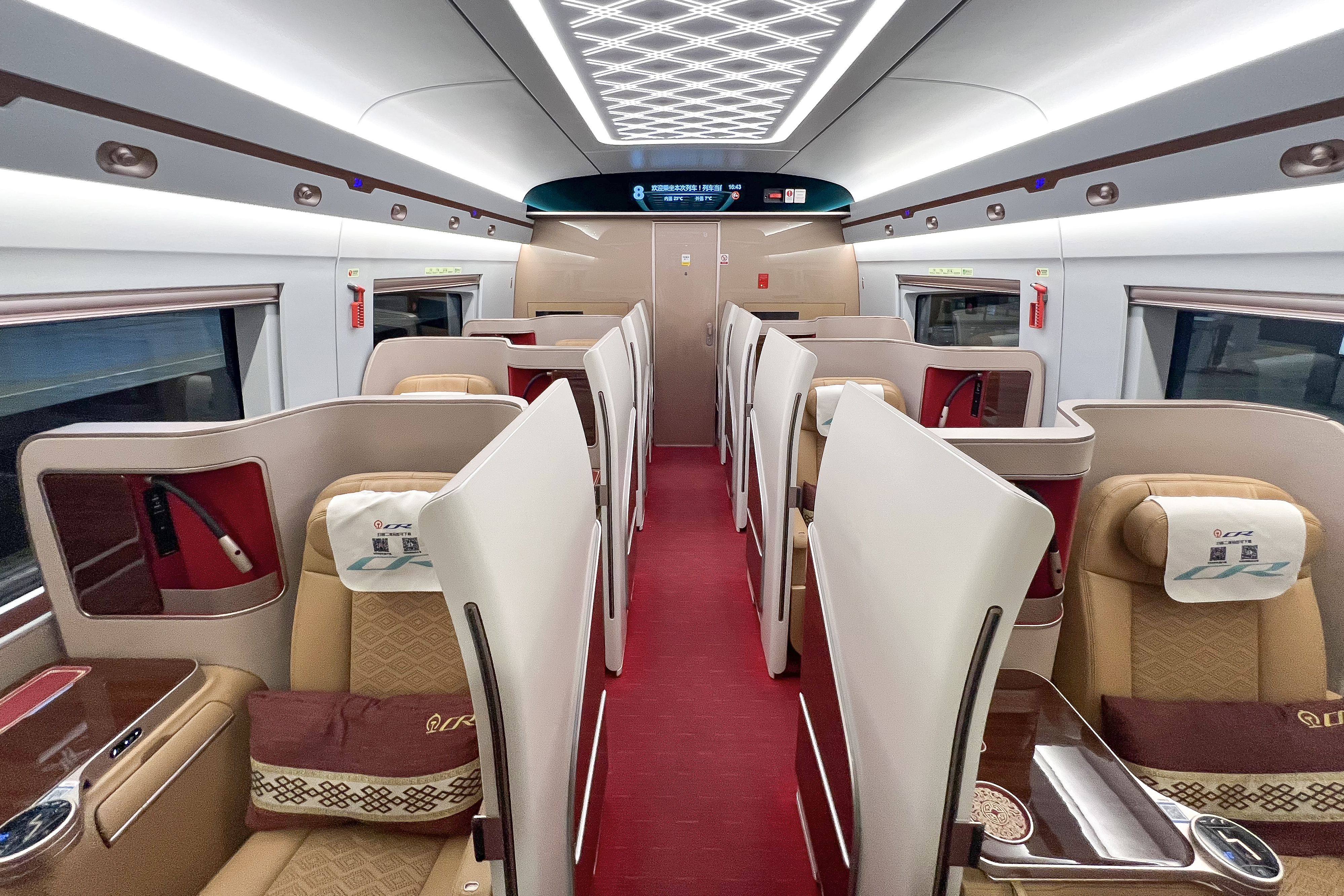
CR400BF-S第8车厢前部的包厢式商务座
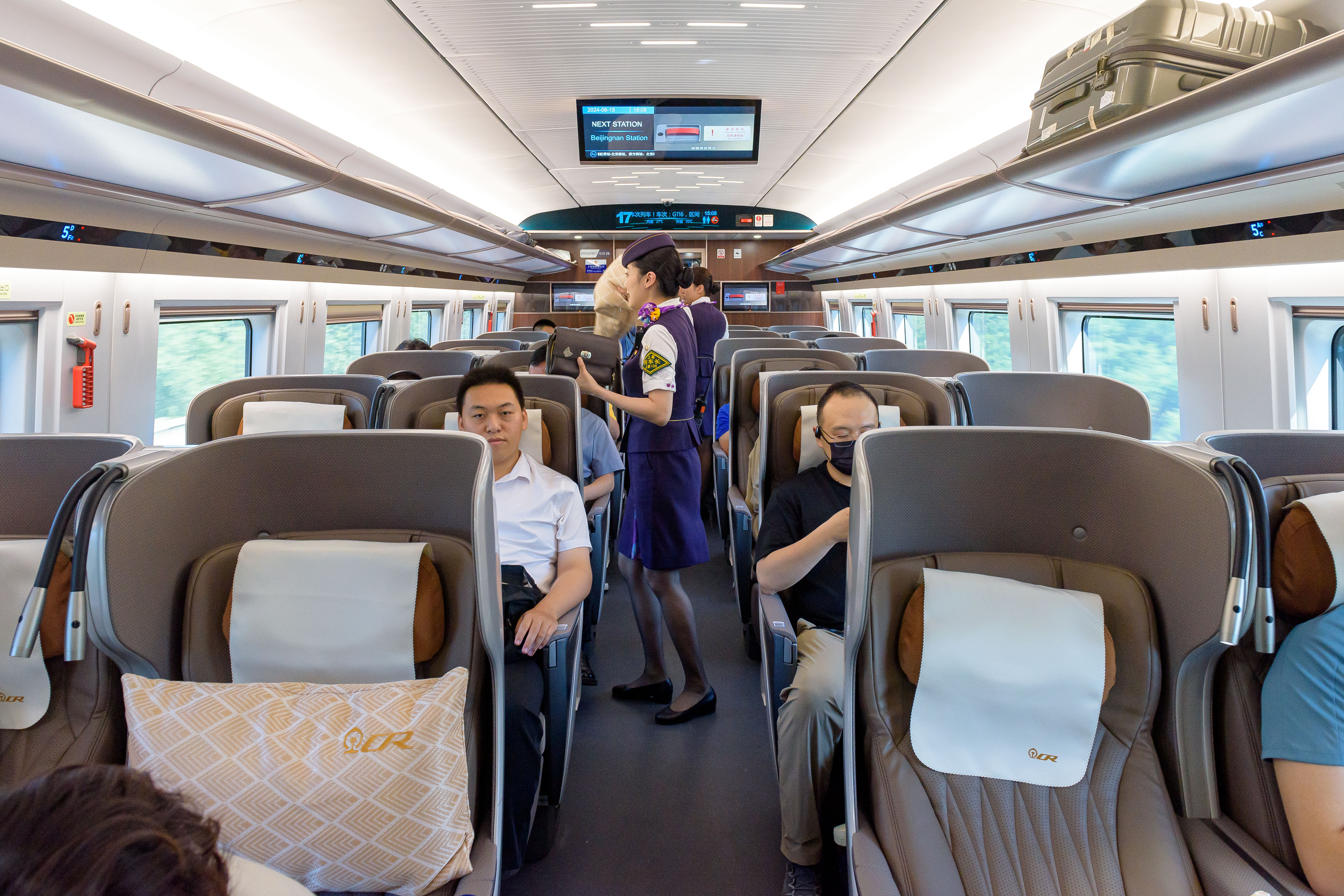
CR400BF-BS第17车厢的优选一等座
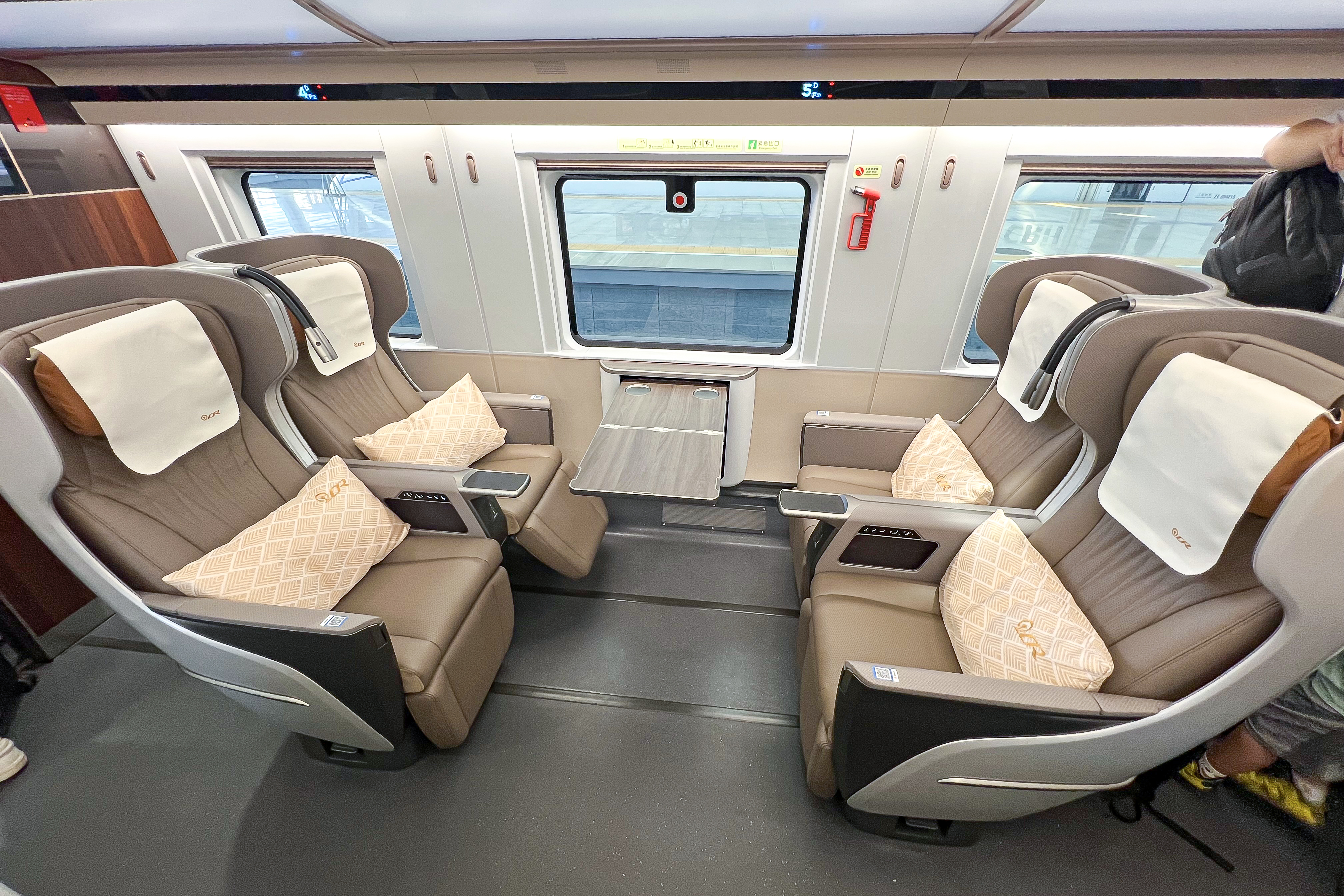
CR400BF-BS第17车厢的优选一等座（会客模式）
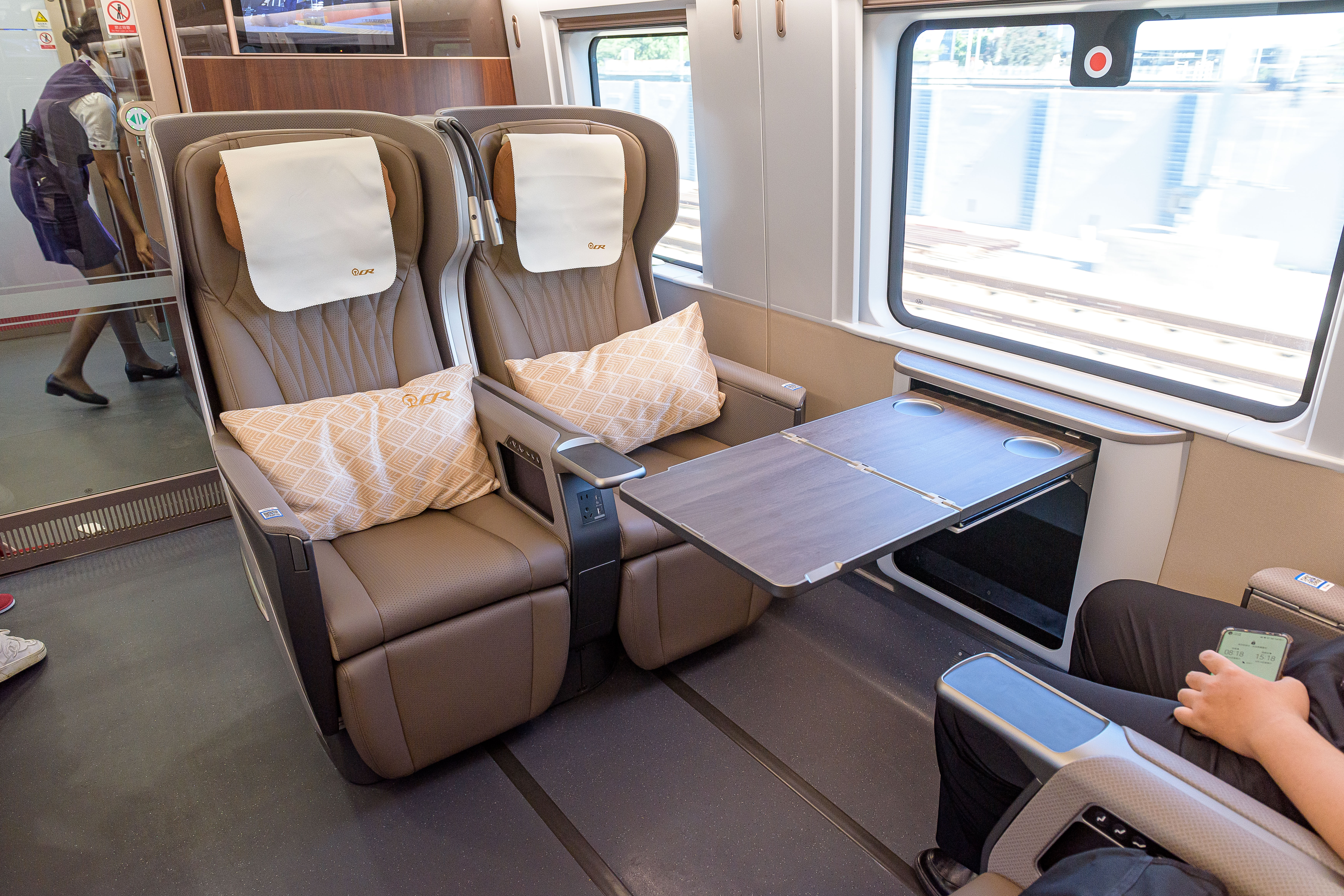
CR400BF-BS第17车厢的优选一等座与可收纳桌板
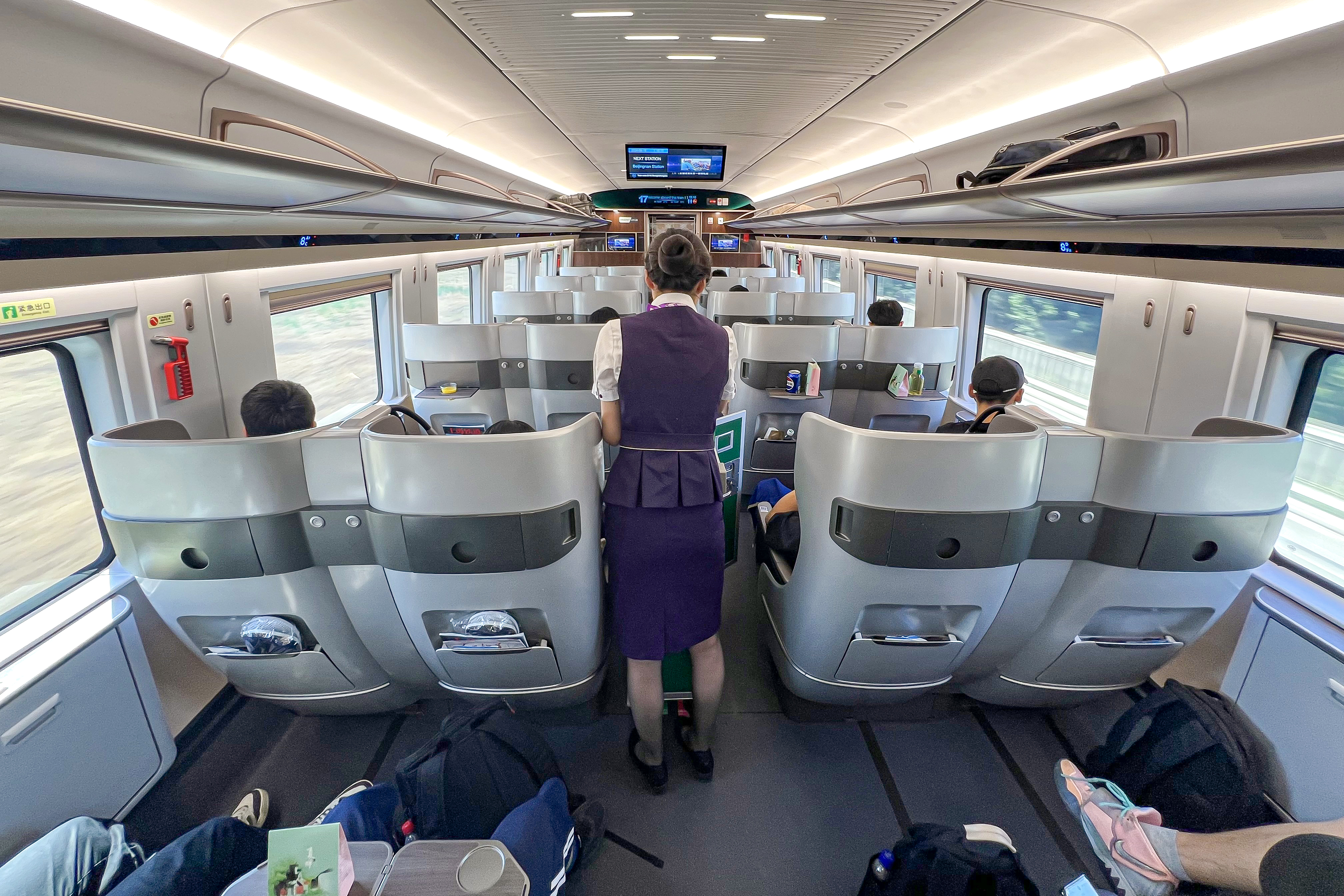
CR400BF-BS第17车厢的优选一等座背面
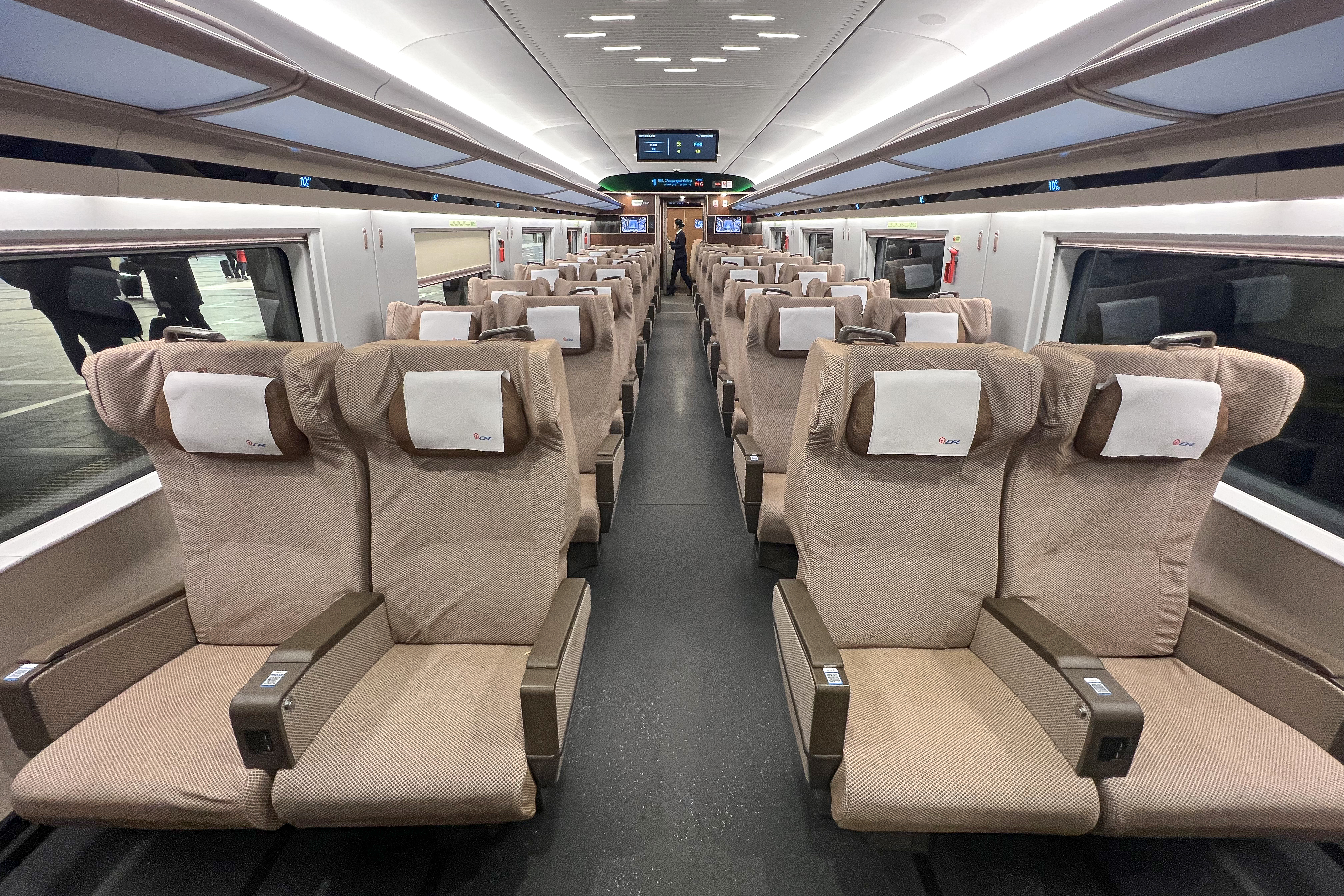
CR400BF-GS第1车厢的一等座
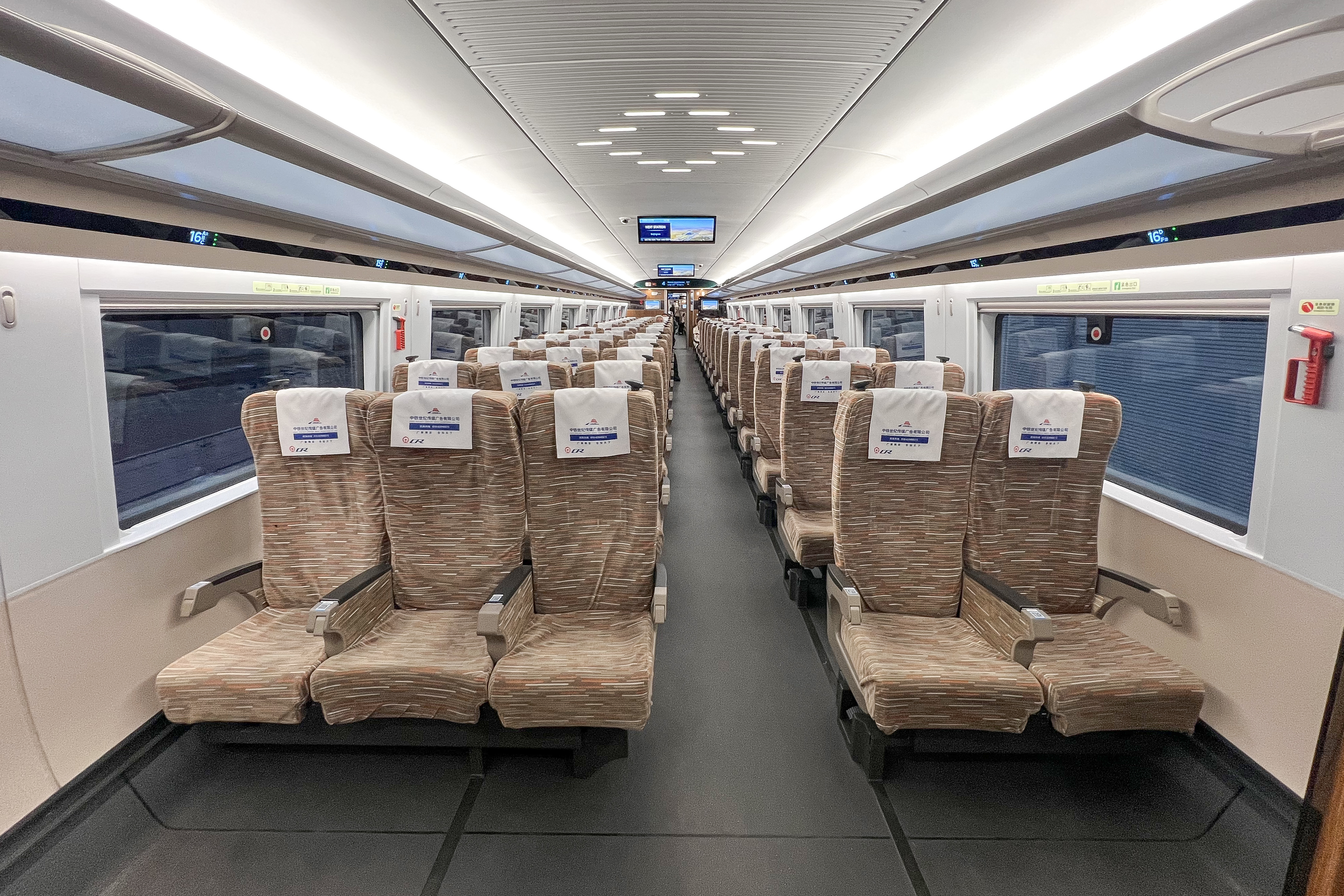
CR400BF-S第4车厢二等座（拍摄自前排无障碍区）
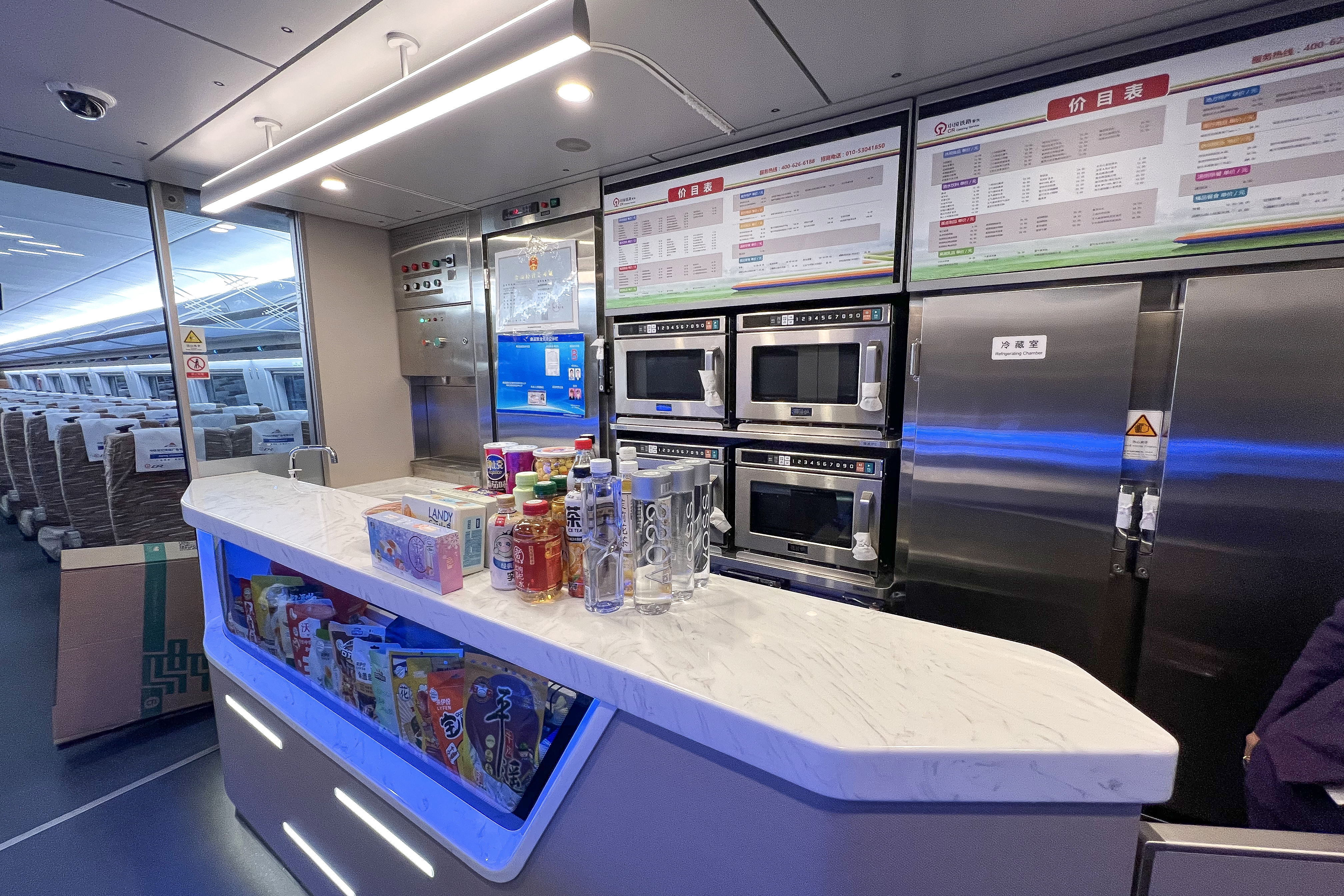
CR400BF-S吧台
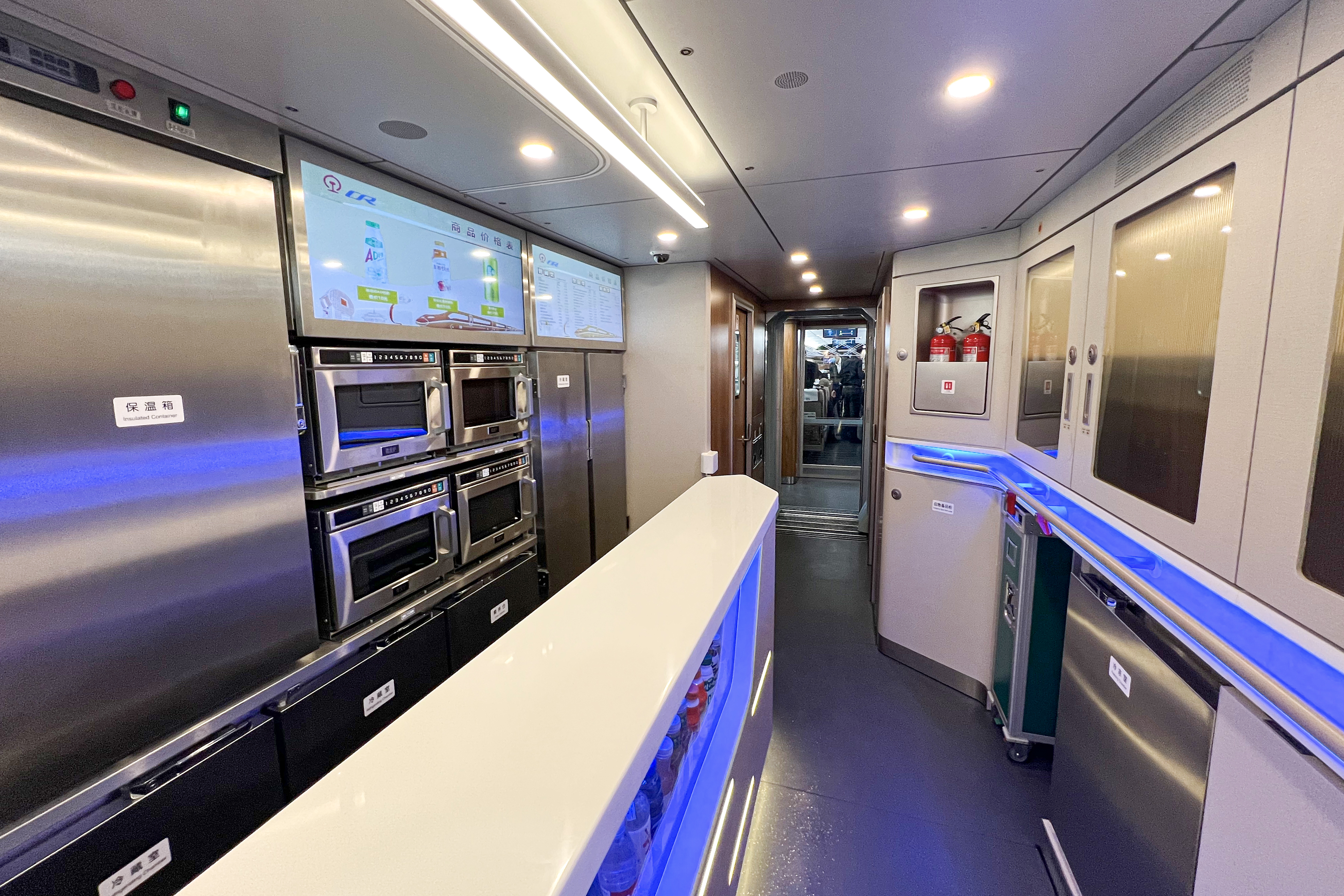
CR400BF-GS吧台
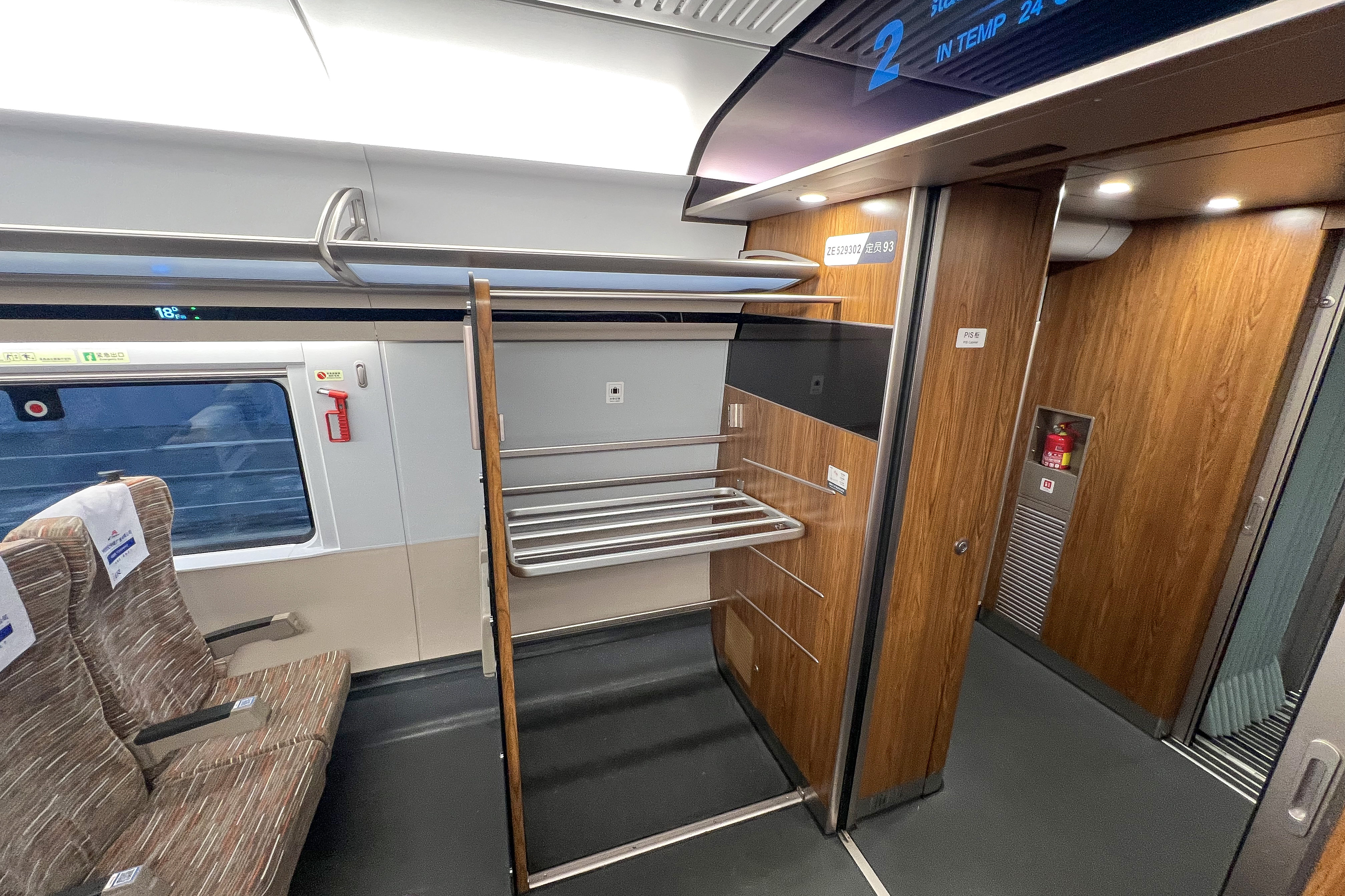
CR400BF-S二等座车一端的大件行李存放处
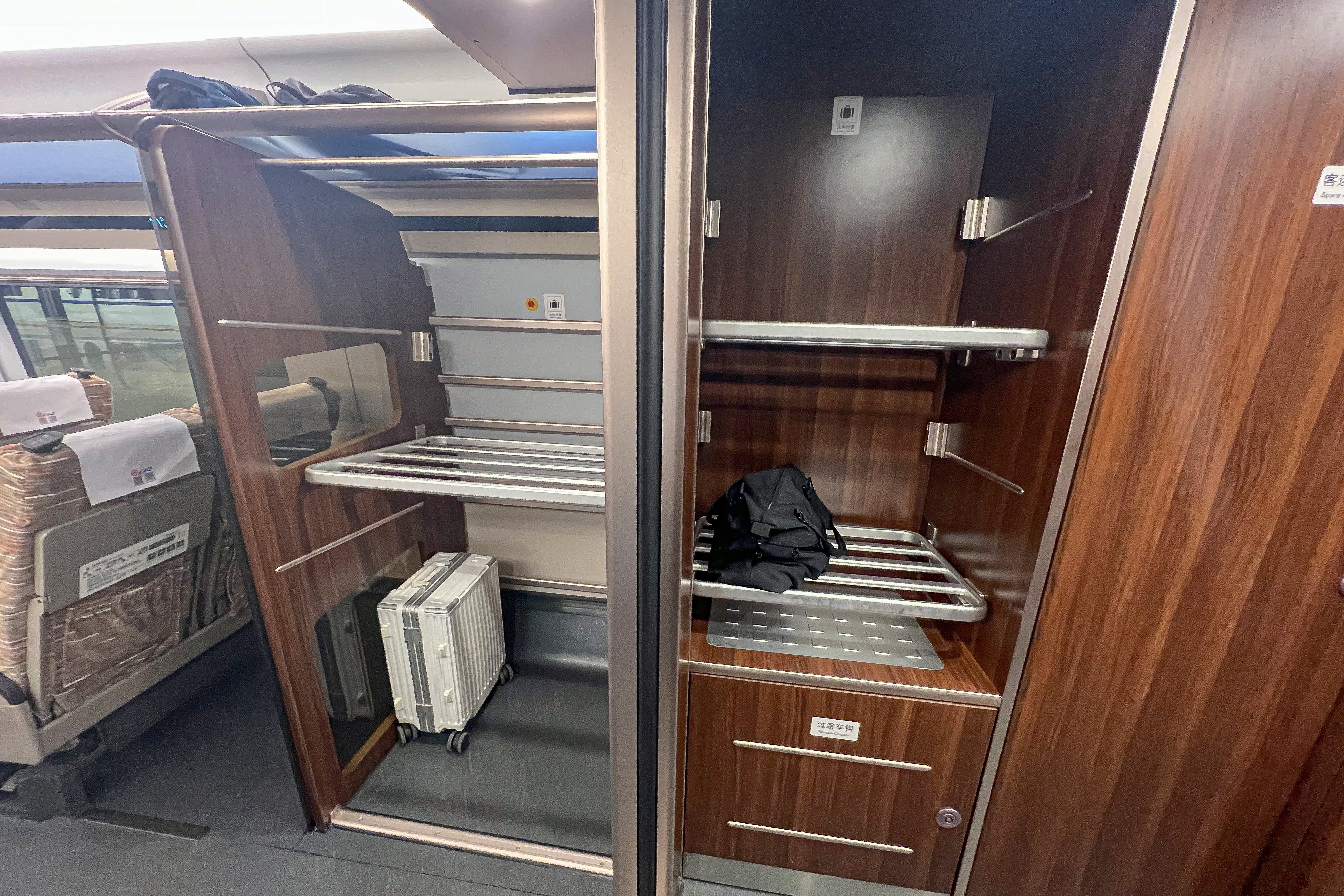
CR400BF-GS二等座车一端的大件行李存放处

## 运用状况
2017年2月25日起，中国标准动车组CR400AF和CR400BF隔日重联承担北京西至广州南的G65/68次列车的运输任务，铁路部门将根据这次运营的情况跟踪和旅客反馈，对后续生产的列车做出进一步改进。其间7月3日到7月22日曾调往京沪高铁调试。
2017年6月26日，中国标准动车组开始承担京沪高速动车组列车任务，当日始发车次为双向首发的G123次（下行列车）和G124次（上行列车）。根据运行安排，在6月26日至6月30日间，中国标准动车组承运G123/156次列车和G155/124次列车的运输任务；自7月1日起，将有4对京沪高速列车使用中国标准动车组运行，分别为G1/G142次、G107/G4次、G143/G2次和G3/G12次。
2017年8月20日，中国铁路总公司宣布，将于9月21日实行新的列车运行图。届时将安排7对复兴号动车组在京沪高铁以时速350公里运行，分别担当G1/G4、G3/G2、G7/G6、G5/G8、G10/G9、G13/G18、G14/G17次。
上海局计划于2017年11月20日在6班经由杭州的管内列车上使用CR400BF，这六班列车分别是南京南至温州南的G7625次、温州南至上海虹桥的G7334次、上海虹桥至苍南的G7335、G7337次、苍南至上海虹桥的G7332次和苍南至南京南的G7350次。
根据2017年12月28日起实施的列车运行图，复兴号动车组列车的开行范围逐步增加。其中北京西往返西安北的G89/90次改用CR400BF担当，并将运行区间延长至成都东（经西成客运专线）；另外北京南往返沈阳的G219/220次、北京西往返南昌西的G491/492次、北京西往返长沙南的G83/506次、北京西往返武汉的G517/528次（周末线）、G557/558次、北京西往返汉口的G509/520次、北京南往返吉林的G383/384次、北京南往返丹东的G395/396次、天津西往返福州G329/G330次、天津西往返太原南的G2609/G2610次、北京西往返太原南的G91/612/615/626/601/610/613/624次、上海虹桥往返昆明南的G1373/1372、G1375/1374次、南京南往返南宁东的G1503/1504次、上海虹桥往返长沙南的G1341/1356次、上海虹桥往返厦门北的G1655/1658次，均改用复兴号担当，但由于复兴号车体不足，上述班次当时仅其中一部分（如G220/219、G1373/1372、G1655/1658等）得以更换，目前其余班次（如G395/396）已逐渐更换。
2018年2月1日起，為了因應春運，复兴号的开行范围再扩大。根据上海局集团安排，上海虹桥往返长沙南的G1341/1356次、上海虹桥往返宁波的G7502/7527次、南京南往返南宁东的G1503/1504次、南京南往丽水的G7643次、丽水往上海虹桥的G7348次、上海虹桥往金华南的G7347次、金华南往南京南的G7644次、南京南往上海的G7229次、上海往芜湖的G7218/9次、芜湖往南京南的D5644次均改用CR400BF型担当。
2018年4月10日起，由于全国铁路调整列车运行图，运行于京杭间的G19/20次、G31/32次、G39/40次改用CR400AF型、CR400BF型电力动车组运行，在京沪高铁上按最高时速350公里运行。同时调整车体运行的还包括3对京沪高速动车组列车（其中1对为上海虹桥站始发，2对为上海站始发）、2对京合（北京南↔合肥南）高速动车组列车等，以及上海虹桥往返福州的G1631/8、上海虹桥往九江的G1393/6、九江往杭州东的G1453/2、杭州东往南昌西的G1451、南昌西往上海虹桥的G1388。另外京津城际开行的复兴号列车也有一定增加，占比近80%，成为全国开行复兴号列车最密集的高铁线路。
2018年6月12日，16辆编组CR400BF-A型首次投入运营，担当G7110-G7063-G7272/3次列车。
2018年6月29日，CR400BF-A首次担任G7/14次列车，代表着BF-A系首次上线京沪高铁。根据2018年7月1日起施行的新版列车运行图，长编组CR400BF-A型动车组计划在京沪高铁每日投入运行3列，同时加大复兴号其他车型担当列车的开行范围。
2018年8月1日，京津城际列车统一由复兴号CR400BF型电力动车组担当，共有17组。8月8日起，按照设计时速350公里达速运行。
2018年9月23日，随着广深港高速铁路香港段的开通和香港西九龙站的启用，配属上海局的CR400BF-A担当沪港高速动车组列车进港车次。
2019年12月30日，京張高鐵正式通車，CR400BF-C也正式開始使用。
2021年6月25日，由CR400BF-C為藍本開發的CR400BF-Z、高寒型CR400BF-GZ、17節編組CR400BF-BZ於京廣、京哈以及京滬高鐵投入運營，分別投入8節編組4列、耐高寒8節編組6列以及17節編組2列，車組號碼分別為CR400BF-Z-5210～5213、CR400BF-GZ-5143（原CR400BF-C-5143）、CR400BF-GZ-5203～5207以及CR400BF-BZ-5208、5209，擔當上海虹橋往返北京南的G6、G13、G25、G26次、杭州東往返北京南的G31、G34次、北京西往返廣州南的G66/G67次及京哈客運專線的G901/G904次、G909/G910次、G915/G916次、G919/G920次、G7851~G7854次、G7861/G7862次列車。
2022年1月，採用「瑞雪迎春」塗裝的CR400BF-C-5162以媒體專列投入營運，於空檔期間套跑G8811～G8818次列車（僅開放1號車廂至7號車廂以及8號車廂的商務座區域）。
2022年1月29日，首批10組CR400BF配屬廣州局集團，擔當廣深港高鐵車次。
2022年6月20日，配合京廣高鐵（北京西～武漢段）實施營運時速350km/h的達速目標以及未來香港西九龍站復駛增備，鄭州局集團自購CR400BF-Z智能配置型投入運營，投入8節編組4列（CR400BF-Z），車組號碼為CR400BF-Z-0511～0514，由於非透過國鐵集團集中招標採購關係，車輛編號採用私人資產車號法則（03XX/05XX），並非國鐵集團的國有資產車號法則（3XXX/5XXX）。主要營運北京西往返廣州南的G77/G78次、鄭州東往返廣州南的G805/806次、G807/808次、G809/810次、鄭州東往返成都東的G3421/4、G3427/6次、北京西往返鄭州東的G95/96次、G97/98次。原擔當之北京局CR400BF-Z-5210～5213則轉調至北京西往返昆明南的G71/G72次。
2022年7月2日，CR400BF-C運營範圍擴大至張家口－呼和浩特東間，其中5144、5145採用「京張金鳳凰」塗裝，5162採用「瑞雪迎春」塗裝，並以一般旅客列車方式執行G7881/7882次（北京北－張家口）以及部分運行於北京北－呼和浩特東的G字頭列車班次，另外CR400BF-C乘務改由呼和浩特局集團擔當。當中CR400BF-C-5162的8號車廂原中央廣播電視總台流動演播室恢復為二等座區域，多功能車廂撤除有關2022北京冬奧會宣傳照片布置，ATO自駕功能僅限於北京北－張家口間啟用，張家口－呼和浩特東則停用改為手動駕駛，由於「龍鳳呈祥」外觀塗裝設定為全國通用智能配置型CR400BF-Z系列專用塗裝，因此CR400BF-C京張專用自駕智能型未被採用。
2022年7月20日，首例16節編組智能型CR400BF-AZ投入運營，同樣由鄭州局集團購置，投入16節編組6列（CR400BF-AZ），車組號碼為CR400BF-AZ-0515～0520，主要運用於京廣高鐵及鄭渝高铁，其中北京西～武漢段以營運時速350km/h的達速目標，擔當車次與配屬鄭州局CR400BF-Z-0511～0514同為北京西往返廣州南的G77/G78次、鄭州東往返廣州南的G805/806次、G807/808次、G809/810次、鄭州東往返成都東的G3421/4、G3427/6次、北京西往返鄭州東的G95/96次、G97/98次。
2023年1月，廣州局、哈爾濱局集團自購CR400BF-Z智能配置系列投入運營，分別為CR400BF-Z智能配置型8列（廣州局）以及CR400BF-GZ耐高寒智能配置型6列（哈爾濱局），車組號碼分別為CR400BF-Z-3117～3124（廣州局）、CR400BF-GZ-5214～5219（哈爾濱局），分別投入8節編組8列配屬廣州南、耐高寒8節編組6列配屬哈爾濱西，採用國鐵集團的國有資產車號法則（3XXX、5XXX）。廣州局方面擔當經由京廣、廣深港高鐵香港西九龍往返北京西的G79/80次，同時擔當廣深港高鐵香港西九龍往返廣州南的G6501/6502次。至於哈爾濱局方面，在經歷行駛于哈齊高鐵的管内行車測試之後，逐步運用於自身擔當的跨線京滬高鐵的高鐵列車，例如由哈尔滨西往返上海虹桥的G1201/2/3/4次。此批次CR400BF-Z是自2022年國鐵集團秉持其他路局改採自購，地方政府籌備資金制度以來，首度以國鐵集團名義自購並自籌資金購置。
2023年7月下旬，國鐵集團採購CR400BF-Z智能配置型投入運營，車組號碼為CR400BF-Z-3125～3145、5228～5251，CR400BF-AZ-5252～5255，投入8節編組13列配屬杭州西（BF-Z-3125～BF-Z-3137），8列配屬北京南（BF-Z-3138～BF-Z-3145），14列配屬廣州南（BF-Z-5228～BF-Z-5241），10列配屬武漢（BF-Z-5242～BF-Z-5251），以及16節編組4列配屬南京南（BF-AZ-5252～BF-AZ-5255）。另2023年9月，因應广汕高铁通車，原先配屬廣州南8節編組6列CR400BF-Z智能配置型（3118～3120、3122～3124）于2023年9月至2024年1月间暂时轉配屬新塘，但这些列车已于1月10日一季度列车运行调整后回到广州南动车所。
2024年1月起，國鐵集團採購CR400BF-Z智能配置型投入運營，车组号码为CR400BF-Z-3146～3156、5263～5273，以及耐高寒智能型CR400BF-GZ-5256～5262，分别投入8节编组13列配属北京局（BF-Z-5263～BF-Z-5275）、5列配属西安局（BF-Z-3146～BF-Z-3150）、6列配属上海局（BF-Z-3151～BF-Z-3156），以及耐高寒7列配属哈尔滨局（BF-GZ-5256～BF-GZ-5262）。但因春运期间客流较为紧张，BF-Z-5263～BF-Z-5268共计8节编组6列暂时外借上海局使用，不过实际上该车已经划归上海局名下配属运用。
2024年6月起，第一批次技术提升型动车组CR400BF-S开始交付并投入运营，车组号码为CR400BF-S-3157～3193、5281～5306，CR400BF-BS-5276～5280，CR400BF-GS-5307～5319，所有车辆根据生产进度分四次交付各个路局。其中第一次交付情况为8节编组4列配属上海局（BF-S-3157～3160），7列配属广州局（BF-S-5281～5287）、3列配属郑州局（BF-S-5288～5290），17节编组5列配属上海局（BF-BS-5276～5280）；第二次交付情况为8节编组19列配属上海局（BF-S-3161～3179）；第三次交付情况是8节编组6列配属北京局（BF-S-5291～5296）、14列配属上海局（BF-S-3180～3183、BF-S-5297～5306）；第四批交付情况是8节编组5列配属上海局（BF-S-3184～3188），5列配属北京局（BF-S-3189～3193），以及耐高寒8节编组11列配属北京局（BF-GS-5307～5314、BF-GS-5317～5319），2列配属沈阳局（BF-GS-5315、5316）。
2024年9月24日，北京局曹庄动车所配属的CR400BF-S开始在京津城际铁路运营；2024年12月25日，作为此批次中最后投入使用的一种列车型号，北京局朝阳动车所配属的耐高寒型CR400BF-GS开始在京哈客运专线上运行，担当G901次等车次。
2024年12月起，第二批次技术提升型动车组CR400BF-S开始交付并投入运营，车组号码为CR400BF-S-3194～3213、5320～5336，CR400BF-BS-5347～5348，CR400BF-GS-5337～5346，所有车辆根据生产进度至少分两次交付各个路局。其中，8节编组10列配属北京局（BF-S-3194～3197、3206～3209、3212、3213），10列配属上海局（BF-S-3198～3205、3210、3211），9列配属广州局（BF-S-5320～5323、5328～5332），8列配属郑州局（BF-S-5324～5327、5333～5336）；17节编组2列配属上海局（BF-BS-5347～5348）；耐高寒8节编组4列配属北京局（BF-GS-5337～5340），6列配属沈阳局（BF-GS-5341～5346）。2025年1月1日，沈阳局分两次交付的CR400BF-GS同时投入运营，担当京沈G920/925、G990/995次以及部分沈大高速动车组车次。
2024年12月23日-12月30日期间，原配属于北京局集团的耐高寒动车组CR400BF-G-5127/5128、5135～5142将逐步转配给呼和浩特局集团，便于后者担当集大原高速铁路的相关交路。
2025年1月15日-2月15日，为配合2025哈尔滨亚冬会客流高峰，配属北京局集团的CR400BF-C-5162（「瑞雪迎春」特別彩繪列車），CR400BF-GS-5339/5340临时转借予哈尔滨铁路局，担当哈牡高铁往来亚布力西站的游客和运动员运输任务。
2025年5月起，第三批次技术提升型动车组CR400BF-S开始交付并投入运营，这批车中首次出现了16编组技术提升型动车组CR400BF-AS，也是唐山厂首次承担16编组智能动车组制造任务。车组号码为CR400BF-S-3214～3223，CR400BF-AS-3224～3228、5364～5368、CR400BF-GS-5349～5363。所有车辆根据生产进度于五一假期前后依次按顺序交付路局。其中，16节编组10列全数配属上海局；8节编组7列配属北京局（BF-S-3215、3218～3223），3列配属上海局（BF-S-3214、3216、3217）；耐高寒8节编组6列配属北京局（BF-GS-5349～5351、5358～5360）、6列配属沈阳局（BF-GS-5352～5354、5361～5363）以及3列配属哈尔滨局（BF-GS-5355～5357）。

### 配属概况
至2025年1月，总共已有589组CR400BF系列动车组出厂。

| 列车型号后缀区分 - 字母带G：高寒型 - 字母带C、Z：智能型 - 字母带S：技术提升型 - 字母带J：高速綜合檢測列車 - 首字母为A：采用16节编组 - 首字母为B：采用17节编组 | 车号区分 - 0X0X，00XX，为样板车、試驗專用之車輛 - 03XX、05XX，非國鐵集團採購之車輛或样板车 - 3XXX，为中车唐山机车车辆生产的列车 - 5XXX，为中车长春轨道客车生产的列车 |

| \| 配属 \| 数量 \| 动车组编号 \| 运用所 \| 备注 \| \| -------------- \| ---- \| ---------------------------------------------------------------------------------------------------------------------------------------------------------------------------------------------- \| ---------- \| ------------------------------------------------------------------------ \| \| \| \| \| \| \| \| CR400BF \| \| \| \| \| \| 北京局集团 \| 29 \| 0031、0503、3067、3068、3085～3087、3090、3091、5006、5027～5032、5034、5035、5037、5070～5072、5076、5077、5106～5108、5110、5112 \| 曹庄 \| 0503为样板车 0031车原為時速400公里跨國互聯互通高速列車組計畫試驗車 \| \| 北京局集团 \| 4 \| 5025、5026、5033、5109 \| 大厂 \| \| \| 北京局集团 \| 7 \| 5022、5036、5040～5042、5074、5111 \| 廊坊 \| \| \| 上海局集团 \| 52 \| 3001、3003、3005、3006、3008、3010、3011、3013、3016～3021、3023、3034、3035、3037～3047、3049、3059～3065、3069～3077、3079、3081～3084、3106、3107 \| 南京南 \| 3106、3107车加裝司機室側門 \| \| 上海局集团 \| 43 \| 3002、3004、3007、3009、3012、3014、3015、3022、3036、3048、3066、3078、3080、3088、3089、5001～5004、5007～5010、5011～5013、5016～5019、5023、5024、5043～5046、5068、5073、5075、5078～5081 \| 杭州西 \| \| \| 广州局集团 \| 10 \| 0507、5005、5014、5015、5020、5021、5038、5039、5047、5069 \| 廣州南 \| 0507为样板车 \| \| 沈阳局集团 \| 1 \| 0305 \| 沈阳北 \| 样板车 \| \| \| \| \| \| \| \| CR400BF-A \| \| \| \| \| \| 北京局集团 \| 5 \| 3029、3050、3054、3056、3092 \| 北京南 \| \| \| 北京局集团 \| 8 \| 3024、3028、3031、3033、5082～5084、5087 \| 曹庄 \| \| \| 北京局集团 \| 7 \| 3025、3030、3032、3051～3053、3055 \| 雄安 \| \| \| 上海局集团 \| 19 \| 3103～3105、5048、5049、5053、5054、5057～5059、5061、5065、5066、5090～5092、5094～5096 \| 上海虹桥 \| \| \| 上海局集团 \| 7 \| 3096～3102 \| 上海南翔 \| \| \| 上海局集团 \| 20 \| 3026、3027、3057、3058、3093～3095、5050～5052、5055、5056、5060、5062～5064、5067、5088、5089、5093 \| 南京南 \| \| \| 郑州局集团 \| 8 \| 5085、5086、5156～5161 \| 郑州东 \| \| \| \| \| \| \| \| \| CR400BF-B \| \| \| \| \| \| 上海局集团 \| 14 \| 5097～5105、5151～5155 \| 上海虹桥 \| \| \| \| \| \| \| \| \| CR400BF-G \| \| \| \| \| \| 北京局集團 \| 18 \| 3108～3116、5147、5148、5163、5171～5174、5193、5194 \| 北京朝阳 \| 除5147车外所有列车均加裝司機室側門 \| \| 北京局集團 \| 20 \| 5114、5146、5149、5150、5164～5170、5186、5187、5189～5192、5195～5197 \| 北京北 \| 5164及以後列车加裝司機室側門 \| \| 北京局集團 \| 1 \| 5126 \| 曹庄 \| \| \| 北京局集團 \| 4 \| 0051、5185、5188、5198 \| 大厂 \| 全部加装司机室侧门 0051车原為時速400公里跨國互聯互通高速列車組計畫試驗車 \| \| 沈阳局集团 \| 14 \| 5113、5115、5117、5123、5129～5134、5175、5176、5199、5200 \| 瀋陽北 \| 5175及以後列车加裝司機室側門 \| \| 沈阳局集团 \| 18 \| 5116、5118～5122、5124、5125、5177～5184、5201、5202 \| 長春 \| 5177及以後列车加裝司機室側門 \| \| 呼和浩特局集团 \| 10 \| 5127、5128、5135～5142 \| 呼和浩特东 \| \| |      | |            |                                                                          |
| 配属 | 数量 | 动车组编号 | 运用所     | 备注                                                                     |
| |      | |            |                                                                          |
| CR400BF |      | |            |                                                                          |
| 北京局集团 | 29   | 0031、0503、3067、3068、3085～3087、3090、3091、5006、5027～5032、5034、5035、5037、5070～5072、5076、5077、5106～5108、5110、5112                                                             | 曹庄       | 0503为样板车 0031车原為時速400公里跨國互聯互通高速列車組計畫試驗車       |
| 北京局集团 | 4    | 5025、5026、5033、5109 | 大厂       |                                                                          |
| 北京局集团 | 7    | 5022、5036、5040～5042、5074、5111 | 廊坊       |                                                                          |
| 上海局集团 | 52   | 3001、3003、3005、3006、3008、3010、3011、3013、3016～3021、3023、3034、3035、3037～3047、3049、3059～3065、3069～3077、3079、3081～3084、3106、3107                                           | 南京南     | 3106、3107车加裝司機室側門                                               |
| 上海局集团 | 43   | 3002、3004、3007、3009、3012、3014、3015、3022、3036、3048、3066、3078、3080、3088、3089、5001～5004、5007～5010、5011～5013、5016～5019、5023、5024、5043～5046、5068、5073、5075、5078～5081 | 杭州西     |                                                                          |
| 广州局集团 | 10   | 0507、5005、5014、5015、5020、5021、5038、5039、5047、5069 | 廣州南     | 0507为样板车                                                             |
| 沈阳局集团 | 1    | 0305 | 沈阳北     | 样板车                                                                   |
| |      | |            |                                                                          |
| CR400BF-A |      | |            |                                                                          |
| 北京局集团 | 5    | 3029、3050、3054、3056、3092 | 北京南     |                                                                          |
| 北京局集团 | 8    | 3024、3028、3031、3033、5082～5084、5087 | 曹庄       |                                                                          |
| 北京局集团 | 7    | 3025、3030、3032、3051～3053、3055 | 雄安       |                                                                          |
| 上海局集团 | 19   | 3103～3105、5048、5049、5053、5054、5057～5059、5061、5065、5066、5090～5092、5094～5096 | 上海虹桥   |                                                                          |
| 上海局集团 | 7    | 3096～3102 | 上海南翔   |                                                                          |
| 上海局集团 | 20   | 3026、3027、3057、3058、3093～3095、5050～5052、5055、5056、5060、5062～5064、5067、5088、5089、5093                                                                                           | 南京南     |                                                                          |
| 郑州局集团 | 8    | 5085、5086、5156～5161 | 郑州东     |                                                                          |
| |      | |            |                                                                          |
| CR400BF-B |      | |            |                                                                          |
| 上海局集团 | 14   | 5097～5105、5151～5155 | 上海虹桥   |                                                                          |
| |      | |            |                                                                          |
| CR400BF-G |      | |            |                                                                          |
| 北京局集團 | 18   | 3108～3116、5147、5148、5163、5171～5174、5193、5194 | 北京朝阳   | 除5147车外所有列车均加裝司機室側門                                       |
| 北京局集團 | 20   | 5114、5146、5149、5150、5164～5170、5186、5187、5189～5192、5195～5197 | 北京北     | 5164及以後列车加裝司機室側門                                             |
| 北京局集團 | 1    | 5126 | 曹庄       |                                                                          |
| 北京局集團 | 4    | 0051、5185、5188、5198 | 大厂       | 全部加装司机室侧门 0051车原為時速400公里跨國互聯互通高速列車組計畫試驗車 |
| 沈阳局集团 | 14   | 5113、5115、5117、5123、5129～5134、5175、5176、5199、5200 | 瀋陽北     | 5175及以後列车加裝司機室側門                                             |
| 沈阳局集团 | 18   | 5116、5118～5122、5124、5125、5177～5184、5201、5202 | 長春       | 5177及以後列车加裝司機室側門                                             |
| 呼和浩特局集团 | 10   | 5127、5128、5135～5142 | 呼和浩特东 |                                                                          |

| 配属         | 数量 | 动车组编号                                     | 运用所   | 备注                      |
| ------------ | ---- | ---------------------------------------------- | -------- | ------------------------- |
|              |      |                                                |          |                           |
| CR400BF-C    |      |                                                |          |                           |
| 北京局集团   | 2    | 5144、5145                                     | 北京北   | 5145车的5號車廂為多功能車 |
|              |      |                                                |          |                           |
|              |      |                                                |          |                           |
|              |      |                                                |          |                           |
| CR400BF-Z    |      |                                                |          |                           |
| 北京局集团   | 27   | 3138～3145、5210～5213、5220～5227、5269～5275 | 北京南   |                           |
| 北京局集团   | 2    | 0311、0312                                     | 北京朝阳 |                           |
| 上海局集团   | 19   | 0521～0523、3125～3137、5266～5268             | 杭州西   |                           |
| 鄭州局集团   | 4    | 0511～0514                                     | 鄭州東   |                           |
| 廣州局集團   | 22   | 3117～3124、5228～5241                         | 廣州南   |                           |
| 武漢局集團   | 10   | 5242～5251                                     | 武漢     |                           |
| 西安局集团   | 14   | 3146～3156、5263～5265                         | 西安北   |                           |
|              |      |                                                |          |                           |
|              |      |                                                |          |                           |
|              |      |                                                |          |                           |
| CR400BF-AZ   |      |                                                |          |                           |
| 鄭州局集团   | 6    | 0515～0520                                     | 鄭州東   |                           |
| 上海局集团   | 4    | 5252～5255                                     | 南京南   |                           |
|              |      |                                                |          |                           |
|              |      |                                                |          |                           |
|              |      |                                                |          |                           |
| CR400BF-BZ   |      |                                                |          |                           |
| 上海局集团   | 2    | 5208、5209                                     | 上海虹橋 |                           |
|              |      |                                                |          |                           |
|              |      |                                                |          |                           |
|              |      |                                                |          |                           |
| CR400BF-GZ   |      |                                                |          |                           |
| 哈爾濱局集团 | 19   | 5143、5203～5207、5214～5219、5256～5262       | 哈爾濱西 | 5143由CR400BF-C改造而来   |

| \| 配属 \| 数量 \| 动车组编号 \| 运用所 \| 备注 \| \| ------------ \| ---------------------- \| ---------------------------------------------------------------- \| -------- \| ------------------------------------ \| \| \| \| \| \| \| \| \| \| \| \| \| \| \| \| \| \| \| \| CR400BF-S \| \| \| \| \| \| 北京局集团 \| 21 \| 3189～3197、3206～3209、3212、3215、3218～3223 \| 北京南 \| \| \| 北京局集团 \| 7 \| 3213、5291～5296 \| 曹庄 \| \| \| 上海局集团 \| 55 \| 3157～3188、3198～3205、3210、3211、3214、3216、3217、5297～5306 \| 上海虹橋 \| \| \| 广州局集团 \| 16 \| 5281～5287、5320～5323、5328～5332 \| 广州南 \| \| \| 郑州局集团 \| 11 \| 5288～5290、5324～5327、5333～5336 \| 郑州东 \| \| \| \| \| \| \| \| \| \| \| \| \| \| \| \| \| \| \| \| \| CR400BF-AS \| \| \| \| \| \| 上海局集团 \| \| \| \| \| \| 10 \| 3224～3228、5364～5368 \| 上海虹桥 \| \| \| \| \| \| \| \| \| \| \| \| \| \| \| \| \| \| \| \| \| \| CR400BF-BS \| \| \| \| \| \| 上海局集团 \| 7 \| 5276～5280、5347、5348 \| 上海虹桥 \| \| \| \| \| \| \| \| \| \| \| \| \| \| \| \| \| \| \| \| \| CR400BF-GS \| \| \| \| \| \| 北京局集团 \| 21 \| 5307～5314、5317～5319、5337～5340、5349～5351、5358～5360 \| 北京朝阳 \| 5339、5340曾暂时借调给予哈尔滨局集团 \| \| 沈阳局集团 \| 7 \| 5315、5316、5345、5346、5352～5354 \| 沈阳北 \| 5345、5346曾暂时借调给予哈尔滨局集团 \| \| 沈阳局集团 \| 7 \| 5341～5344、5361～5363 \| 长春 \| \| \| 哈尔滨局集团 \| 3 \| 5355～5357 \| 哈尔滨西 \| \| |                        |                                                                  |          |                                      |
| 配属 | 数量                   | 动车组编号                                                       | 运用所   | 备注                                 |
| |                        |                                                                  |          |                                      |
| |                        |                                                                  |          |                                      |
| |                        |                                                                  |          |                                      |
| CR400BF-S |                        |                                                                  |          |                                      |
| 北京局集团 | 21                     | 3189～3197、3206～3209、3212、3215、3218～3223                   | 北京南   |                                      |
| 北京局集团 | 7                      | 3213、5291～5296                                                 | 曹庄     |                                      |
| 上海局集团 | 55                     | 3157～3188、3198～3205、3210、3211、3214、3216、3217、5297～5306 | 上海虹橋 |                                      |
| 广州局集团 | 16                     | 5281～5287、5320～5323、5328～5332                               | 广州南   |                                      |
| 郑州局集团 | 11                     | 5288～5290、5324～5327、5333～5336                               | 郑州东   |                                      |
| |                        |                                                                  |          |                                      |
| |                        |                                                                  |          |                                      |
| |                        |                                                                  |          |                                      |
| CR400BF-AS |                        |                                                                  |          |                                      |
| 上海局集团 |                        |                                                                  |          |                                      |
| 10 | 3224～3228、5364～5368 | 上海虹桥                                                         |          |                                      |
| |                        |                                                                  |          |                                      |
| |                        |                                                                  |          |                                      |
| |                        |                                                                  |          |                                      |
| CR400BF-BS |                        |                                                                  |          |                                      |
| 上海局集团 | 7                      | 5276～5280、5347、5348                                           | 上海虹桥 |                                      |
| |                        |                                                                  |          |                                      |
| |                        |                                                                  |          |                                      |
| |                        |                                                                  |          |                                      |
| CR400BF-GS |                        |                                                                  |          |                                      |
| 北京局集团 | 21                     | 5307～5314、5317～5319、5337～5340、5349～5351、5358～5360       | 北京朝阳 | 5339、5340曾暂时借调给予哈尔滨局集团 |
| 沈阳局集团 | 7                      | 5315、5316、5345、5346、5352～5354                               | 沈阳北   | 5345、5346曾暂时借调给予哈尔滨局集团 |
| 沈阳局集团 | 7                      | 5341～5344、5361～5363                                           | 长春     |                                      |
| 哈尔滨局集团 | 3                      | 5355～5357                                                       | 哈尔滨西 |                                      |

| \| 配属 \| 数量 \| 动车组编号 \| 运用所 \| 备注 \| \| ------------ \| ---- \| -------------- \| ------ \| --------------------------------------------------------------------------------------------------------------------------- \| \| \| \| \| \| \| \| 「瑞雪迎春」 \| \| \| \| \| \| 北京局集团 \| 1 \| CR400BF-C-5162 \| 北京北 \| 2022年北京冬奧會主题列车 此车的5號車廂為多功能車，同时此车加裝司機室側門 曾转借予哈尔滨局集团用于2025年哈尔滨亚冬会主题列车 \| \| \| \| \| \| \| \| 「潤澤江南」 \| \| \| \| \| \| 上海局集团 \| 1 \| CR400BF-Z-0524 \| 杭州西 \| 2022年杭州亚运会主题列车 \| |      |                |        | |
| 配属 | 数量 | 动车组编号     | 运用所 | 备注 |
| |      |                |        | |
| 「瑞雪迎春」 |      |                |        | |
| 北京局集团 | 1    | CR400BF-C-5162 | 北京北 | 2022年北京冬奧會主题列车 此车的5號車廂為多功能車，同时此车加裝司機室側門 曾转借予哈尔滨局集团用于2025年哈尔滨亚冬会主题列车 |
| |      |                |        | |
| 「潤澤江南」 |      |                |        | |
| 上海局集团 | 1    | CR400BF-Z-0524 | 杭州西 | 2022年杭州亚运会主题列车 |

| \| 配属 \| 数量 \| 动车组编号 \| 运用所 \| 备注 \| \| ------------------------- \| ---- \| -------------- \| ------ \| ---------------------------------------------------------------------------------------------------------------------------------------------------------------- \| \| \| \| \| \| \| \| \| \| \| \| \| \| \| \| \| \| \| \| CR400BF-J（綜合检测列车） \| \| \| \| \| \| 中國鐵道科學研究院 \| 1 \| 0001 \| 不適用 \| 原車號0511，采用CR400BF-C头型，曾作为「CR450」试验用车 2023年4月下旬05車、06車更換為CR450型試驗車廂作為試驗用途，後於2023年7月16日05車、06車換回原始車廂繼續試驗 \| \| 中國國家鐵路集團 \| 1 \| 0003 \| 不適用 \| 采用CR400BF-C头型，並加裝司機室側門 车身采用以「龍鳳呈祥」为蓝本另搭配「警戒黃」、「祥龍金」、「故宮紅」搭配而成的涂装 \| \| \| \| \| \| \| \| 不適用 \| 1 \| CRH-0306 \| 不適用 \| 交互式卧铺动车组试验车，采用CR400BF普通版本头型 \| \| 不適用 \| 1 \| CR400BF-S-0001 \| 不適用 \| 双层动车组试验车，目前仅制造2节中间车 \| \| 不適用 \| 1 \| 不適用 \| 不適用 \| 纵向卧铺动车组试验车，采用CR400BF-C头型，目前仅制造1节样车 \| \| 不適用 \| 1 \| 不適用 \| 不適用 \| 貨運動車組试验车，采用中車唐山自行設計仿生丹頂鶴头型 \| |      |                |        | |
| 配属 | 数量 | 动车组编号     | 运用所 | 备注 |
| |      |                |        | |
| |      |                |        | |
| |      |                |        | |
| CR400BF-J（綜合检测列车） |      |                |        | |
| 中國鐵道科學研究院 | 1    | 0001           | 不適用 | 原車號0511，采用CR400BF-C头型，曾作为「CR450」试验用车 2023年4月下旬05車、06車更換為CR450型試驗車廂作為試驗用途，後於2023年7月16日05車、06車換回原始車廂繼續試驗 |
| 中國國家鐵路集團 | 1    | 0003           | 不適用 | 采用CR400BF-C头型，並加裝司機室側門 车身采用以「龍鳳呈祥」为蓝本另搭配「警戒黃」、「祥龍金」、「故宮紅」搭配而成的涂装                                           |
| |      |                |        | |
| 不適用 | 1    | CRH-0306       | 不適用 | 交互式卧铺动车组试验车，采用CR400BF普通版本头型 |
| 不適用 | 1    | CR400BF-S-0001 | 不適用 | 双层动车组试验车，目前仅制造2节中间车 |
| 不適用 | 1    | 不適用         | 不適用 | 纵向卧铺动车组试验车，采用CR400BF-C头型，目前仅制造1节样车 |
| 不適用 | 1    | 不適用         | 不適用 | 貨運動車組试验车，采用中車唐山自行設計仿生丹頂鶴头型 |

## 列车编组
| 车厢型号 - ZY：一等座车（First Class Coach） - ZE：二等座车（Second Class Coach） - ZEC：二等座车／餐车（Second Class Coach／Dining Car） - ZYS：一等／商务座车（First Class／Business Coach） - ZES：二等／商务座车（Second Class／Business Coach） - WR：软卧车（Soft Sleeper） - WRC：软卧车／餐车（Soft Sleeper／Dining Coach） - MTC：媒体车／餐车（Media Class／Dining Coach） - DGN：多功能车（Multi-function Coach） | 英文字母意思 - Z：Zuo（拼音），座，座车 - Y：Yi（拼音），一，一等 - E：Er（拼音），二，二等 - C／CA：Can（拼音），餐，餐车 - S／SW：Shang（拼音），商，商务 - WR：Wo（拼音），卧，卧车 - MT：Mei Ti（拼音），媒体，媒体车 - DGN：Duo Gong Neng（拼音），多功能，多功能车 |

### 8节编组
CR400BF、CR400BF-C、CR400BF-Z、CR400BF-S、CR400BF-G、CR400BF-GZ、CR400BF-GS
| 车厢号                        | 1 | 2          | 3                    | 4          | 5                     | 6                    | 7          | 8 |
| 动力配置                      | 拖车 带驾驶室 （Tc）                                                                                                | 动车 （M） | 拖车 带受电弓 （Tp） | 动车 （M） | 动车 （M）            | 拖车 带受电弓 （Tp） | 动车 （M） | 拖车 带驾驶室 （Tc）                                                                                                |
| 动力单元                      | 单元1 | 单元1      | 单元1                | 单元1      | 单元2                 | 单元2                | 单元2      | 单元2 |
| 车型                          | 一等/商务座车 | 二等座车   | 二等座车             | 二等座车   | 二等座车/餐车         | 二等座车             | 二等座车   | 二等/商务座车 |
| 车型 （BF-C-5145、BF-C-5162） | 一等/商务座车 | 二等座车   | 二等座车             | 二等座车   | 多功能车              | 二等座车             | 二等座车   | 二等/商务座车 |
| 车辆编号                      | CR400BF-xxxx CR400BF-C-xxxx CR400BF-G-xxxx CR400BF-Z-xxxx CR400BF-GZ-xxxx CR400BF-S-xxxx CR400BF-GS-xxxx ZYS xxxx01 | ZE xxxx02  | ZE xxxx03            | ZE xxxx04  | ZEC xxxx05 DGN xxxx05 | ZE xxxx06            | ZE xxxx07  | CR400BF-xxxx CR400BF-C-xxxx CR400BF-G-xxxx CR400BF-Z-xxxx CR400BF-GZ-xxxx CR400BF-S-xxxx CR400BF-GS-xxxx ZES xxxx00 |
| 定員                          | 5+28 | 90         | 90                   | 75         | 63                    | 90                   | 90         | 5+40 |
| 定員 （BF-C-5145）            | 5+28 | 90         | 90                   | 75         | 48                    | 90                   | 90         | 5+40 |
| 定員 （BF-C-5162）            | 6+28 | 90         | 90                   | 75         | 48                    | 90                   | 90         | 6+40 |
| 定員 （初期BF-Z、BF-GZ）      | 6+28 | 90         | 90                   | 75         | 63                    | 90                   | 90         | 6+40 |
| 定员 （后期BF-Z、BF-GZ）      | 5+28 | 90         | 90                   | 75         | 63                    | 90                   | 90         | 6+40 |
| 定員（BF-S、BF-GS）           | 5+32 | 93         | 93                   | 78         | 83                    | 93                   | 93         | 6+43 |

- xxxx：列车编号。
- CR400BF-0305/0503/0507在量产化前，第2，3，6，7車定員85人，因此全车总定员为556人，现时进行改造后与量产车一致。
- CR400BF-C-5145、CR400BF-C-5162的5號車廂為多功能車，設有定員48人媒體座。
- CR400BF-Z、CR400BF-GZ、CR400BF-C-5162的商務座採用天玄造型座椅交錯式配置[49]，座椅布局为1+1。
- 冬奧會期間，CR400BF-C-5162（瑞雪迎春塗裝）8車改造為2022北京冬奧現場直播專用演播室車廂，4車在設計上可改為殘疾選手專用車廂於2022北京冬季帕運會使用。
- 2023年12月起制造的后期型CR400BF-Z、CR400BF-GZ的1車與8車商務座採取不同配置，1車為5個蛋殼式座椅，8車為6個交錯式座椅，全車定員577人。

### 16节编组
CR400BF-A、CR400BF-AZ、CR400BF-AS
| 车厢号         | 1                                                        | 2          | 3                    | 4          | 5          | 6                    | 7          | 8          | 9             | 10         | 11                   | 12         | 13         | 14                   | 15         | 16                                                        |
| 动力配置       | 拖车 带驾驶室 （Tc）                                     | 动车 （M） | 拖车 带受电弓 （Tp） | 动车 （M） | 动车 （M） | 拖车 带受电弓 （Tp） | 动车 （M） | 拖车 （T） | 拖车 （T）    | 动车 （M） | 拖车 带受电弓 （Tp） | 动车 （M） | 动车 （M） | 拖车 带受电弓 （Tp） | 动车 （M） | 拖车 带驾驶室 （Tc）                                      |
| 动力单元       | 单元1                                                    | 单元1      | 单元1                | 单元1      | 单元2      | 单元2                | 单元2      | 单元2      | 单元3         | 单元3      | 单元3                | 单元3      | 单元4      | 单元4                | 单元4      | 单元4                                                     |
| 车型           | 商务座车                                                 | 一等座车   | 二等座车             | 二等座车   | 二等座车   | 二等座车             | 二等座车   | 二等座车   | 二等座车/餐车 | 二等座车   | 二等座车             | 二等座车   | 二等座车   | 二等座车             | 一等座车   | 一等/商务座车                                             |
| 车型 （BF-AS） | 商务座车                                                 | 一等座车   | 二等座车             | 二等座车   | 二等座车   | 二等座车             | 二等座车   | 二等座车   | 二等座车/餐车 | 二等座车   | 二等座车             | 二等座车   | 二等座车   | 二等座车             | 一等座车   | 優選一等/商务座车                                         |
| 车辆编号       | CR400BF-A-xxxx CR400BF-AZ-xxxx CR400BF-AS-xxxx SW xxxx01 | ZY xxxx02  | ZE xxxx03            | ZE xxxx04  | ZE xxxx05  | ZE xxxx06            | ZE xxxx07  | ZE xxxx08  | ZEC xxxx09    | ZE xxxx10  | ZE xxxx11            | ZE xxxx12  | ZE xxxx13  | ZE xxxx14            | ZY xxxx15  | CR400BF-A-xxxx CR400BF-AZ-xxxx CR400BF-AS-xxxx ZYS xxxx00 |
| 定员           | 5+12                                                     | 60         | 90                   | 90         | 90         | 90                   | 90         | 75         | 48            | 90         | 90                   | 90         | 90         | 90                   | 60         | 5+28                                                      |
| 定员 （BF-AZ） | 6+12                                                     | 60         | 90                   | 90         | 90         | 90                   | 90         | 75         | 48            | 90         | 90                   | 90         | 90         | 90                   | 60         | 6+28                                                      |
| 定员 （BF-AS） | 6+14                                                     | 62         | 93                   | 93         | 93         | 93                   | 93         | 78         | 73            | 93         | 93                   | 93         | 93         | 93                   | 62         | 5+24                                                      |

- xxxx：列车编号。
- CR400BF-AZ的商務座採用天玄造型座椅交錯式配置，座椅布局为1+1。
- CR400BF-AS的16車一等座區域為優選一等座。

### 17节编组
CR400BF-B、CR400BF-BZ、CR400BF-BS
| 车厢号         | 1                                                        | 2          | 3                    | 4          | 5          | 6                    | 7          | 8          | 9             | 10         | 11                   | 12         | 13         | 14                   | 15         | 16         | 17                                                        |
| 动力配置       | 拖车 带驾驶室 （Tc）                                     | 动车 （M） | 拖车 带受电弓 （Tp） | 动车 （M） | 动车 （M） | 拖车 带受电弓 （Tp） | 动车 （M） | 拖车 （T） | 拖车 （T）    | 动车 （M） | 拖车 带受电弓 （Tp） | 动车 （M） | 动车 （M） | 拖车 带受电弓 （Tp） | 动车 （M） | 拖车 （T） | 拖车 带驾驶室 （Tc）                                      |
| 动力单元       | 单元1                                                    | 单元1      | 单元1                | 单元1      | 单元2      | 单元2                | 单元2      | 单元2      | 单元3         | 单元3      | 单元3                | 单元3      | 单元4      | 单元4                | 单元4      | 单元4      | 单元4                                                     |
| 车型           | 商务座车                                                 | 一等座车   | 二等座车             | 二等座车   | 二等座车   | 二等座车             | 二等座车   | 二等座车   | 二等座车/餐车 | 二等座车   | 二等座车             | 二等座车   | 二等座车   | 二等座车             | 二等座车   | 一等座车   | 一等/商务座车                                             |
| 车型 （BF-BS） | 商务座车                                                 | 一等座车   | 二等座车             | 二等座车   | 二等座车   | 二等座车             | 二等座车   | 二等座车   | 二等座车/餐车 | 二等座车   | 二等座车             | 二等座车   | 二等座车   | 二等座车             | 二等座车   | 一等座车   | 優選一等/商务座车                                         |
| 车辆编号       | CR400BF-B-xxxx CR400BF-BZ-xxxx CR400BF-BS-xxxx SW xxxx01 | ZY xxxx02  | ZE xxxx03            | ZE xxxx04  | ZE xxxx05  | ZE xxxx06            | ZE xxxx07  | ZE xxxx08  | ZEC xxxx09    | ZE xxxx10  | ZE xxxx11            | ZE xxxx12  | ZE xxxx13  | ZE xxxx14            | ZE xxxx15  | ZY xxxx16  | CR400BF-B-xxxx CR400BF-BZ-xxxx CR400BF-BS-xxxx ZYS xxxx00 |
| 定员           | 5+12                                                     | 60         | 90                   | 90         | 90         | 90                   | 90         | 75         | 48            | 90         | 90                   | 90         | 90         | 90                   | 90         | 60         | 5+28                                                      |
| 定员 （BF-BZ） | 6+12                                                     | 60         | 90                   | 90         | 90         | 90                   | 90         | 75         | 48            | 90         | 90                   | 90         | 90         | 90                   | 90         | 60         | 6+28                                                      |
| 定员 （BF-BS） | 6+14                                                     | 62         | 93                   | 93         | 93         | 93                   | 93         | 78         | 73            | 93         | 93                   | 93         | 93         | 93                   | 93         | 62         | 5+24                                                      |

- xxxx：列车编号。
- CR400BF-BZ的商務座採用天玄造型座椅交錯式配置，座椅布局为1+1。
- CR400BF-BS的17車一等座區域為優選一等座。

### CRH-0306
| 车厢号   | 1                   | 2          | 3                    | 4          | 5          | 6                    | 7          | 8           | 9          | 10         | 11                   | 12         | 13         | 14                   | 15         | 16                   |       |
| 动力配置 | 拖车 带驾驶室（Tc） | 动车 （M） | 拖车 带受电弓 （Tp） | 动车 （M） | 动车 （M） | 拖车 带受电弓 （Tp） | 动车 （M） | 拖车 （T）  | 拖车 （T） | 动车 （M） | 拖车 带受电弓 （Tp） | 动车 （M） | 动车 （M） | 拖车 带受电弓 （Tp） | 动车 （M） | 拖车 带驾驶室 （Tc） |       |
| 动力单元 | 单元1               | 单元1      | 单元1                | 单元1      | 单元2      | 单元2                | 单元2      | 单元2       | 单元3      | 单元3      | 单元3                | 单元3      | 单元4      | 单元4                | 单元4      | 单元4                | 单元4 |
| 车型     | 软卧车              | 软卧车     | 软卧车               | 软卧车     | 软卧车     | 软卧车               | 软卧车     | 软卧车/餐车 | 软卧车     | 软卧车     | 软卧车               | 软卧车     | 软卧车     | 软卧车               | 软卧车     | 软卧车               |       |
| 车辆编号 | CRH-0306 WR XXXX01  | WR XXXX02  | WR XXXX03            | WR XXXX04  | WR XXXX05  | WR XXXX06            | WR XXXX07  | WRC XXXX08  | WR XXXX09  | WR XXXX10  | WR XXXX11            | WR XXXX12  | WR XXXX13  | WR XXXX14            | WR XXXX15  | CRH-0306 WR XXXX16   |       |
| 定員     | 40                  | 60         | 60                   | 60         | 60         | 60                   | 60         | 20          | 60         | 60         | 60                   | 60         | 60         | 60                   | 60         | 40                   |       |

- xxxx：列车编号。

## 意外事件
- 2018年1月23日，CR400BF-5033+5034在经由哈大客运专线交付途中，5033号动车组05车车轴发生故障，遂返回长客厂。
- 2018年2月8日，西成高速铁路首班使用复兴号运营的G89次列车（由CR400BF-5033+5034重联担当）运行至郑西高速铁路下行线时，因为5033号动车组05车车轴高温报警而导致列车被迫于西安北站停车，不得已要调换CRH380B承担该次任务，最后该车次晚点约86分钟[50]。
- 2018年2月15日，CR400BF-5034+5029重联担当的G83次列车在京广高速铁路运行时，5034号动车组辅助变流器控制模块故障，導致需要降速至200km/h运行，复位后恢复正常速度。
- 2018年2月28日，CR400BF-5033+5029重联担当的G83次列车在京广高速铁路运行时，5033号动车组05车车轴轴温预警故障，降速运行至长沙南站，并启用广铁集团热备动车组CRH3C-3064+3067重联担当后续交路G506（长沙南-北京西），G506始发晚点12分钟。
- 2018年2月28日，CR400BF-5031+5032重联担当的G89次列车在西成客运专线运行时，5032号动车组某车内部牵引故障，造成该车无牵引力，但未影响运行。
- 2018年3月11日，中国铁路总公司要求北京局集团公司、长客股份要立即组织对CR400BF-5033动车组所涉及的3起轴温异常升高故障原因进行分析。3月20日前报总公司机辆部，在故障原因未查明之前，禁止5033号动车组上线载客运营。后暂被限制仅在京津城际铁路运营短途城际列车，2018年6月解除限制，但不久后再次故障。
- 2018年6月6日，CR400BF-5022担当G1372次列车在昆明南站发车前出现故障，临时启用昆明局集团热备动车组CRH380A继续行程。
- 2018年6月7日，CR400BF-5033+5032重联担当的G89次列车在郑西高速铁路下行线运行时，5033号动车组第4次因为05车轴温报警，在渭南北站临时停车，后降速运行至西安北站，启用热备动车组CRH380B承担该次任务，终到成都东站列车晚点140分钟。
- 2018年6月8日，CR400BF-5029担当成都东至北京西的G90次列车在西成高速铁路运行时一扇车窗玻璃破碎，未影响车体气密性，未对行车造成影响。
- 2018年9月26日，一列CR400BF-A（車組不明）到達香港西九龍站的8號月台時，懷疑因站台縫隙過窄而導致車門卡住無法打開，事後列車需臨時使用其他月台落客。根據港鐵最新的內部指引，現時復興號CR400BF-A型列車到達香港西九龍站必須使用6號月台，直至問題解決為止。[51]唯CR400AF-A型电力动车组則未有此問題。
- 2018年10月4日至10月5日，CR400BF-5027+5028重联担当G6284、G6286、G6288次列车，由于5028号动车组故障停留在邯郸东站，且当地无热备动车组，故上述列车均只有5027号动车组单车8编组运行，导致9-16车厢的乘客无座可坐或被迫退票、改签。
- 2019年2月14日，CR400BF-3047+3048重联担当G1504次列车，在南宁屯里动车所发车前出现故障，導致要临时启用南宁局集团热备动车组CRH380A-2656+2724重联担当本次列车。
- 2019年7月28日，CR400BF-5029擔當G305次列車發生嚴重故障，導致需要啟用武漢局集团熱備动車组CRH380AL繼續行程前往香港西九龍站。
- 2019年7月29日，CR400BF-5106擔當G305次列車發生ATP故障，經排除後繼續行車，終到香港西九龍站列車晚點30分鐘。
- 2019年9月29日，CR400BF-A-3057担当G1113次列车发生故障，導致本次列车晚点48分钟到达长沙南站后，需要启用广铁集团热备动车组CR400AF-A继续行程前往广州南站。

## 备注
1. ↑  2節動力車各配置不同牽引電動機
2. ↑  有关列车编组详细情况请见条目下文的列车编组部分

## 外部連結
- 一分钟读懂高铁复兴号（页面存档备份，存于）